# Église Notre-Dame de Pontoise
L'église Notre-Dame est une église catholique paroissiale située à Pontoise, en France. Son importance vient essentiellement du tombeau de saint Gauthier, et d'une statue de la Vierge à l'Enfant de la seconde moitié du XIIIe siècle, réputée miraculeuse, qu'elle abrite en son sein.

## L’Ancienne Basilique
L'église actuelle prolonge aussi le souvenir d'une splendide et vaste basilique de style gothique rayonnant, qui par ses dimensions et la qualité de son architecture impressionnait fortement les contemporains, et qui était l'une des plus grandes églises de France.
Très peu de vestiges subsistent, sinon une Vierge, quelques fragments de dalles funéraires, et des tapisseries qui ne se trouvent plus dans l'église.
Déjà partiellement détruite en 1437 puis reconstruite, la basilique venait juste d'être agrandie quand elle a péri pendant le siège de Pontoise en juillet 1589. Cela explique que les moyens manquaient pour construire une église plus grande après la catastrophe : On dût se contenter d'édifier une église provisoire, dont la conception répond avant tout aux impératifs d'une mise en œuvre rapide et économique, avec des voûtes de bois. Son style Renaissance simplifié manque de grâce, mais l'architecte Nicolas Le Mercier laisse quand même une création intéressante non dénuée de qualités esthétiques eu égard aux contraintes. Aussi l'église a-t-elle traversé les siècles contrairement à l'idée initiale, et bénéficié de quelques embellissements. L'église Notre-Dame a été inscrite monument historique par arrêté du 16 juin 1926 et restaurée extérieurement entre 2000 et 2010.

## Localisation
L'église est située dans le département français du Val-d'Oise, sur la commune de Pontoise, dans la ville basse, place Notre-Dame, au nord-ouest de la gare à laquelle la place est reliée par la rue Carnot. La RD 92 délimite cette place au nord ; elle devient la rue Pierre-Butin en direction de l'est et la rue de Rouen en direction de l'ouest. La rue de la Coutellerie descend depuis le centre-ville ancien et le parvis de la cathédrale Saint-Maclou et arrive directement devant le clocher de l'église Notre-Dame. Toute la place sert aujourd'hui de parking, et l'on peut ainsi faire le tour de l'édifice. Devant le chevet, reste un vaste espace non construit, qui était en grande partie occupé par l'ancienne église, autrement importante que l'église actuelle.

## Histoire

### Les origines
Le quartier autour de l'église Notre-Dame est un ancien faubourg, qui faisait partie de la paroisse de l'abbaye Saint-Martin de Pontoise jusqu'au XIIIe siècle : contrairement à la plupart des autres abbayes dont les églises étaient fermées d'accès aux habitants, l'abbaye Saint-Martin a toujours assuré un service paroissial. Avec le développement des activités artisanales mettant à profit la force motrice de l'eau de la Viosne, l'augmentation du faubourg augmente au XIIe siècle, et les habitants trouvent le chemin vers l'église Saint-Martin bien trop long. En 1177, une chapelle est ainsi bâtie par les religieux de Saint-Martin, au milieu de ce que l'on appela désormais le quartier de la Foulerie. La chapelle appartient donc à l'abbaye. Il paraît qu'elle est déjà dédiée à Notre-Dame. Une statue de la Vierge est citée dans un diplôme de 1231, mais ce n'est pas encore la statue actuelle,. L'érection en paroisse est effectuée en 1247 par Eudes Rigaud, archevêque de Rouen : sous tout l'Ancien Régime, Pontoise se situe en effet dans l'archidiocèse de Rouen, et est lui-même le siège de l'archidiaconé du Vexin français. L'on ignore en quelle année la chapelle est remplacée par une église plus grande : Henri Le Charpentier avance la première moitié du XIVe siècle, sans donner de raison. Un indice de taille est fourni par le style de la sculpture de la Vierge elle-même, qui d'après Louis Régnier indique le milieu ou la seconde moitié du XIIIe siècle, et l'on sait aussi que la statue se trouvait sous le porche du bras nord du transept, probablement sur le trumeau du portail : c'est donc immédiatement après la fondation de la paroisse que le chantier de l'église a dû être lancé.

### La basilique Notre-Dame de Pontoise
Il n'existe pas de représentation iconographique de cette grande église de style gothique rayonnant, ni de description antérieure à sa destruction partielle par les Anglais en 1435, sous l'ordre de Jean de Ripelay. Les arquebusiers de Pontoise étant parvenus à chasser la garnison anglaise de la ville, Ripelay commet cet acte dévastateur par rage pour la défaite. Ses compatriotes ne l'approuvent pas, car quand ils parviennent à devenir de nouveau les maîtres de la ville en 1437, ils se mettent aussitôt à rebâtir le chœur de l'église, qui semble être la partie la plus touchée. Ces travaux bénéficient de la protection de Jeanne de Navarre, qui meurt cependant en la même année. Les travaux sont poussés avec vigueur, et quand Charles VII arrive devant la ville en 1441, le chœur est terminé, et la réparation de la nef en cours. Les boulets de Jean Bureau endommagent une nouvelle fois l'édifice qui est juste en train de renaître, et obligent de reprendre un siècle plus tard toutes les parties hautes du chœur. Par un arrêt de la Cour, toutes les inscriptions faites par les Anglais sur un monument de marbre au milieu de la nef, et toutes leurs armoiries, sont effacées. On veut faire oublier que la part principale de la reconstruction incombe aux Anglais. Ceci n'empêche pas que les travaux continuent après leur départ, et à partir de 1450, Charles VII reverse à la fabrique une partie de la gabelle du sel prélevée à Pontoise. La consécration de l'église est célébrée le 21 octobre 1480 par Robert Clément, évêque in partibus d'Hippone (it). À partir du milieu du XVIe siècle, les parties haute du chœur sont rebâties comme déjà signalé, et l'édifice existant est apparemment agrandi par l'ajout de chapelles, qui ne sont pas encore parachevées en 1587, quand écrit le premier historien de Pontoise, Noël Taillepied. Ces travaux sont placés sous la direction de Pierre Le Mercier, puis sous celle de son fils ou neveu Nicolas Le Mercier,.

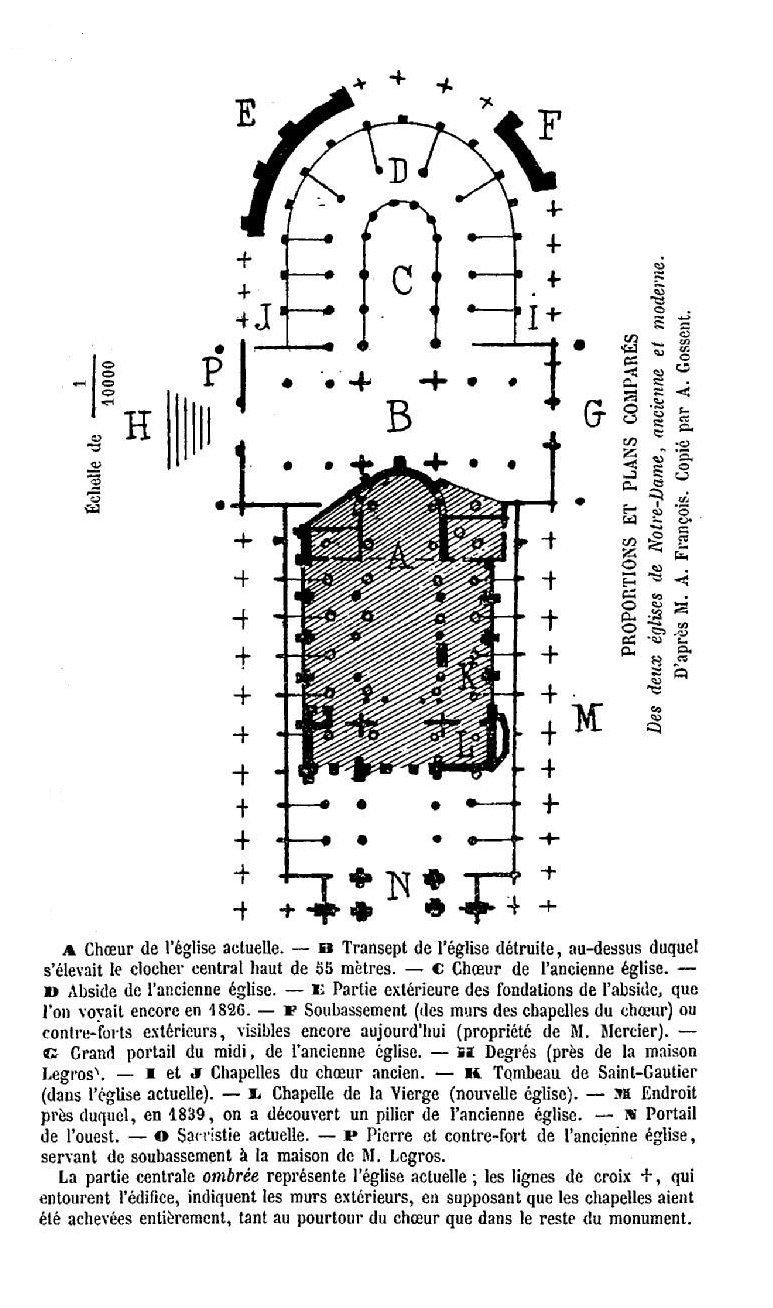
Plan de la basilique, reconstitué par A. François.

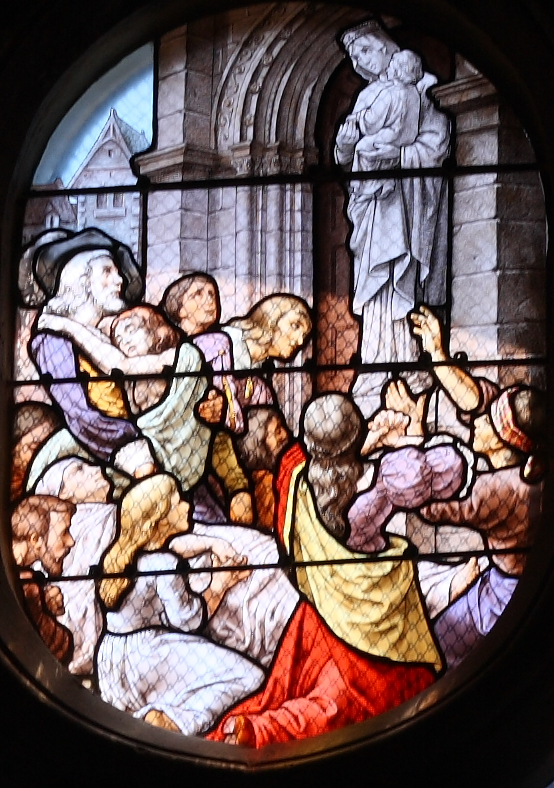
Fidèles priant devant la statue de la Vierge du portail nord (vitrail de 1901/02).

A. François a reconstitué le plan de ce qui est désormais appelée la basilique Notre-Dame de Pontoise. La limite orientale de l'église a pu être prouvée très facilement, car en 1878, les substructions d'une ou plusieurs chapelles rayonnantes du déambulatoire subsistent encore dans le jardin de la maison au 7bis place Notre-Dame. Il n'est en revanche pas clair sur quoi se base la localisation de la façade occidentale de la basilique, dont l'on sait que la nef possédait douze « principaux » piliers. Ceci correspond à six piliers de chaque côté, et donc à sept grandes arcades et sept travées. Or, A. François arrive à dix travées, et à une longueur totale de 130 m pour une largeur de 47 m. Ces données n'ont pas été commentées dans la littérature. Avec sept travées, la façade occidentale de la basilique se trouverait au niveau de la façade du porche actuel, et le chevet est de toute façon à la limite occidentale de la place Notre-Dame. Quoi qu'il en soit, au XVIe siècle, la basilique Notre-Dame de Pontoise est l'une des plus vastes et des plus magnifiques églises de la France. Elle dépasse par ses dimensions maintes cathédrales provinciales. Son plan est cruciforme et comporte une nef de dix (ou sept) travées bordées de bas-côtés, qui sont flanqués de chapelles sur toute leur longueur ; un transept largement débordant et doté également de bas-côtés ; un chœur de quatre travées dont la dernière est le rond-point de l'abside ; deux collatéraux du chœur et un déambulatoire également flanqués de chapelles. La flèche se dressant au-dessus de la croisée du transept atteint une hauteur plutôt modeste par rapport aux dimensions extrêmement généreuses de l'église, à savoir 55 m. Deux autres tours se trouvent de part et d'autre de la façade occidentale. Abstraction faite de la flèche centrale, la basilique Notre-Dame est réputée pour être une sœur jumelle de l'église Saint-Ouen de Rouen. L'on peut ainsi se faire facilement une image de la splendeur de la basilique, malheureusement détruite. L'abbé Trou fournit en 1843 une description assez éloquente de la basilique, qui se base en grande partie sur celle de Noël Taillepied, mais s'enrichit de détails dont il passe sous silence les sources. La basilique était de loin la plus grande église de l'archidiaconé du Vexin français, et apparemment aussi la plus belle :

« On admirait dans cette église l'élégance et la légèreté du transept, dont l'extrémité méridionale s'épanouissait en une belle rosace, image du soleil vivant et de la gloire céleste, véritable chef-d'œuvre de l'art, et estimé l'ouvrage des plus braves architectes qui soient en France. En entrant sous ses voûtes, qui planaient comme un firmament au-dessus sa tête, l'homme retrouvait l'image de l'infini, il se sentait comme enveloppé par la grandeur et la majesté de Dieu, en s'écriant : O mon Dieu ! que vous êtes grand ! et que je suis peu de chose ! Dans la partie inférieure de chacune des extrémités de ce transept, étaient construits deux magnifiques portiques latéraux. Au midi, la voussure ogivale, coupée en deux par un tympan, renfermait dans un encadrement une statue colossale du Christ ; et sur le tympan dans la voussure du portique du nord, on avait placé l'image de la divine Marie.
La façade principale, moins légère, plus sévère et plus simple, offrait deux grosses tours carrées, d'une grande élévation. Elles se terminaient par une plate-forme, bordées de balustrades, d'autres disent de créneaux. Dans leur encadrement s’élevait, en équerre et en forme de fronton, le pignon de la grande nef ; et, dans sa partie basse, se trouvait une voussure immense, qui renfermaient deux grandes portes sous ses vastes arceaux. Au-dessus du point central, désigné par le transept et la grande nef, s'élevait une troisième tour, surmontée d'une haute pyramide, terminée par une croix. Sur les douze principaux piliers de la nef, étaient sculptés en bas-relief les Douze Apôtres, de grandeur naturelle, et chacun avec son emblème. [...] Le retable d'autel était un morceau magnifique, en airain très-pur, porté sur douze colonnes du même métal ; et, sur le devant du maître-autel, se trouvait, historiée et enrichie de dorures du plus grand travail, et d'un prix considérable, toute la scène de la Passion. Le chœur était orné de deux rangs de stalles hautes et basses, d'une belle confection. Le jeu d'orgue, placé sur un doxal [sic] en forme de tribune, à l'entrée de la grande nef, était admiré, pour sa force et son harmonie, par tous les facteurs et organistes étrangers. Tout le mobilier, les ornements, les vases sacrés de cette église, rivalisaient en somptuosité et en magnificence avec la beauté du monument. »

### La destruction de la basilique
La basilique Notre-Dame périt lors du siège de Pontoise par Henri III et Henri IV, dans le contexte de la huitième guerre de religion (1585-1598), en juillet 1589. L'intention des rois est de déposséder la Ligue catholique de la ville. Il paraît qu'une partie des assiégés se retranche près de l'église, qu'ils fortifient provisoirement tout en remplissant son intérieur de terre. On peut difficilement en savoir plus, car si les récits sur la fin de la basilique sont nombreux, ils ne concordent qu'en de rares points. Les uns accusent Henri III ; d'autres assurent que les assiégés ont dû eux-mêmes démolir l'église, car gênant les tirs d'artillerie depuis le bastion de Halincourt ; d'autres encore prétendent que les habitants l'ont démoli par précaution, craignant que le roi ne la transforme en forteresse, etc. Henri Le Charpentier les a tous passé au crible, et ne parvient pour autant pas de dégager la vérité historique. Il paraît comme certain que d'une façon ou d'une autre, l'église a été si fortement endommagée part les combats que sa réparation n'est plus envisageable. C'est la raison qui a dû commander la démolition plutôt qu'une reconstruction. Une ordonnance du gouverneur du 20 août 1589 ordonne la démolition des murs des chapelles de l'église restés debout, ce qui donne à penser que tout l'intérieur s'était effondré. Vu que la basilique a fait encore l'objet de travaux quelques mois, voire quelques jours avant le début du siège, et qu'elle était alors comme neuf, il faut croire que les habitants ne l'auraient pas abandonné si elle avait pu être sauvée. Pas tout n'est démoli tout de suite : un témoin oculaire mentionne la ruine du chevet en 1638. La Vierge, elle, est restée debout au milieu des décombres, ce qui a encore augmenté la confiance en elle. En attendant la construction de la nouvelle église, elle est mise à l'abri dans l'abbaye Saint-Martin. Au début du siège, le curé dom Regnault Lefebvre et son vicaire Mathieu Guyempel ont pu mettre en lieu sûr les vases sacrés et quelques œuvres d'art, mais la plupart des objets a disparu sous la Révolution française. Quelques tapisseries ont été restituées à la ville au début du XIXe siècle ; on disait qu'elles provenaient de Bruges et étaient d'une grande valeur, quoiqu'en mauvais état,. — L'on peut remarquer que si elle avait survécu, la basilique Notre-Dame serait à coup sûr devenue la cathédrale du diocèse de Pontoise en lieu et place de l'église Saint-Maclou, qui est moitié moins grande.

### La construction de l'église actuelle

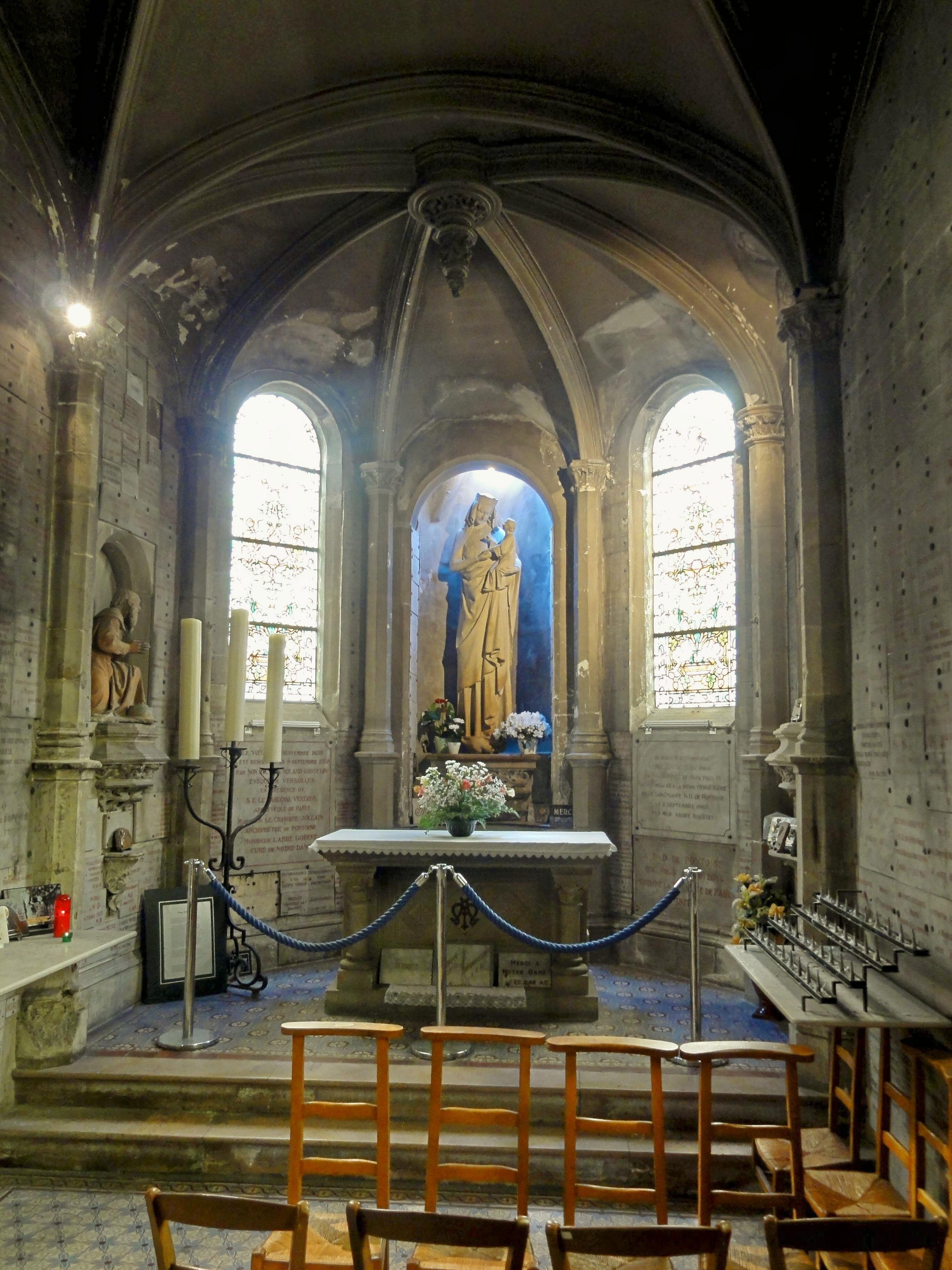
La chapelle de la Vierge, qui prend sa forme actuelle en 1862.

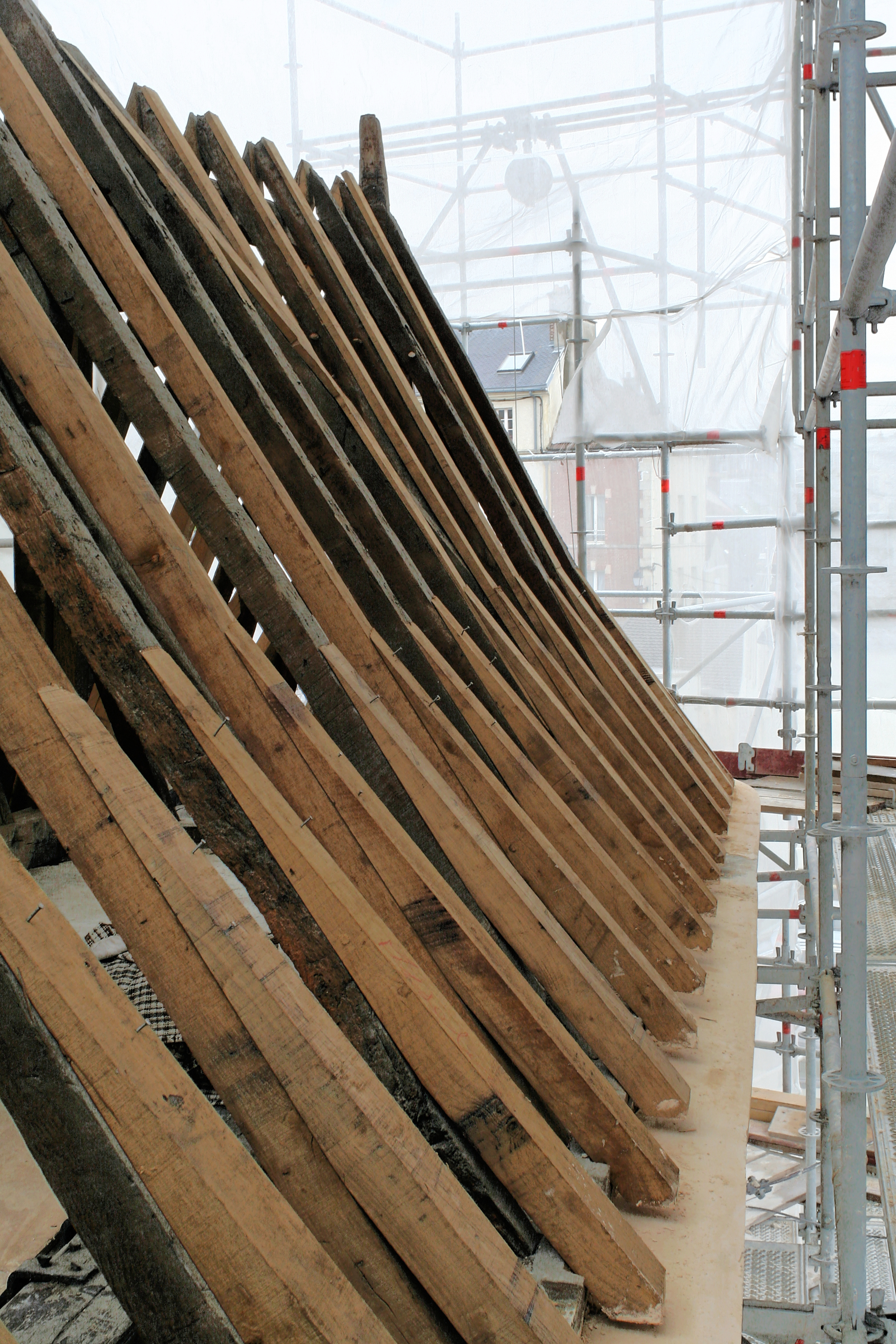
La charpente de la sacristie, en grande partie remplacée.

La nouvelle église est édifiée dans un bref délai, mais il n'est pas évident pourquoi le service Patrimoine de la ville de Pontoise cite l'année 1598 comme date du début des travaux. Le plan a sans doute été conçu par Nicolas Le Mercier, sachant que son père ou oncle Pierre Le Mercier avait été enterré dans la basilique, et qu'il est qualifié sur sa dalle funéraire comme maître-maçon de cette église. On sait qu'à l'église Saint-Maclou, Nicolas a succédé à Pierre, et comme il n'y a pas d'autres architectes remarqués dans le Pontoise de l'époque, l'attribution à Nicolas Le Mercier paraît évidente. Les auteurs s'accordent sur le fait que la nouvelle église a été prévue comme solution provisoire, ce qui ressort de son architecture sans ambition, de la simplicité du plan et de la structure, de la rareté et de la monotonie de son décor. Le chantier lui-même n'est pas documenté, mais l'on connaît ses principaux échelons : dédicace et bénédiction de quatre autels le 16 avril 1599 par Guillaume Le Blanc, évêque de Vence ; achèvement du pignon de la façade et du clocher en 1600, date inscrite tout en haut au revers du mur occidental. Le porche actuel n'est réalisé qu'en 1729, mais un porche provisoire a dû exister dès le départ, car l'on sait que la statue de la Vierge était toujours abritée sous le porche. Cet emplacement s'explique par le fait que la Vierge était aussi située à l'extérieur de la précédente basilique. Louis Régnier suppose qu'un prodige éclatant accompli en faveur d'un voyageur ou d'un roulier sur la grande route de Paris à Rouen est à l'origine de la vénération particulière pour cette statue, réputée comme miraculeuse. Personne n'a encore établi la date de l'origine du pèlerinage pour Notre-Dame de Pontoise, dont tous les auteurs soulignent l'importance. L'actuelle chapelle de la Vierge, à droite du porche, est bâtie en même temps que lui, mais comme chapelle baptismale. C'est vraisemblablement au moment du rétablissement du culte après la Révolution française, en 1801, que la statue est placée dans la chapelle. Une petite abside à pans coupés est ajoutée au sud de la chapelle en 1862,.

### La préservation et la restauration de l'église
En 1841, l'abbé Trou écrit que l'église Notre-Dame aurait connu des améliorations notables pendant les dernières années, notamment à l'intérieur. L'orgue a été restauré « à neuf », et une seconde tribune a été édifiée au-dessus (!) de la première, en arrière-corps. L'on saisit mal la vocation de cette tribune, qui devait empiéter dans le porche. Ensuite l'église connaît une importante restauration pendant les années 1843 / 1844. Elle reçoit pour la première fois des clés de voûte, le sol est bétonné, le décor intérieur est refait, et le mobilier est en grande partie remplacé. Les autels et retables néorenaissance datent de cette époque. En 1895, l'architecte Guilbert réalise des peintures murales dans le chœur. De nouveaux vitraux sont posés en 1901 / 1902. Malgré son faible intérêt architectural, l'église est inscrite monument historique par arrêté du 16 juin 1926.
En vue d'une restauration, un diagnostic est réalisé en 1999 par l'architecte en chef des monuments historiques, Pierre-André Lablaude. Un programme de restauration pluriannuel est fixé l'année suivante, et définit cinq phases de restauration. La première porte sur la façade occidentale et la couverture de la chapelle de la Vierge. La seconde est placée sous la responsabilité de l'architecte Claire Guiorgadzé et concerne l'ensemble du clocher. Pierre Bortolussi dirige les travaux des trois phases suivantes. La troisième se concentre sur l'extérieur du bas-côté sud et de la chapelle de la Vierge. Le chevet, la sacristie et le pignon occidental font l'objet de la quatrième phase. Finalement, le bas-côté nord est lui aussi restauré, et des projeteurs sont installés autour de l'église et dans le clocher afin de permettre une illumination. Les blocs de pierre trop dégradés sont remplacés par de la pierre de Saint-Leu-d'Esserent et de Saint-Maximin, et les charpentes sont en partie refaites, sauf celle de la nef. Comme il ressort du phasage des travaux, l'intérieur de l'église n'est pas concerné. Tous les vitraux (bien que non concernés par l'inscription aux monuments historiques) ont toutefois été démontés pour être nettoyés, et les restaurations nécessaires ont été effectuées. Le programme de restauration a été achevé en 2010.

## Description

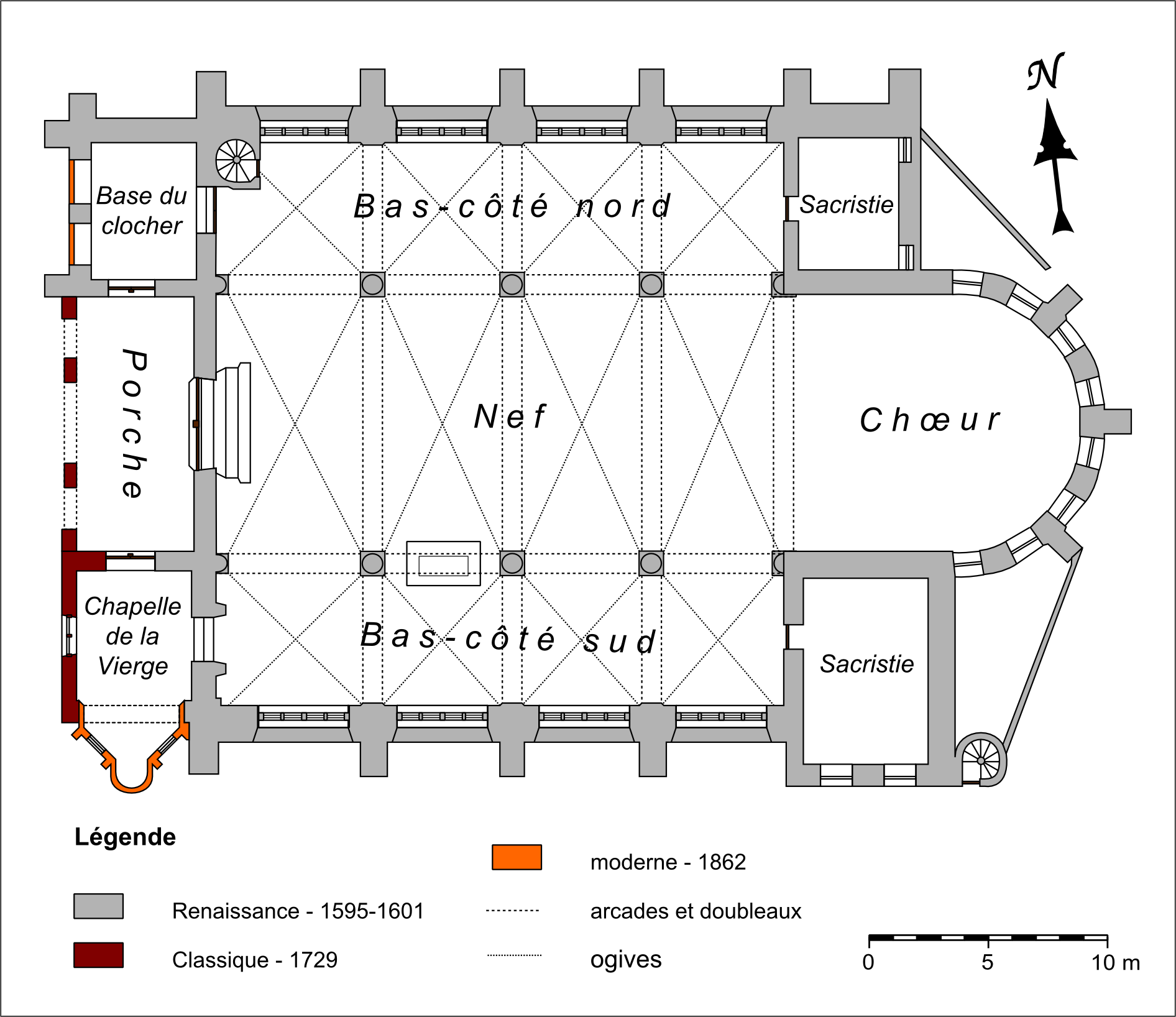
Plan de l'église.

### Aperçu général
Orientée vers le nord-ouest du côté de la façade occidentale car alignée sur la rue et les maisons au nord de la place, l'église suit un plan très simple. Elle se compose d'une nef de quatre travées accompagnée de deux bas-côtés, qui se terminent par un chevet plat, et d'un Chœur en fer à cheval voûté en cul-de-four, plus bas que la nef. Le bas-côté nord est précédé par le clocher, et le bas-côté sud par la chapelle de la Vierge, les deux étant reliés par un porche. Une petite sacristie se situe derrière le chevet du bas-côté nord : c'est l'ancienne chapelle des seigneurs de Marcouville. Une autre, plus grande et à étage, occupe l'angle entre le chevet du bas-côté sud et le chœur. Elle possède une tourelle d'escalier ronde à l'angle sud-est. La nef est recouverte par de fausses voûtes d'ogives de bois plâtré, mais les bas-côtés ont des voûtes d'ogives de pierre. L'église possède deux accès, à savoir le portail occidental et la porte de la chapelle de la Vierge à sa droite, qui est elle-même reliée au bas-côté sud. Le portail de la base du clocher n'est plus utilisé, et le local dans son intérieur ne communique plus avec l'intérieur de l'église. La nef possède un toit à deux rampants avec des pignons à l'ouest et à l'est, et chacune des travées des bas-côtés ainsi que les sacristies sont dotées de toits en pavillon indépendants.

### Intérieur

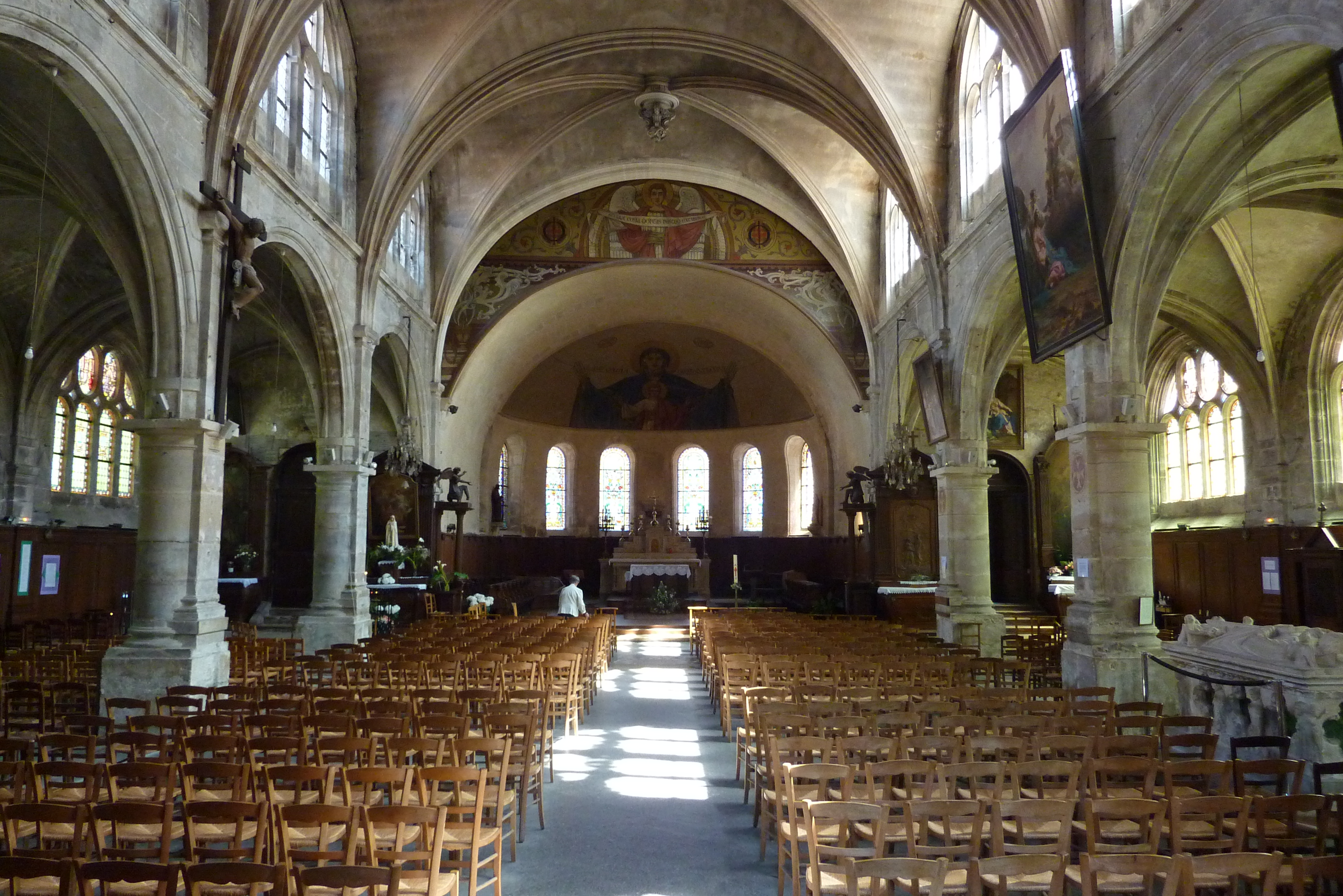
Vue générale intérieure.

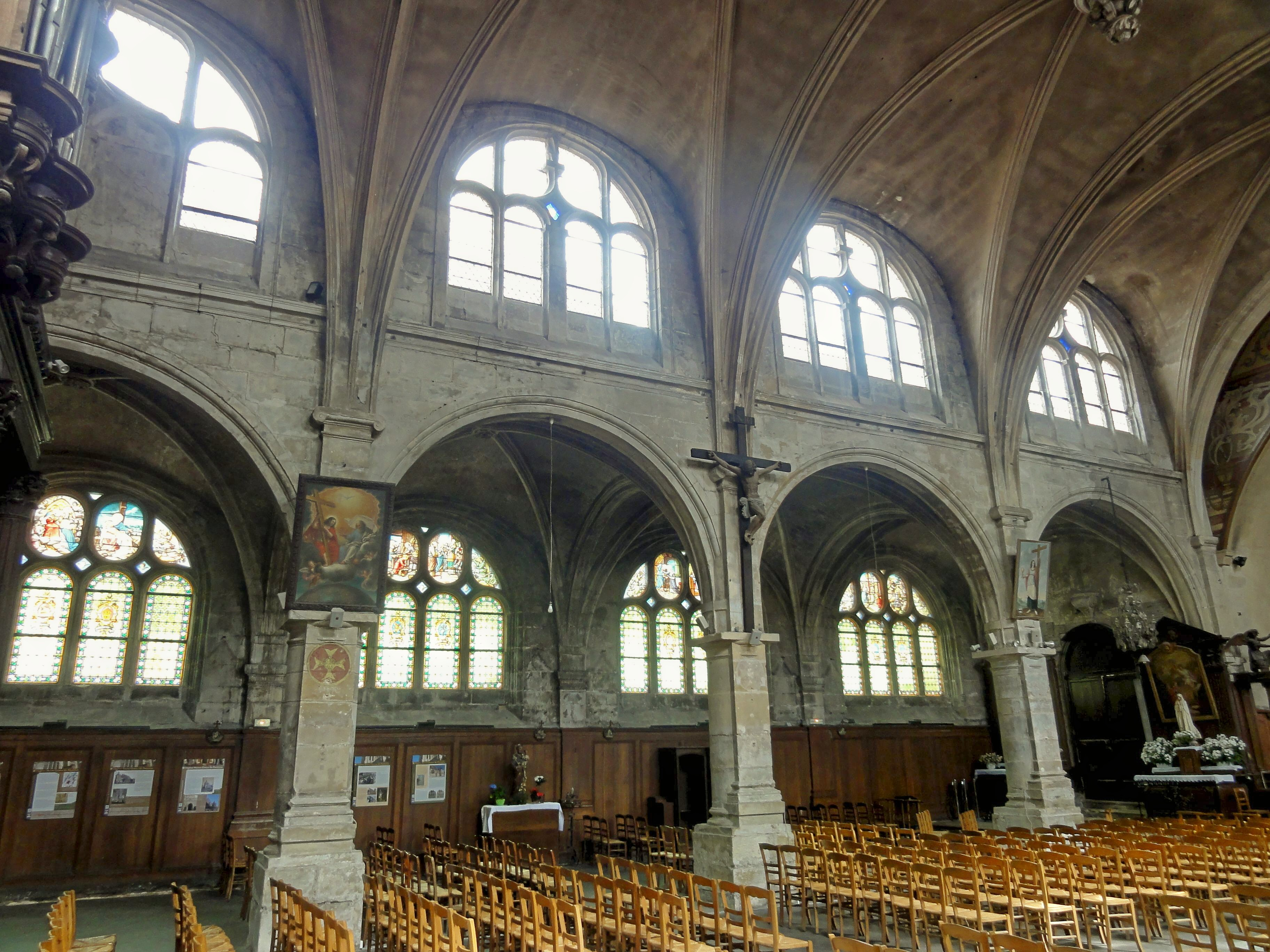
Nef, élévation nord.

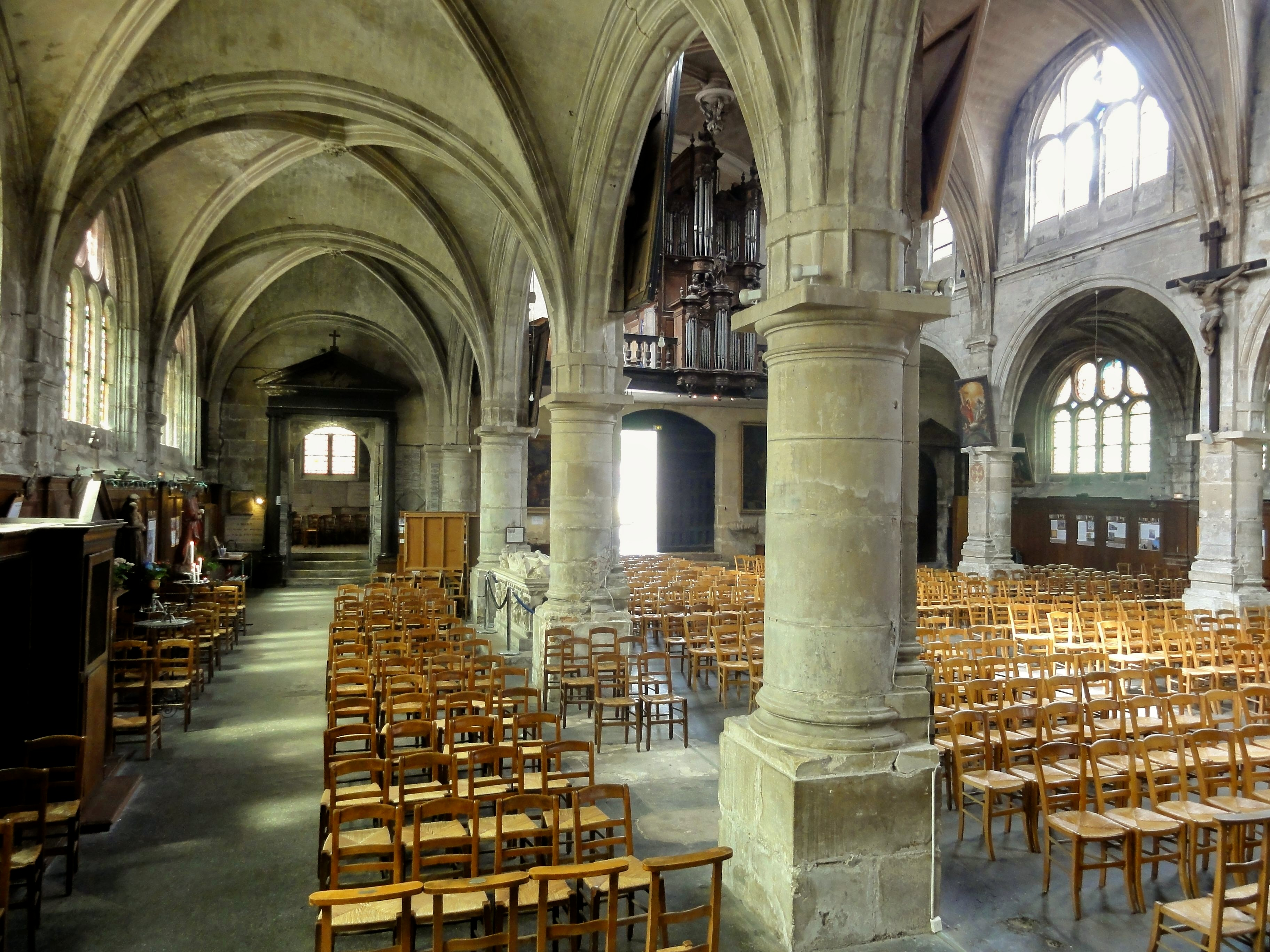
Bas-côté sud, vue vers le nord-ouest.

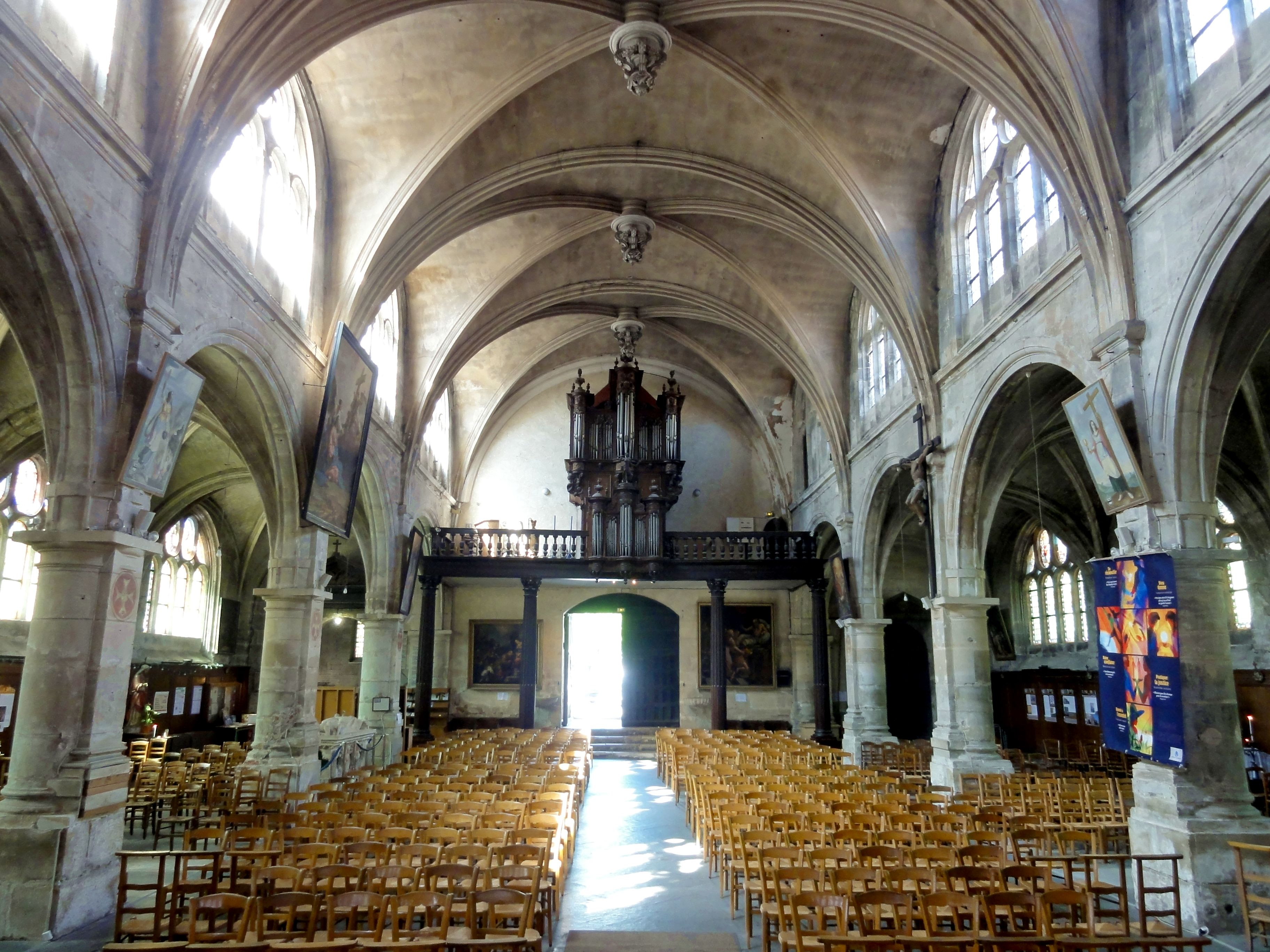
Nef, vue vers l'ouest.

L'on descend plusieurs marches en entrant dans l'église, le gouverneur militaire ayant exigé de limiter la hauteur de l'église pour qu'elle ne gêne pas l'artillerie de défense de la ville de Pontoise. L'architecte a ainsi trouvé un moyen de parvenir tout de même à une hauteur suffisante pour obtenir des proportions harmonieuses. C'est un pari qu'il a certainement réussi, mais ces proportions tranchent avec les habitudes de l'architecture religieuse, car la nef est plus large que haute, et l'ensemble nef et bas-côtés est légèrement plus large que profond : environ 25,00 m sur 23,50 m. La longueur de la nef dépasse celle de la plupart des églises des bourgs et villages du département, mais elle est modeste pour l'église d'une grande paroisse urbaine. En même temps, une largeur entre les piliers d'environ 10,50 m assure une capacité d'accueil non négligeable, et les grandes arcades largement ouvertes font des bas-côtés des éléments pleinement intégrés dans l'espace intérieur. En l'absence de transept ou d'une base de clocher au centre de l'église, la visibilité sur le sanctuaire n'est donc pas trop restreinte depuis les bas-côtés. Grâce à ces dispositions, l'utilisation de la surface est plus efficace que dans la plupart des autres églises, où seule une place dans la nef permet aux fidèles de suivre la célébration eucharistique, alors que la nef ne représente guère plus que 20 % de la surface intérieure de l'église dans les églises des XIIe et XIIIe siècles de la région.
Nicolas Le Mercier a donc conçu une église qui répond aux exigences particulières des circonstances de l'époque : la paroisse venait juste de dépenser de fortes sommes d'argent pour agrandir la précédente basilique, qui à peine terminée, est déjà détruite ; il fallait donc trouver une solution rapide à mettre en œuvre pour ne pas laisser la paroisse sans lieu de culte, et peu onéreuse car les caisses étaient vides. La diminution de la longueur à la faveur d'une grande largeur va dans le même sens, car la longueur des murs est économisée, alors que l'augmentation de la largeur ne change pas beaucoup le coût de construction, sachant que les voûtes sont de toute façon en bois. L'architecture manque de grâce que le décor et les finitions n'ont pas pu être soignés ; aussi, l'église n’impressionne-t-elle que par la largeur de la nef, et les importantes surfaces vitrées évitent qu'une ambiance triste ne s'installe. On peut toutefois regretter que l'église n'a pas été pourvue d'un chœur digne de sa fonction. Alors que l'architecture d'une église souligne habituellement l'importance du sanctuaire, ce n'est pas du tout le cas dans l'église Notre-Dame. Aussi large que la nef, il est toutefois encore moins haut, et sa voûte et ses murs sont strictement lisses. Les fenêtres ne possèdent même pas de remplage. Ce chœur est sans aucun caractère, et les peintures murales réalisées en 1895 par l'architecte Guilbert ne couvrent que le mur au-dessus de l'arcade ouvrant dans le chœur et le fond de la voûte. Les soubassements des fenêtres sont munis de boiseries médiocres.
Les grandes arcades en plein cintre reposent sur des colonnes monocylindriques appareillées en tambour, par l'intermédiaire de simples tablettes carrées non moulurées, comme au sud de la nef de l'église Saint-Étienne de Fosses. Il n'y a pas non plus de chapiteaux, mais seulement des moulures simples au niveau du tambour supérieur (un tore et un méplat entre deux baguettes). Les bases se composent d'une scotie entre deux tores, et leurs socles sont de simples cubes de pierre. Au lieu de soigner davantage ces grosses colonnes, l'architecte a fait le choix original d'y accoler des pilastres doriques simplifiés côté nef. Ils supportent de courts pilastres ioniques, qui reçoivent les ogives et doubleaux en cintre surbaissé des fausses voûtes de la nef. Il n'y a pas de formerets. L'on remarque que le type de voûtement est encore tout à fait gothique, alors que l'architecture Renaissance dans le sens strict du terme exige des voûtes en berceau. Le profil des nervures est prismatique comme à la période flamboyante, mais se termine par un méplat. Les clés de voûte pendantes n'ont été posées qu'en 1843/44 et manquaient jusque là. Un bandeau mouluré sépare l'étage des grandes arcades de l'étage des fenêtres hautes, qui sont en plein cintre et pourvues d'un remplage composé de quatre formes en plein cintre dans sa partie inférieure. Le meneau central est renforcé et surmonté d'un petit tympan en losange, formé par une accolade qui redevient meneau en haut de la fenêtre, et qui présente un court barreau perpendiculaire suggérant un crucifix. De part et d'autre du meneau se trouvent des soufflets et mouchettes simplifiés, et dans leur ensemble, ces baies sont encore vaguement influencées par le style flamboyant. Ceci est également le cas des fenêtres des bas-côtés, qui possèdent un remplage de quatre arcatures plein cintre, surmontées par deux ellipses, deux mouchettes simplifiées et de petits tympans. Ces remplages sont inspirés de la cathédrale Saint-Maclou. Rien d'autre n'est à remarquer au sujet des bas-côtés, où les voûtes sont reçues par des pilastres ioniques simplifiés, et au sujet de l'architecture de la chapelle de la Vierge, dont Louis Régnier dit qu'elle est du plus mauvais style. Elle abrite néanmoins une statue du plus haut intérêt (voir ci-dessous).

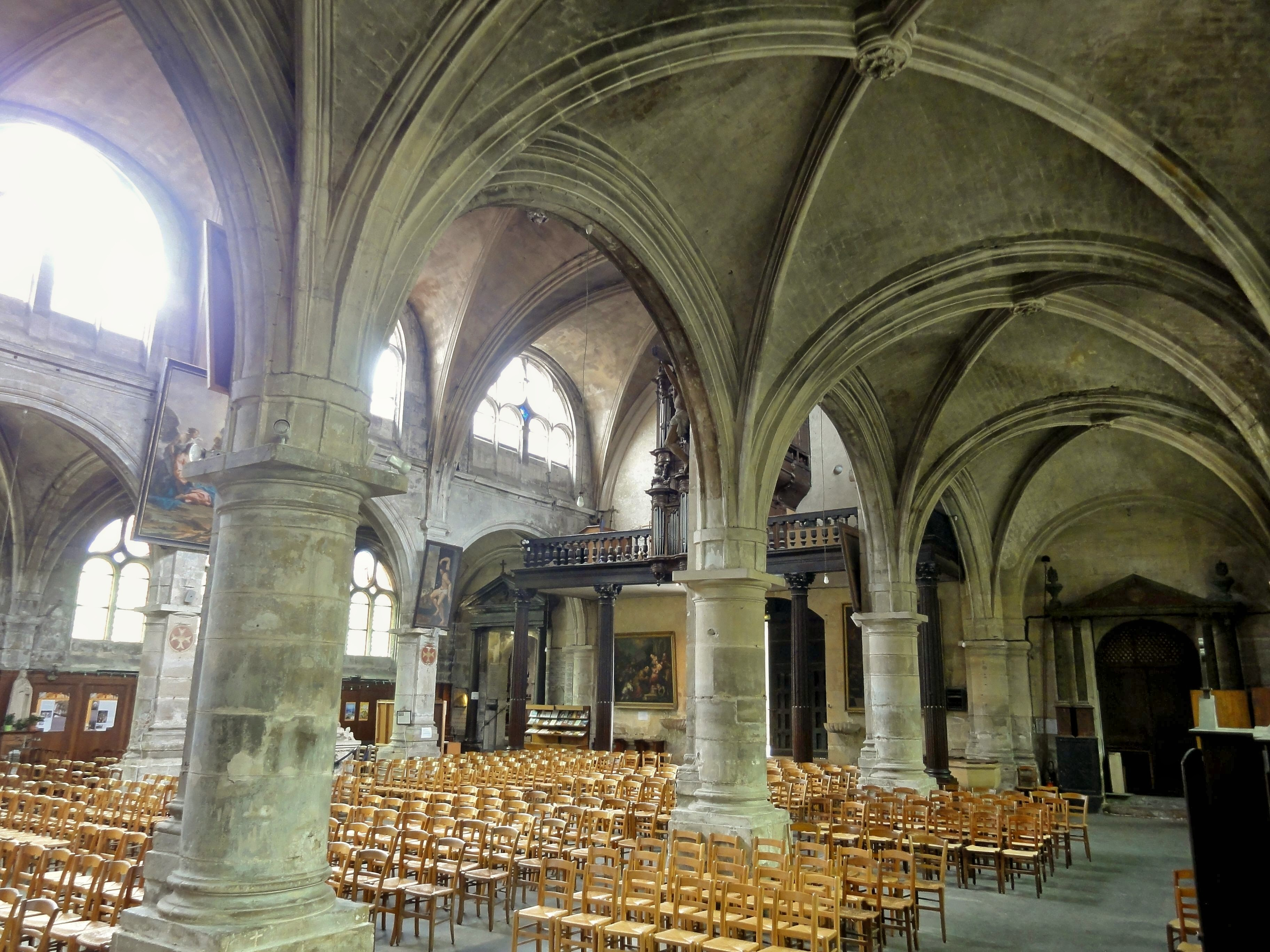
Bas-côté nord.
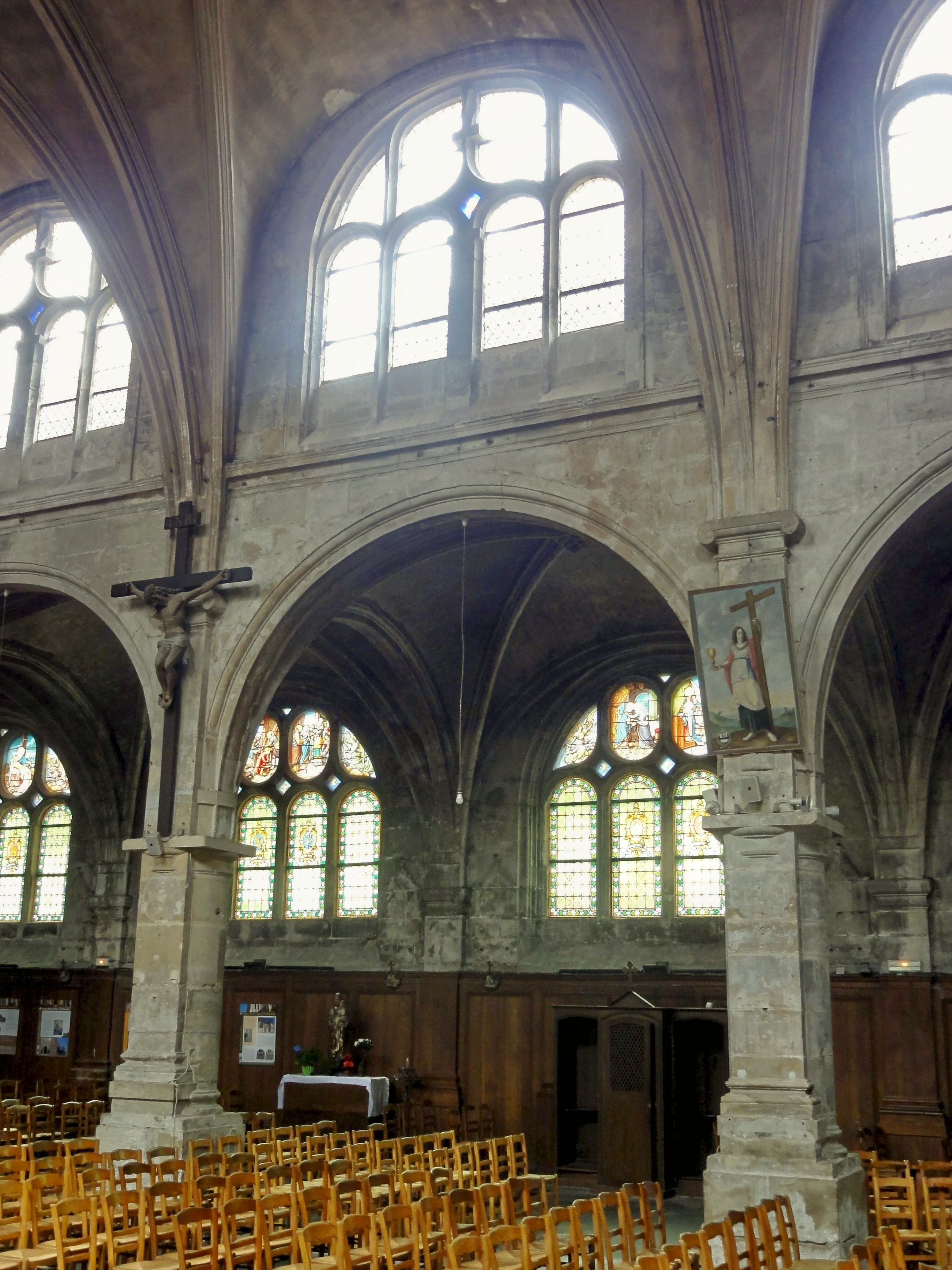
Travée de la nef.
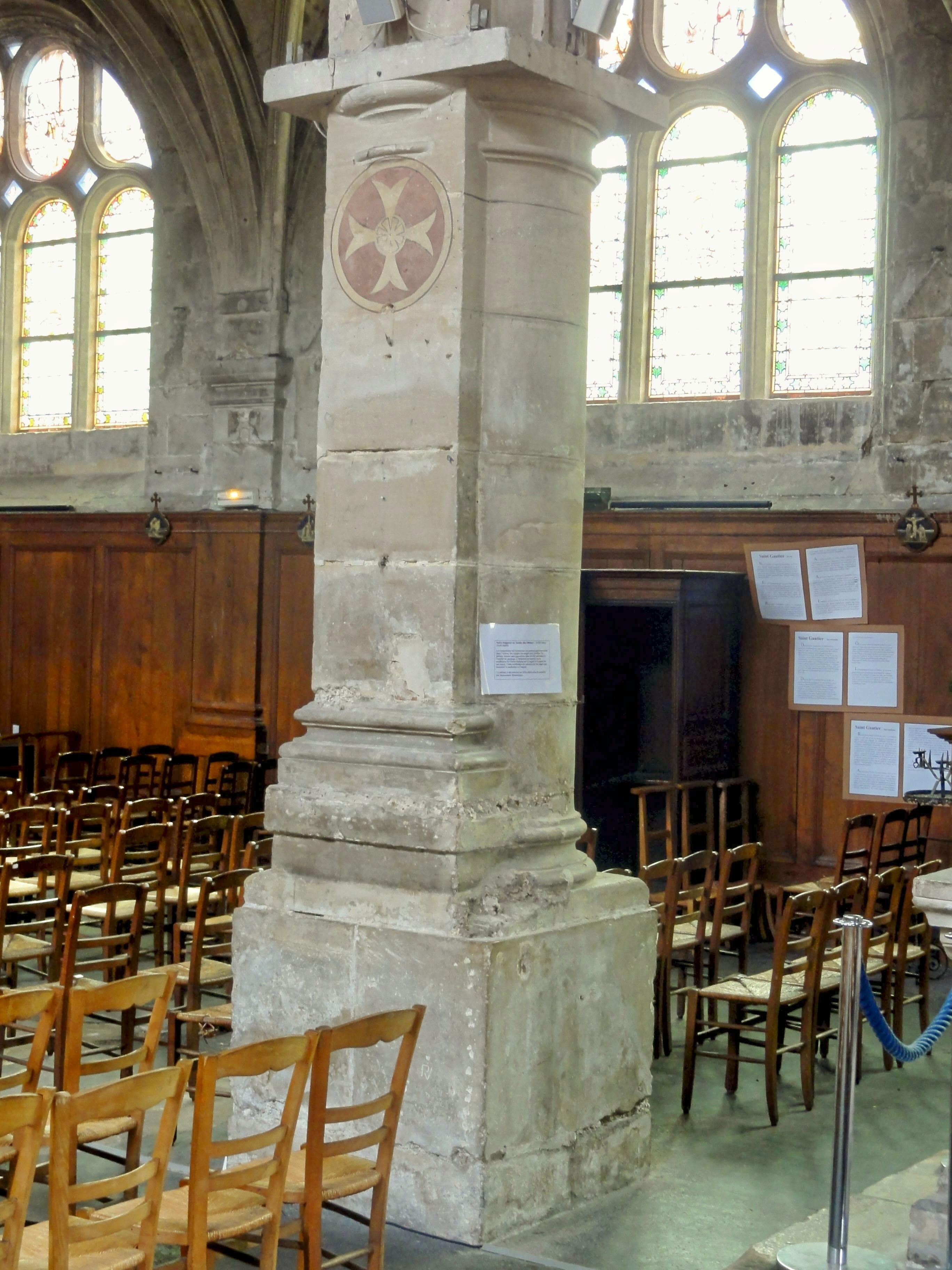
Pilier de la nef.
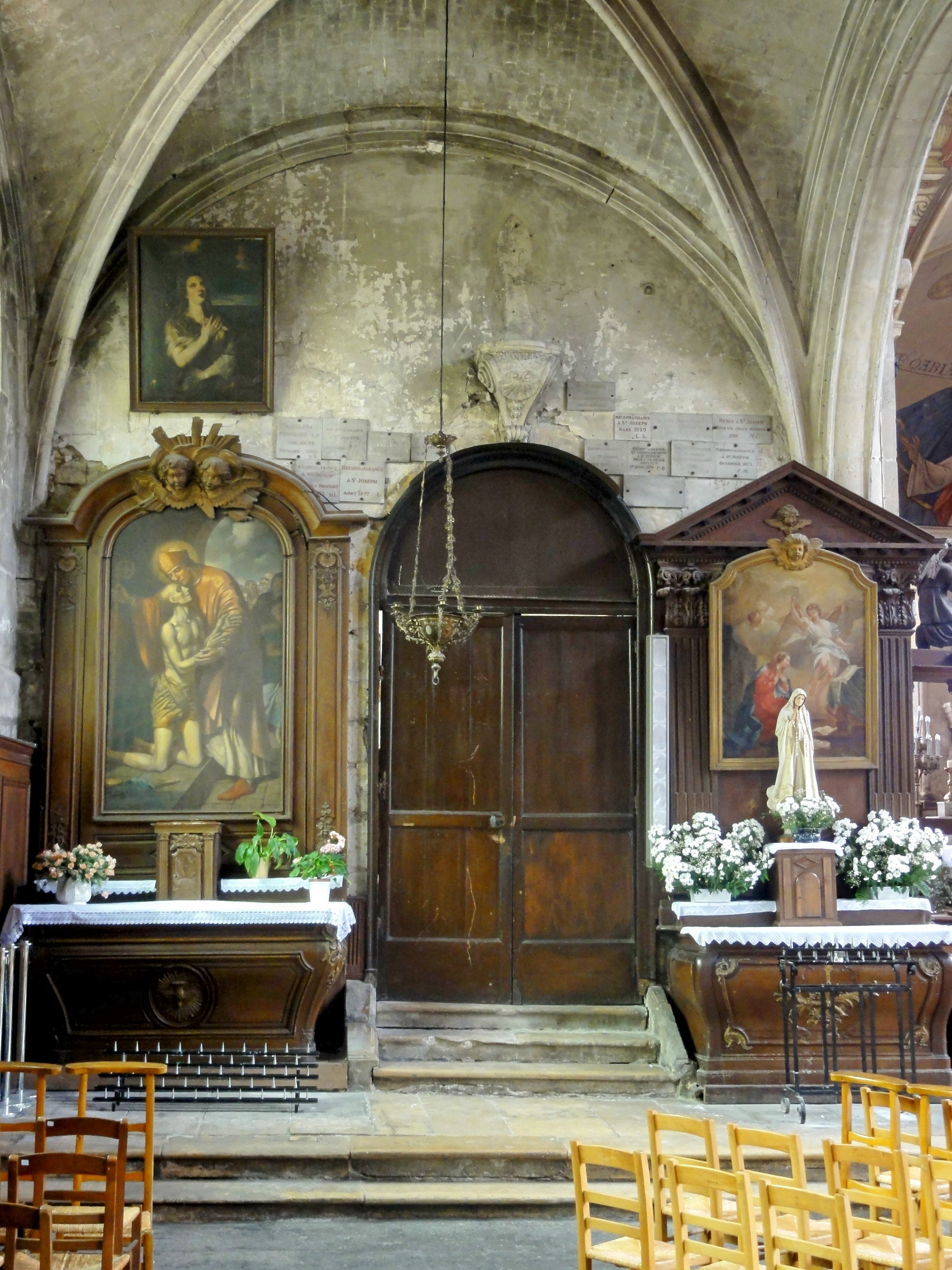
Chevet du bas-côté nord.
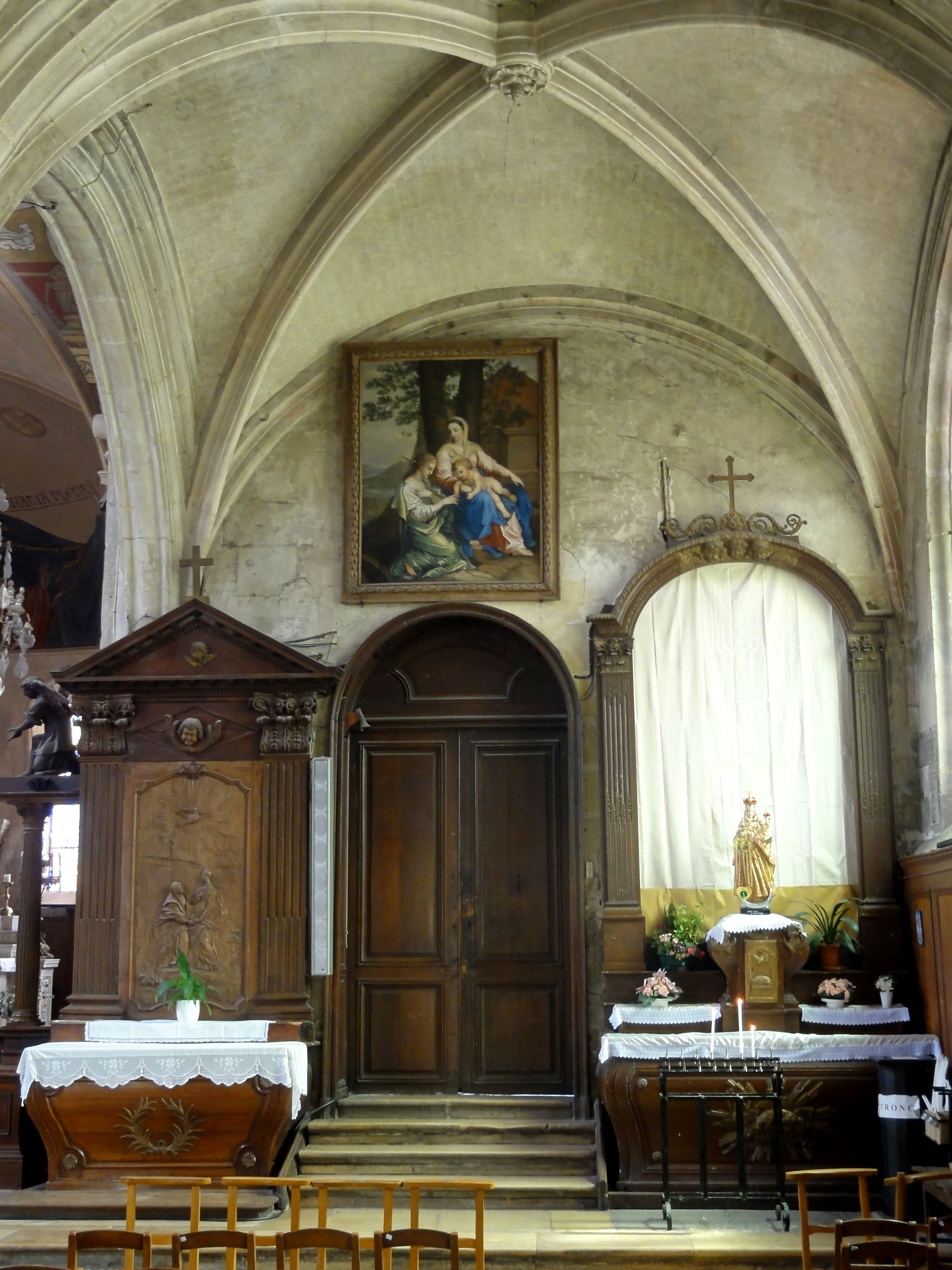
Chevet du bas-côté sud.
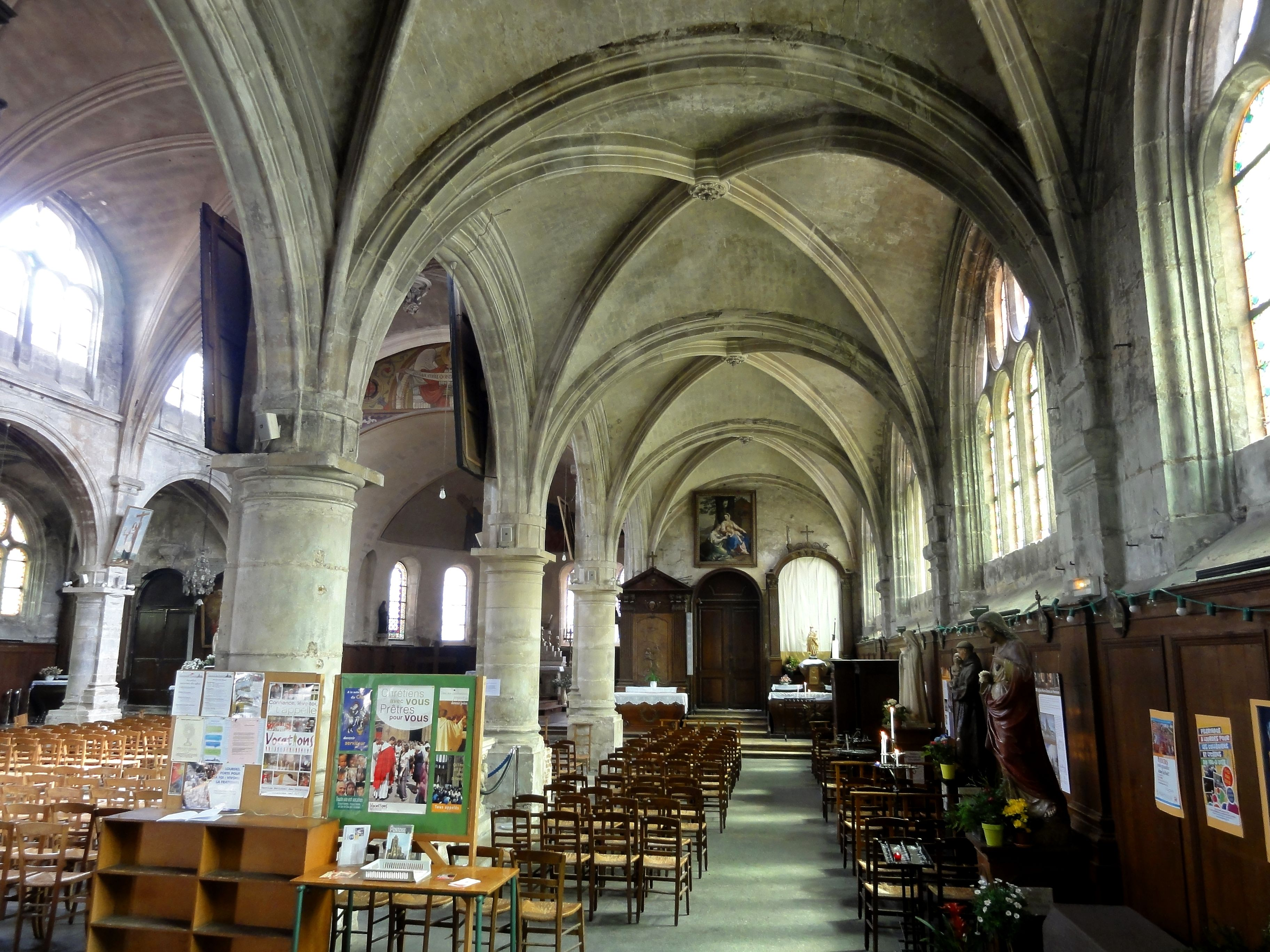
Bas-côté sud.

### Extérieur

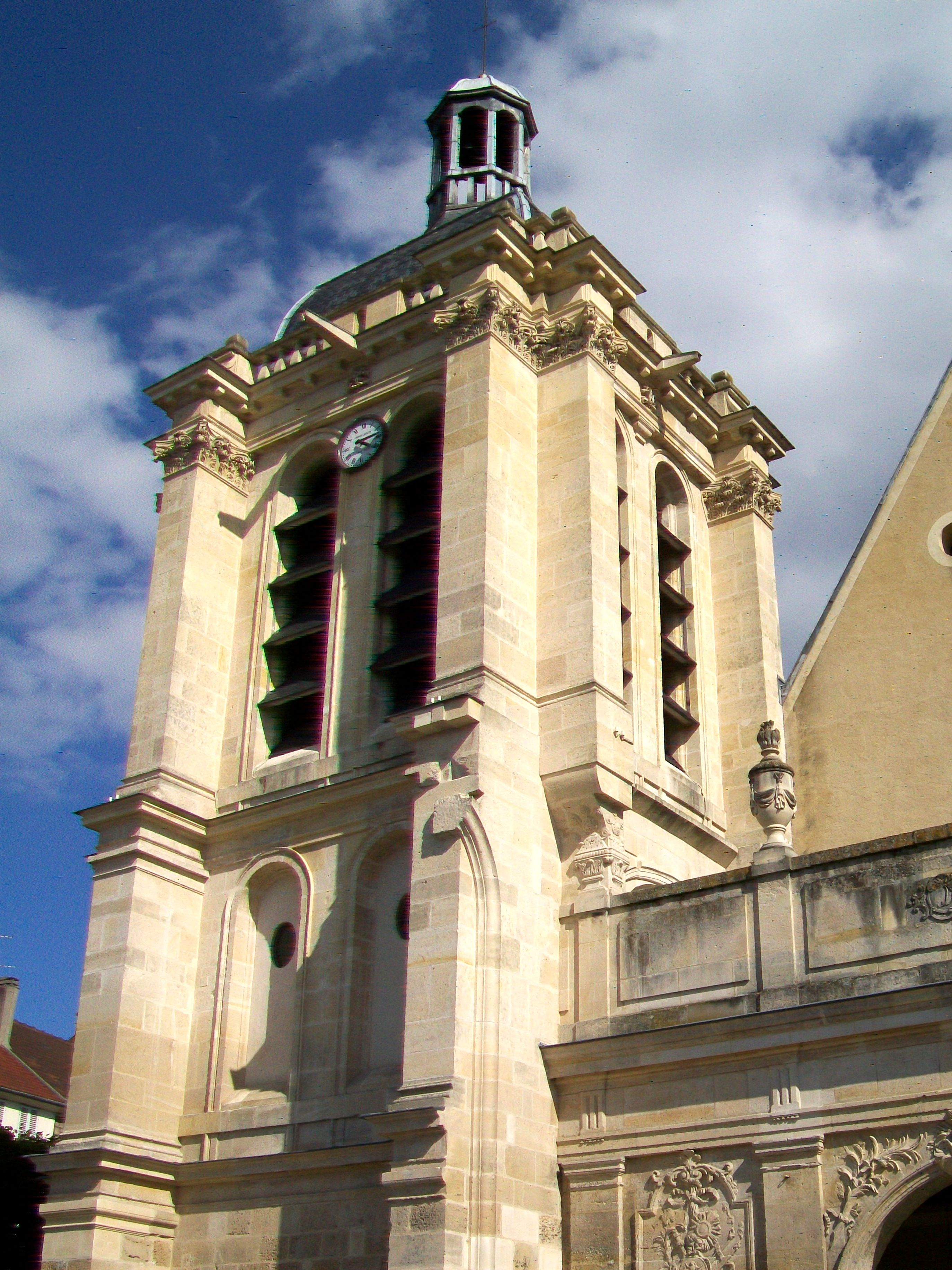
Clocher, côté sud-ouest.

La physionomie de l'église est trapue, mais elle est rendu avenante par les toits en pavillon des travées des bas-côtés et des sacristies, qui évitent que la monotonie ne s'installe. L'extérieur est devenu resplendissante grâce à la restauration entreprise par la ville pendant la première décennie du nouveau millénaire, et l'emploi de pierre de Saint-Leu-d'Esserent et de Saint-Maximin ainsi que de tuiles plates en teints panachés est tout à l'avantage du monument. La qualité de cette restauration compense quelque part la qualité qui manque à l'architecture. À l'extérieur, le clocher, le porche et les élévations des bas-côtés sont les seuls éléments d'un certain intérêt. Le porche de 1729 est de style classique et traité à la façon d'un arc de triomphe, avec une grande porte entre deux petites, qui sont surmontées de bas-reliefs d'une exécution élégante, et flanquées de pilastres. De l'intérieur, toute ornementation fait défaut et le plafond est de bois, alors que des plafonds à caissons étaient de mise à la Renaissance, comme à Livilliers ou Magny-en-Vexin. Les bas-côtés sont entièrement bâtis en pierre de taille et pourvus de contreforts, dont la partie inférieure est très saillante, et la partie supérieure décorée d'un entablement ébauché et muni de deux gargouilles purement fonctionnelles. L'avant-dernier contrefort du nord porte une culée d'arc-boutant sommée d'un pot à feu allongé : Il devait y avoir, au début du chantier, un programme de construction plus ambitieux, revu à la baisse par la suite. Un important glacis précède le soubassement des fenêtres, dont le niveau très bas du seuil trahit que le sol de l'église se situe en dessous du niveau de la place. Le mur occidental de la nef et le pignon sont parfaitement nus. Le mur en hémicycle du chevet suggère une pièce d'architecture romane privée de son caractère authentique par des remaniements ; or, il n'en est rien.
Le clocher s’élève à l'angle nord-ouest de l'église, devant le bas-côté nord. Il rappelle fortement son homologue de l'église Saint-Sulpice de Chars, qui est toutefois plus élancé et pourvu d'une ornementation autrement élaborée. Conçu par Pierre ou Nicolas Le Mercier et exécuté par deux entrepreneurs pontoisiens, Gilles Vivian et Jean Bretel, entre 1561 et 1576, c'est le clocher Renaissance le plus abouti du Vexin français. Selon Louis Régnier, il paraît impensable que le clocher de Notre-Dame ne soit lui aussi l'œuvre d'un membre de la famille Le Mercier. Il est d'une certaine lourdeur du fait de la très faible hauteur du rez-de-chaussée et du premier étage, qui sont aveugles du côté de la façade, et de la pauvreté du décor. Le rez-de-chaussée comporte deux oculi en demi-lune surmontés d'un larmier, et le premier étage deux baies factices en plein cintre. Deux contreforts orthogonaux épaulent le clocher à chaque angle. Ils sont strictement verticaux et moyennement saillants, et scandés à la limite entre les étages par des entablements seulement ébauchés. Ces entablements se poursuivent aussi sur les faces du clocher, mais côté ouest, le premier entablement est incomplet. Sur le contrefort situé à droite, l'on note un départ d'arc côté sud, qui suggère le projet de prolonger la nef vers l'ouest. Comme d'accoutumé, l'étage de beffroi est moins austère, mais l'ornementation supplémentaire se limite à un chapiteau corinthien au sommet de chacun des contreforts. Chaque face est percée de deux baies abat-son en plein cintre gémelées, entourées de moulures simples. Un troisième entablement, une corniche de corbeaux et une balustrade terminent le dernier étage. La balustrade entoure le dôme de charpente et couvert d'ardoise qui coiffe le clocher depuis 1601, et qui est couronné par un lanternon.

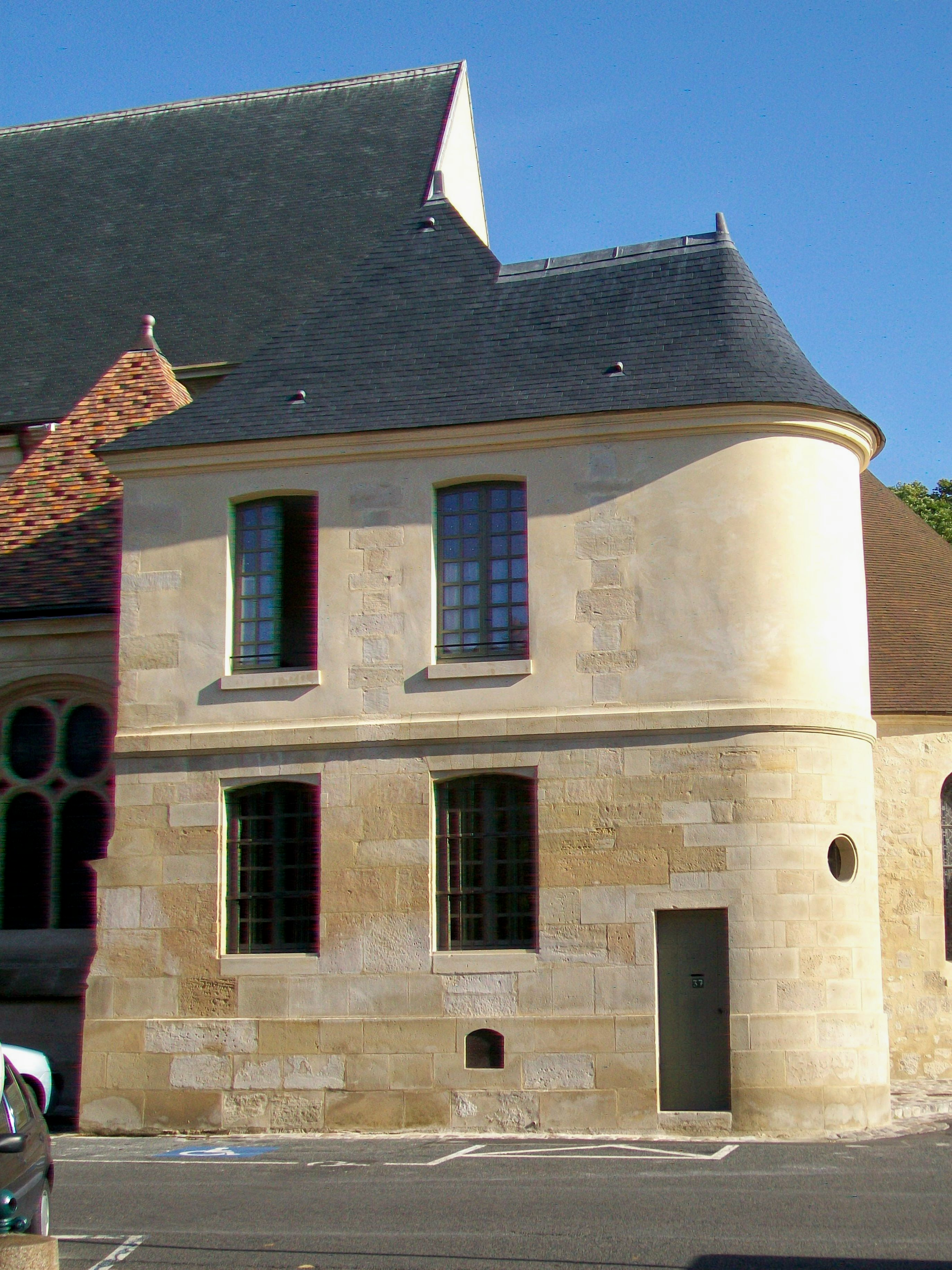
Sacristie.
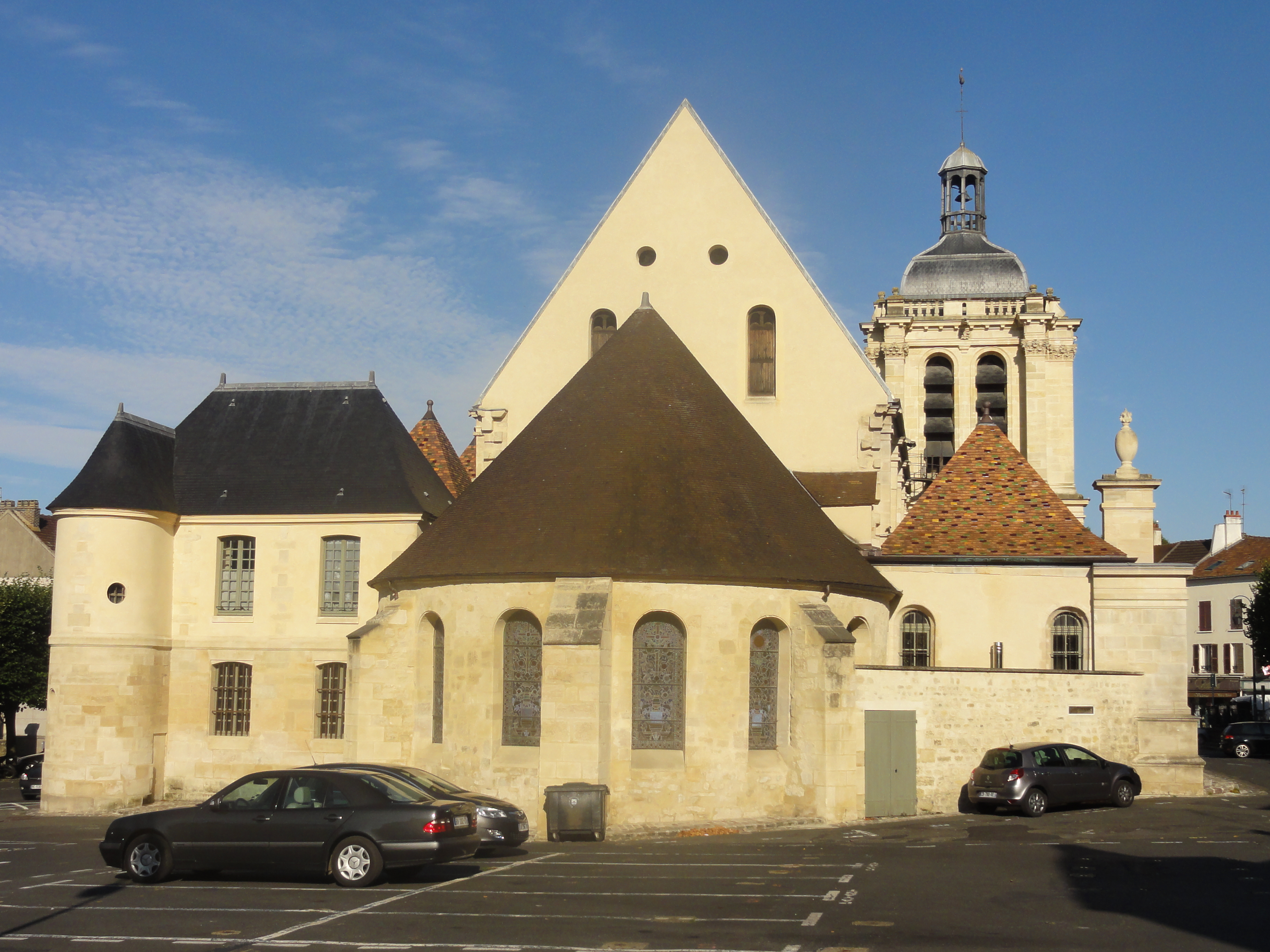
Vue depuis l'est.
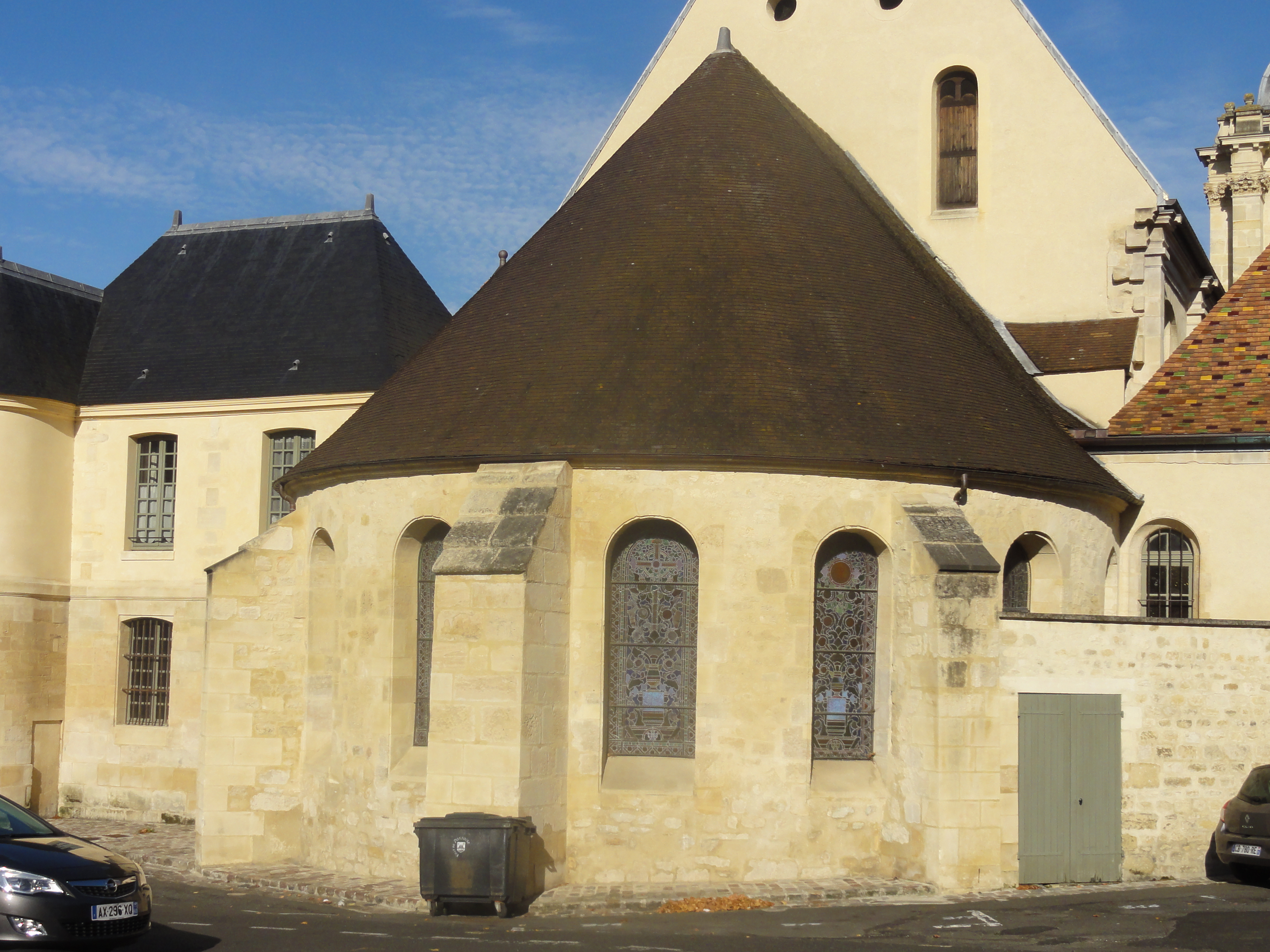
Abside.
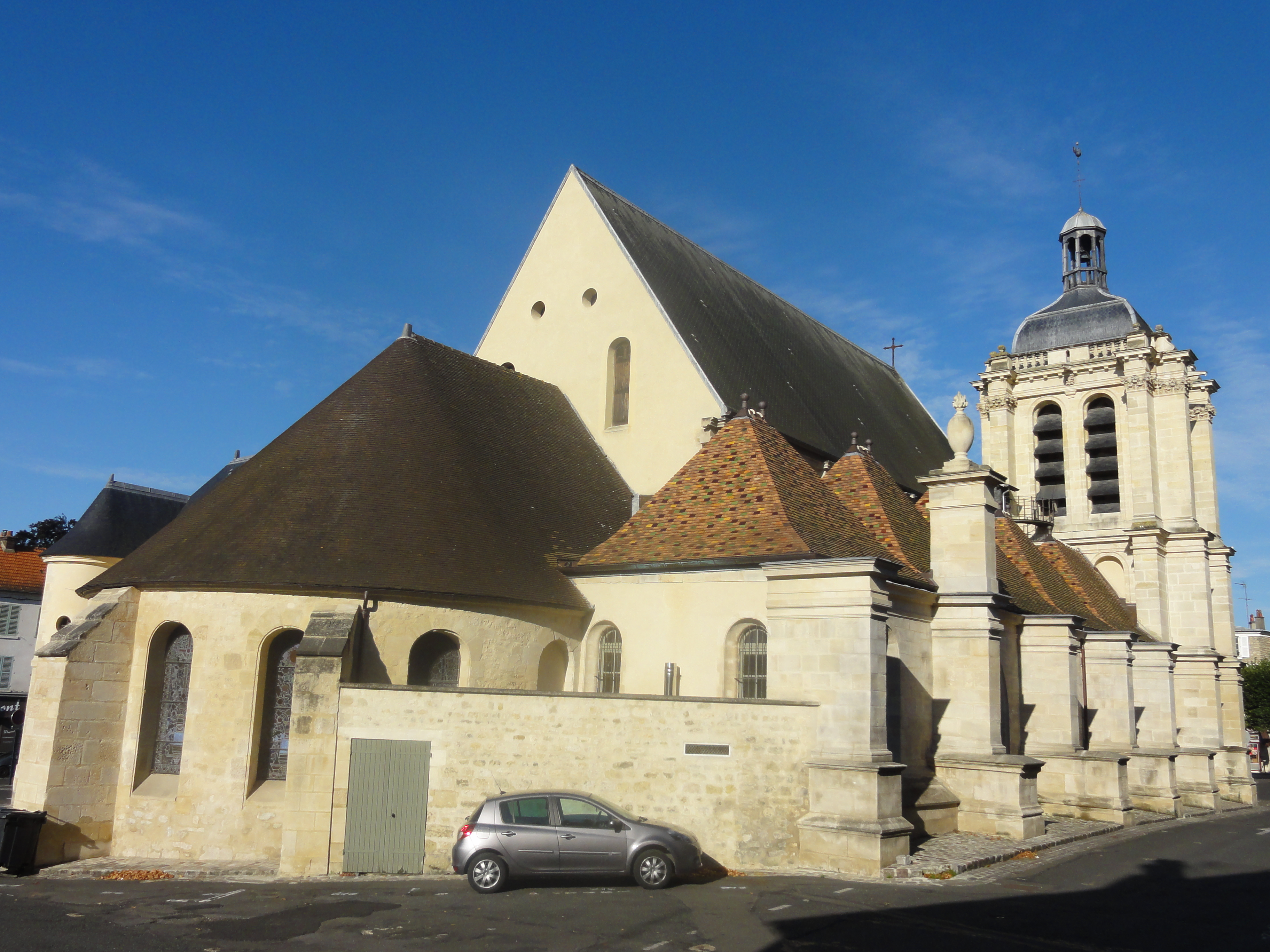
Vue depuis le nord-est.
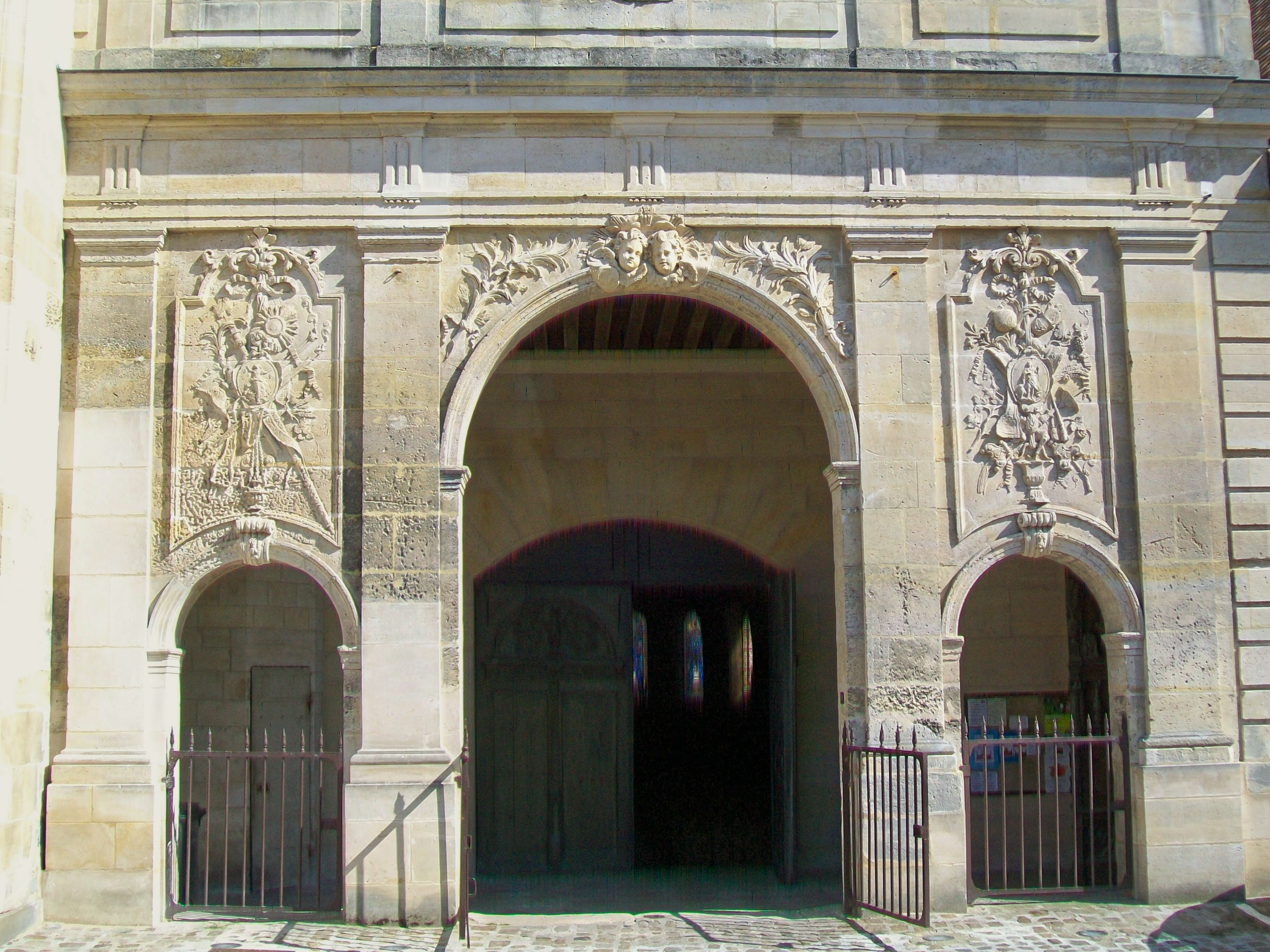
Porche devant la façade.
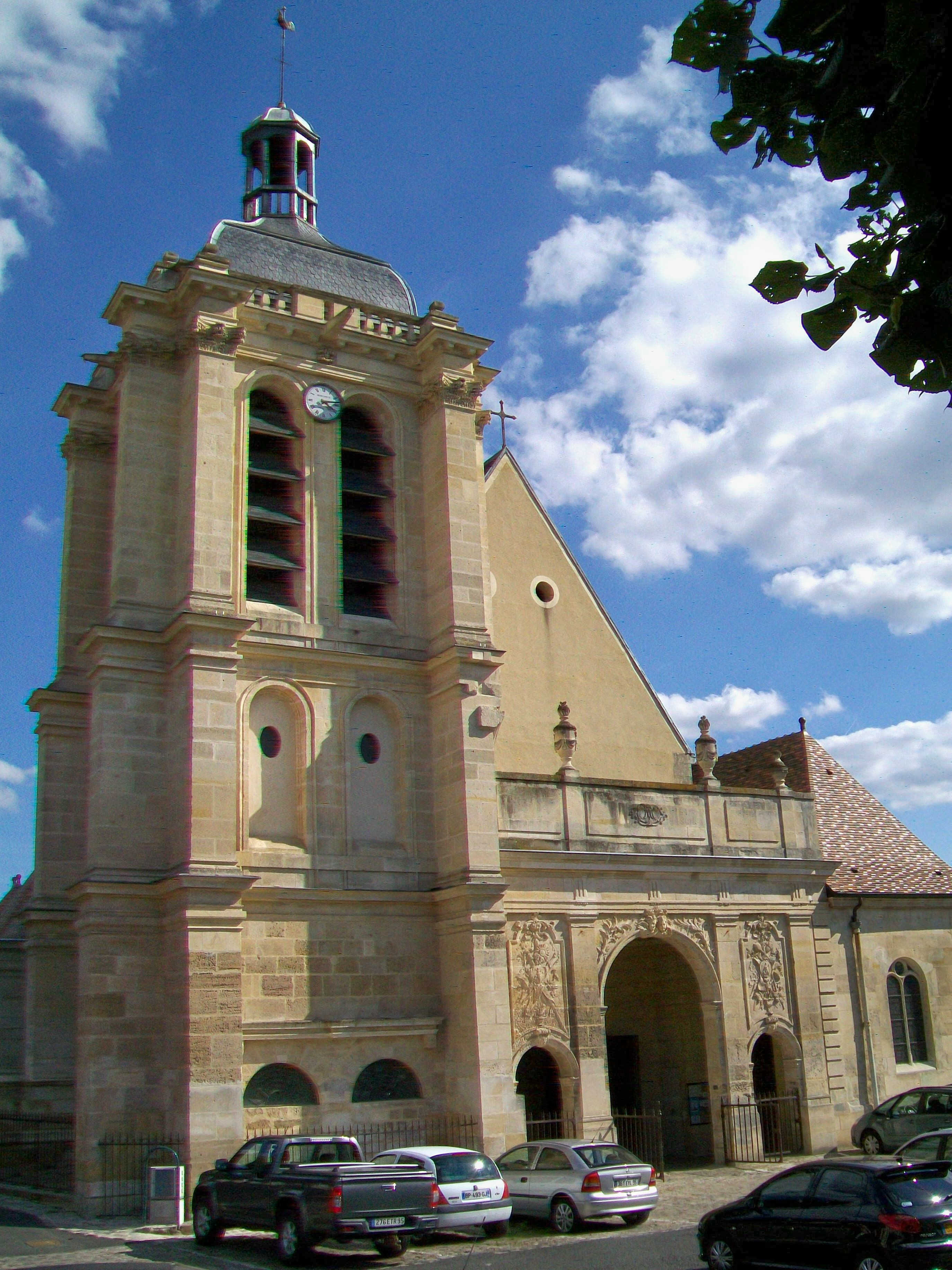
Façade occidentale.

## Mobilier
Un nombre important d'éléments de mobilier classés monument historique au titre objet, soit trente-sept au total, est associé à l'église. Dix-huit sont des tableaux ou retables peints ; quatre sont des meubles ; trois sont des dalles ou monuments funéraires ; trois sont des vantaux de porte ; et deux seulement sont des statues. Une bonne partie des œuvres d'art est cependant déposée au presbytère.

### Vierge à l'Enfant

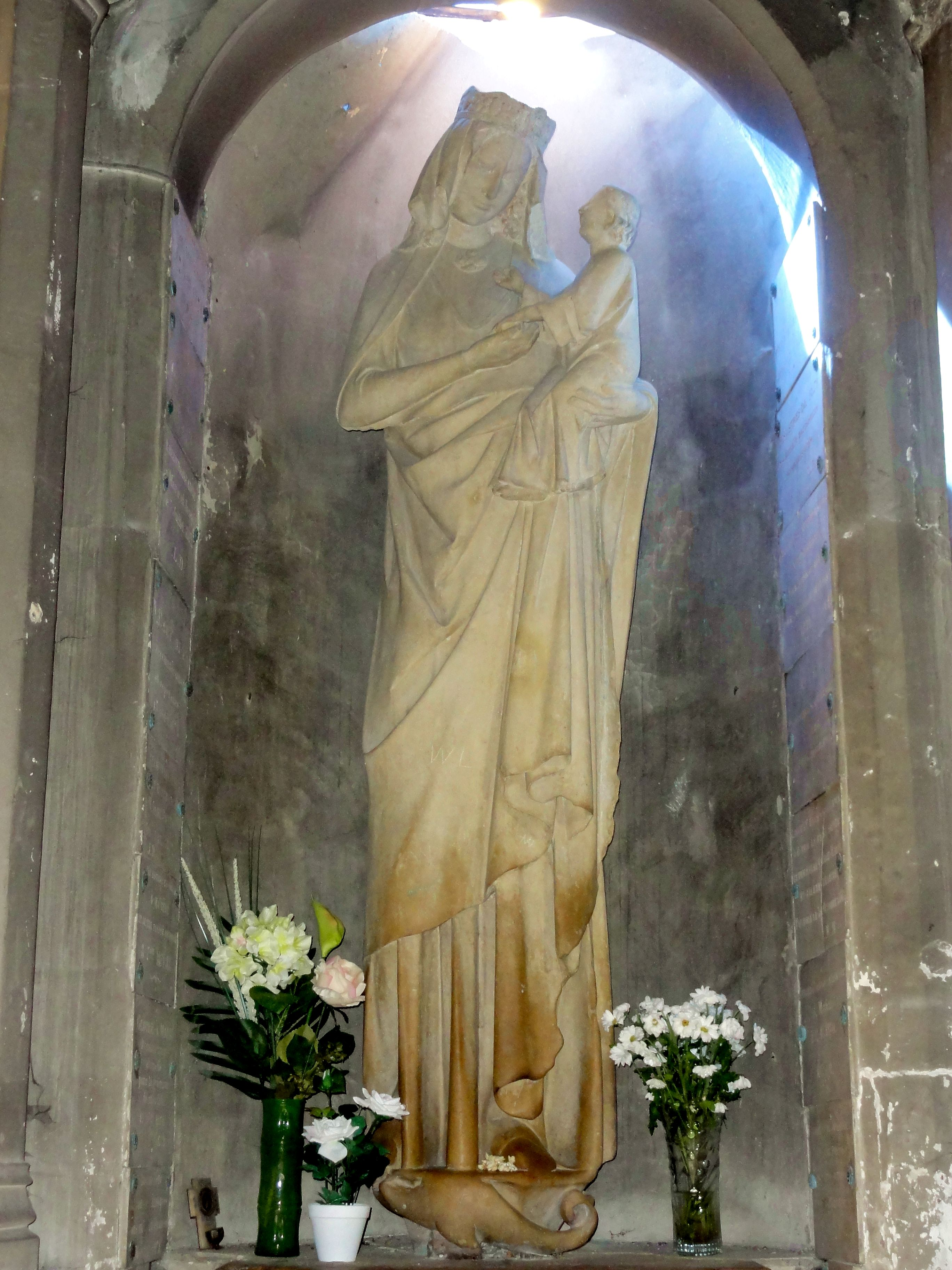
Vierge à l'Enfant XIIIe siècle.

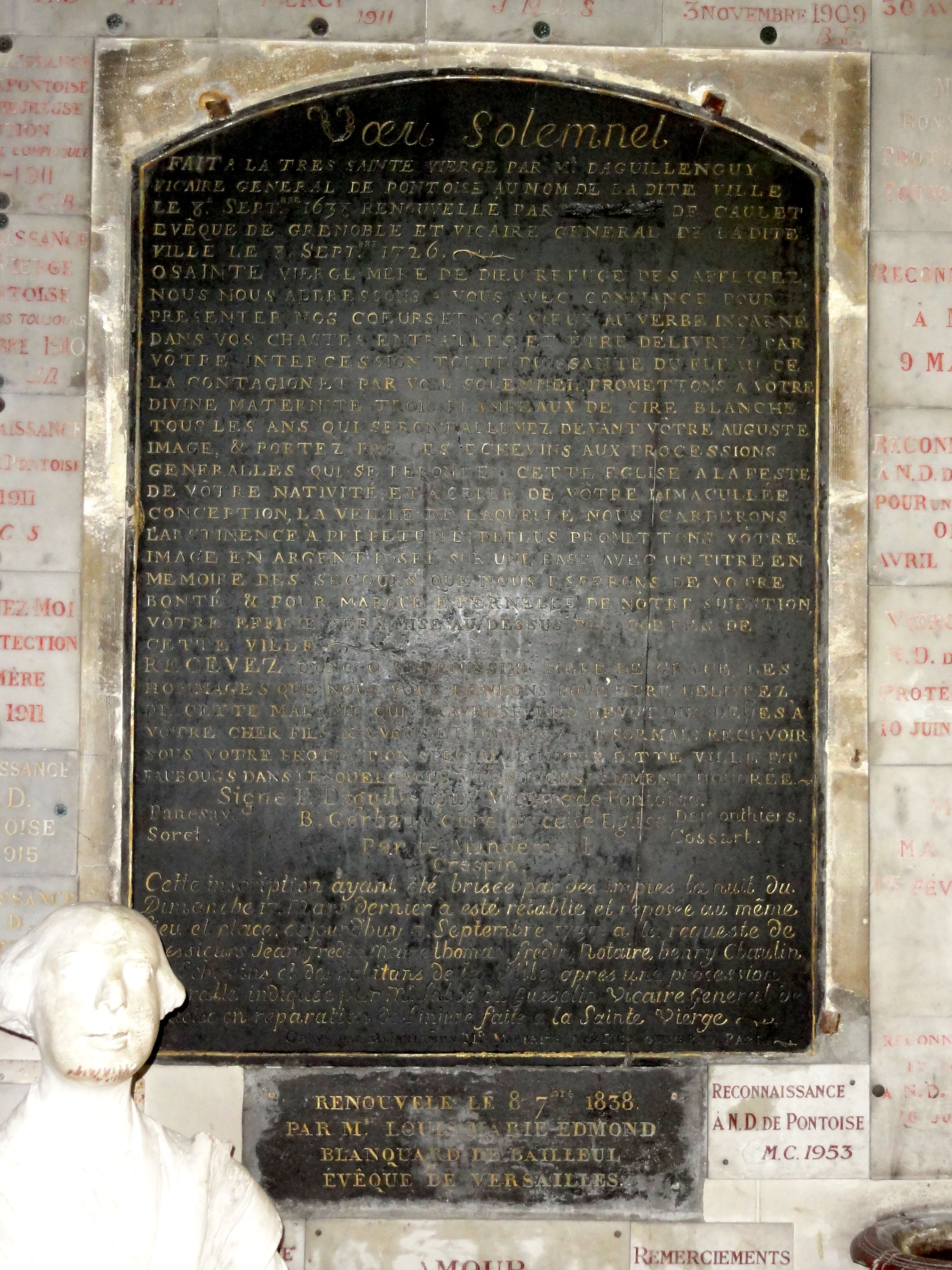
Vœu solennel de 1638.

La statue de la Vierge à l'Enfant qui se trouve dans la chapelle à droite du porche est de la plus haute importance, et ceci sur plusieurs plans. On peut citer d'abord son âge, car elle peut être datée du milieu ou du troisième quart du XIIIe siècle. Comme on peut le constater sur le statuaire d'avant le XIVe siècle, la posture est raide, et l'Enfant a les traits d'un adulte, mais les traits de la Mère sont déjà très humains, et elle est attachante pour l'affection maternelle qu'elle exprime. Deuxièmement, la statue représente l'un des tout derniers vestiges de la basilique détruite en 1589, dont elle garnissait le trumeau du portail du bras nord du transept, près de l'actuelle fontaine. Fine et élancée, avec une hauteur de 210 m, la statue a vraisemblablement été conçue pour cette position. Elle remplace une précédente statue mentionnée dans une charte de 1231, qui devait se trouver à l'intérieur de l'église, car il y avait un tronc à côté et les fidèles y faisaient brûler des chandelles et des cierges. Troisièmement, la statue a joué un rôle considérable dans l'histoire de l'église Notre-Dame et de la ville de Pontoise, car l'immense basilique accueillait un important afflux de pèlerins venant spécialement pour lui demander son secours, et ce pèlerinage a motivé l'agrandissement de la basilique après la guerre de Cent Ans pour en faire l'une des plus vastes églises de France. Des personnalités illustres furent parmi les pèlerins, et lors des périodes difficiles de l'histoire, même la ville de Paris l'implora pour qu'elle intercède en sa faveur. Les murs de la petite chapelle sont tapissés d'ex-voto, et la dévotion pour la Vierge reste aujourd'hui tout aussi vivace, plus que dans n'importe quel autre lieu du diocèse,.
L'inscription la plus touchante qui se trouve dans la chapelle date de l'épidémie de peste qui toucha Pontoise au mois d'août 1638. Le 28 août, la population est déjà bien décimée, et en ultime recours, les échevins restés en ville appellent par le son des cloches les habitants à l'hôtel de ville. En compagnie du grand-archidiacre du Vexin français François d'Aguillanguy, le petit cortège se rend ensuite vers le porche de l'église Notre-Dame, et se jette à genoux devant la statue de la Sainte-Vierge pour prononcer un vœu dont le long texte a été consigné pour la postérité. Les habitants adressent d'abord une prière de louanges à la Vierge, puis lui font un nombre de promesses : tous les ans, le 8 septembre jour de la Nativité de Marie, trois flambeaux de cire d'un poids de vingt livres seront processionnellement portés à l'église ; les habitants ne consommeront pas de viande la veille de la fête de l'Immaculée Conception ; une « image d'argent » d'une valeur de six cents livres sera commandée pour l'église pour publier les bienfaits de la Vierge et la reconnaissance des fidèles ; et une image de Marie sera affichée sur chacune des portes de la ville. Il est intéressant qu'ils croient nécessaire de citer un argument pour persuader la Vierge d'exaucer le vœu : l'épidémie trouble et empêche la célébration du culte pour son fils Jésus-Christ. Ensuite l'assistance se recommande à la Vierge dans le nom de tous les habitants de la ville et de ses faubourgs, et se dit de sa famille et de son domaine par ce vœu solennel et ce nouveau droit d'adoption. La délivrance de la peste est chose faite à la mi-octobre, et Pontoise revit enfin, chacun étant surpris de se retrouver avec l'espérance de pouvoir goûter encore quelques jours de la vie.

### Ex-voto et inscriptions de la chapelle de la Vierge

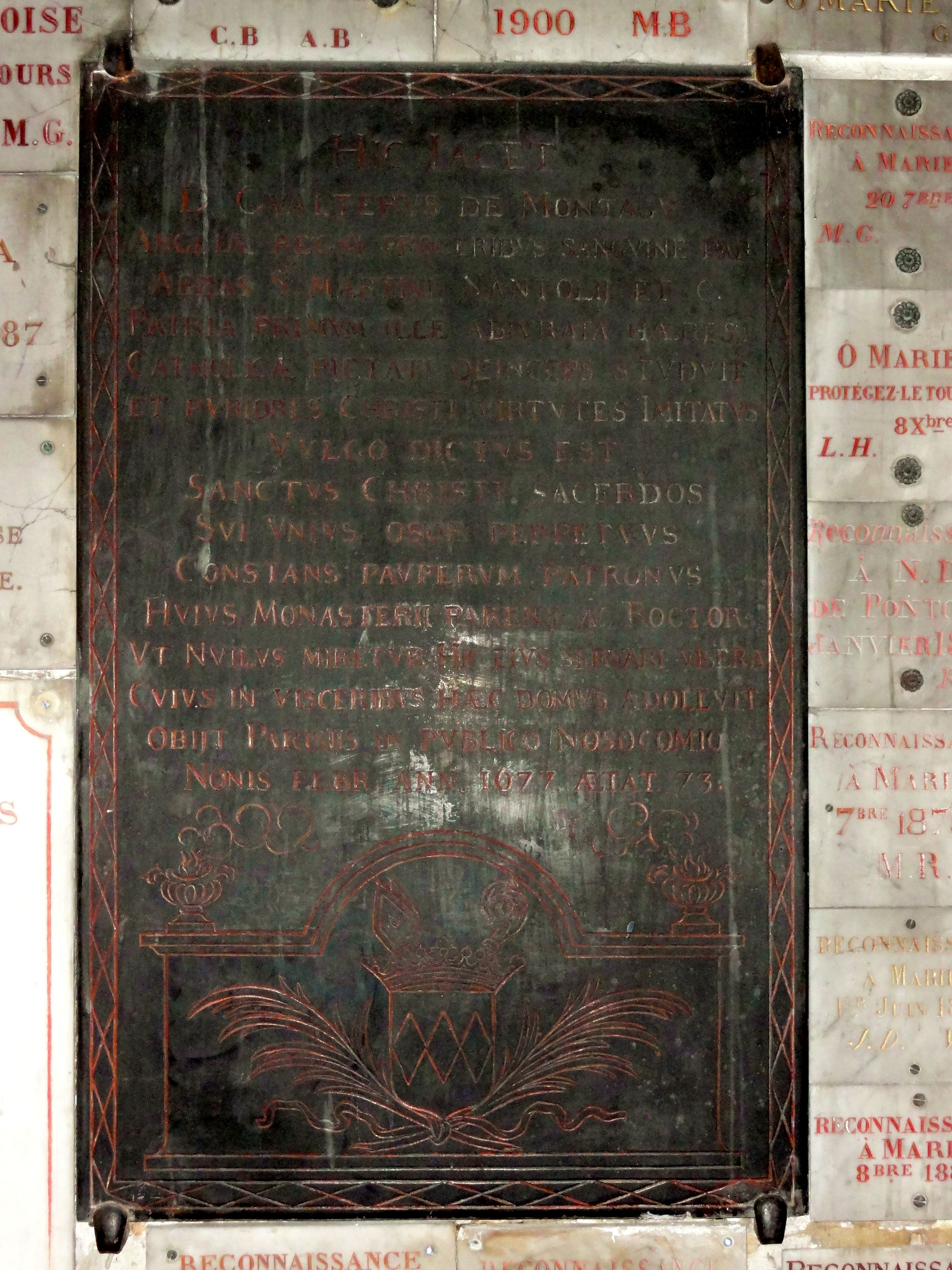
Pierre tombale de Walter Montagu, mort en 1677.

La plaque d'origine a été cassée par un acte de vandalisme le 17 mars 1737, et une nouvelle plaque a été posée le jour de la Nativité de la même année. Le vœu des habitants a été renouvelé le jour de la Nativité de 1838 sous la présence de Louis Blanquart de Bailleul, évêque de Versailles. On trouve aussi un ex-voto de la ville de Paris, qui porte l'inscription : « Amour et Reconnaissance à N.D. de Pontoise, la ville de Paris délivrée de la peste en 1580 ». Cette plaque a été remplacée le 12 septembre 1875. Les pèlerins de Paris figurent par ailleurs comme signataires d'une épitaphe du 11 mai 1879, qui rappelle le souvenir de Jean-Baptiste Aubert, curé de Notre-Dame de Pontoise de 1779 à 1792, et mort pour la foi dans la prison des Carmes, où il a été assassiné. — Parmi les pèlerins de la Vierge de Pontoise, a aussi été Anne d'Autriche (1601-1666), qui confia le poste d'abbé commendataire à Walter Montagu, ancien attaché à l'ambassade anglaise de Paris, qui s'était converti au catholicisme en 1635. Son engagement pour la religion catholique lui valut l'emprisonnement dans la tour de Londres en 1641, puis de 1643 à 1647, quand il fut expulsé du royaume à sa sortie. Il se réfugia en France et rejoignit la reine Henriette Marie. La confiance et l'estime qu'avait en lui Anne d'Autriche furent récompensées dans un premier temps par l'abbatiat de Nanteuil, mais c'est dans la chapelle Saint-Gauthier de l'abbatiale Saint-Martin de Pontoise qu'il fut enterré en 1677, sa mort étant survenue le 5 février à l'hôpital des Incurables de Paris. Sa dalle funéraire en marbre noir a été transférée auprès de la Vierge de Pontoise. Louis Régnier souligne qu'il fut un abbé commendataire modèle, instaurant la réforme de Saint-Maur dès 1655, et se montrait, comme son épitaphe le dit, un saint prêtre du Christ. Il était d'une haute charité et venait à l'aide de nombreux compatriotes exilés, sans distinction de religion. (Ces plaques ne sont pas classées monument historique).

### Tombeau de saint Gauthier

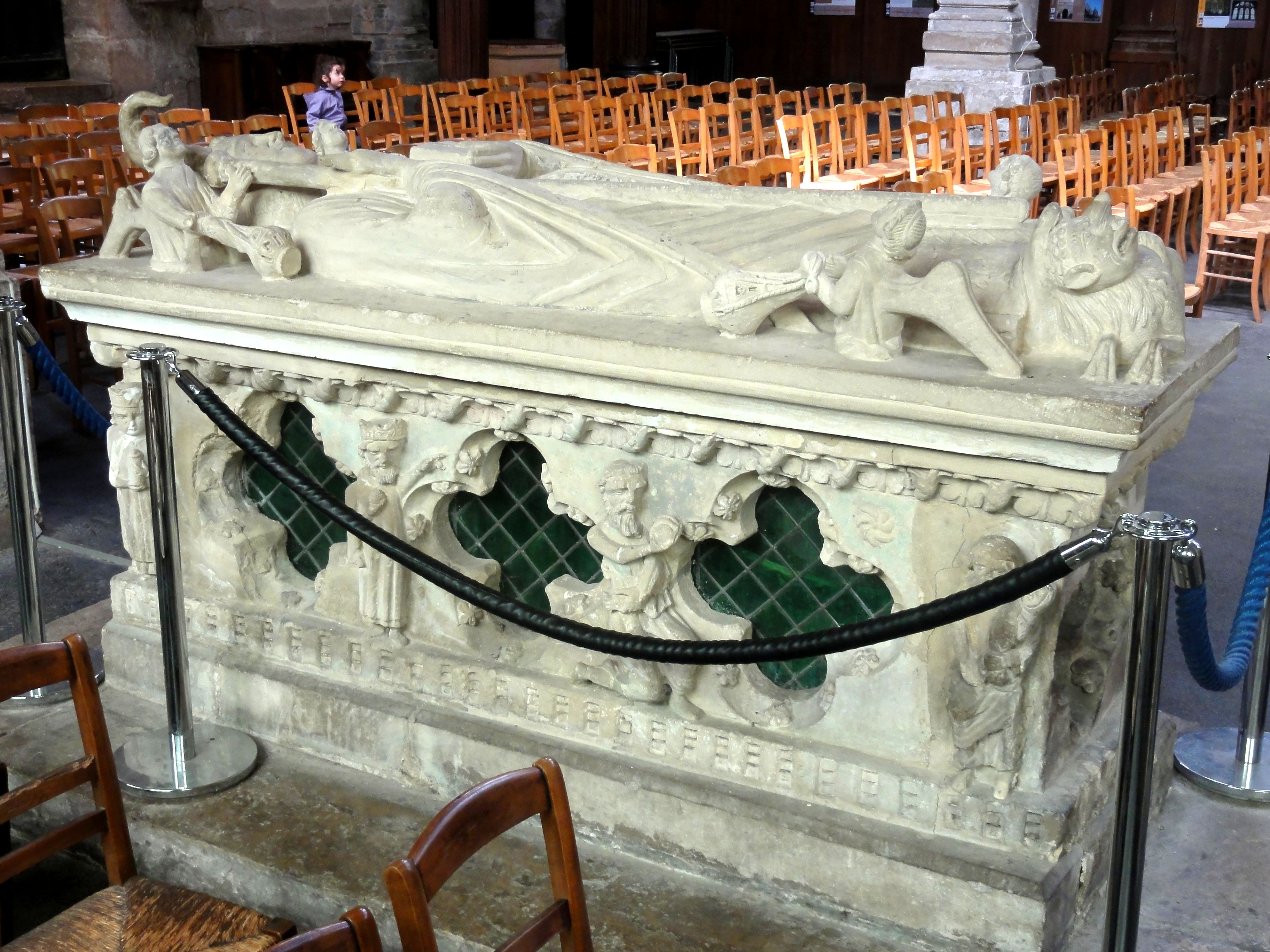
Tombeau de saint Gauthier, côté sud.

Saint Gauthier est le premier abbé de l'abbaye Saint-Martin de Pontoise, mort le 8 avril 1099. L'année de sa canonisation, en 1153, son corps fut levé et placé dans un tombeau à gisant construit à la demande de l'abbé de lors, Guillaume de Mello. Louis Régnier souligne que contrairement à ce qui est habituellement avancé, ce n'est pas le tombeau que l'on voit actuellement, car le style des feuillages, celui du gisant et des quatre angelots qui l'accompagnent, et celui des personnages qui figurent sur les flancs du sarcophage. Le gisant lui-même qui foule un dragon à ses pieds, tout comme les anges thuriféraires, affichent le style de la fin du XIIIe ou du début du XIVe siècle. Le sarcophage lui-même évoque les années 1230 / 1240 au plus tard. Il est ajouré par des quatre-feuilles, qui permettaient de contempler les reliques conservées à l'intérieur, mais qui sont aujourd'hui remplies par des vitraux opaques. Les scènes sculptés en bas-relief représentent l'Annonciation, du côté de la tête ; l'Adoration des Mages, vers le sud ; et côté nord, la canonisation de saint Gauthier, représentée à travers l'abbé de Saint-Martin et les trois évêques qui avaient formé la commission de canonisation, à savoir ceux de Beauvais, de Senlis et de Reims. La facture de ces statuettes est un peu lourde et maladroite, mais l'opposition des pleins et des vides donnait beaucoup de caractère et d'élégance au monument. Jusqu'à la Révolution, le tombeau a toujours été dans l'église abbatiale Saint-Martin, du côté droite, protégé par un treillis de fer. Il a été sauvegardé par l'abbé Cordier, curé de Notre-Dame, qui l'accueillit dans l'église en 1843. L'abbé Cordier a également récupéré une crosse épiscopale dite crosse de saint Gauthier, qui est de buis et au crossillon d'ivoire. Elle faisait l'objet d'une grande vénération dans l'abbaye et a été déposée au Musée national du Moyen Âge. Un examen attentif montre qu'elle n'est pas authentique, mais remonte néanmoins au second quart du XIIIe siècle, et est forte précieuse,.

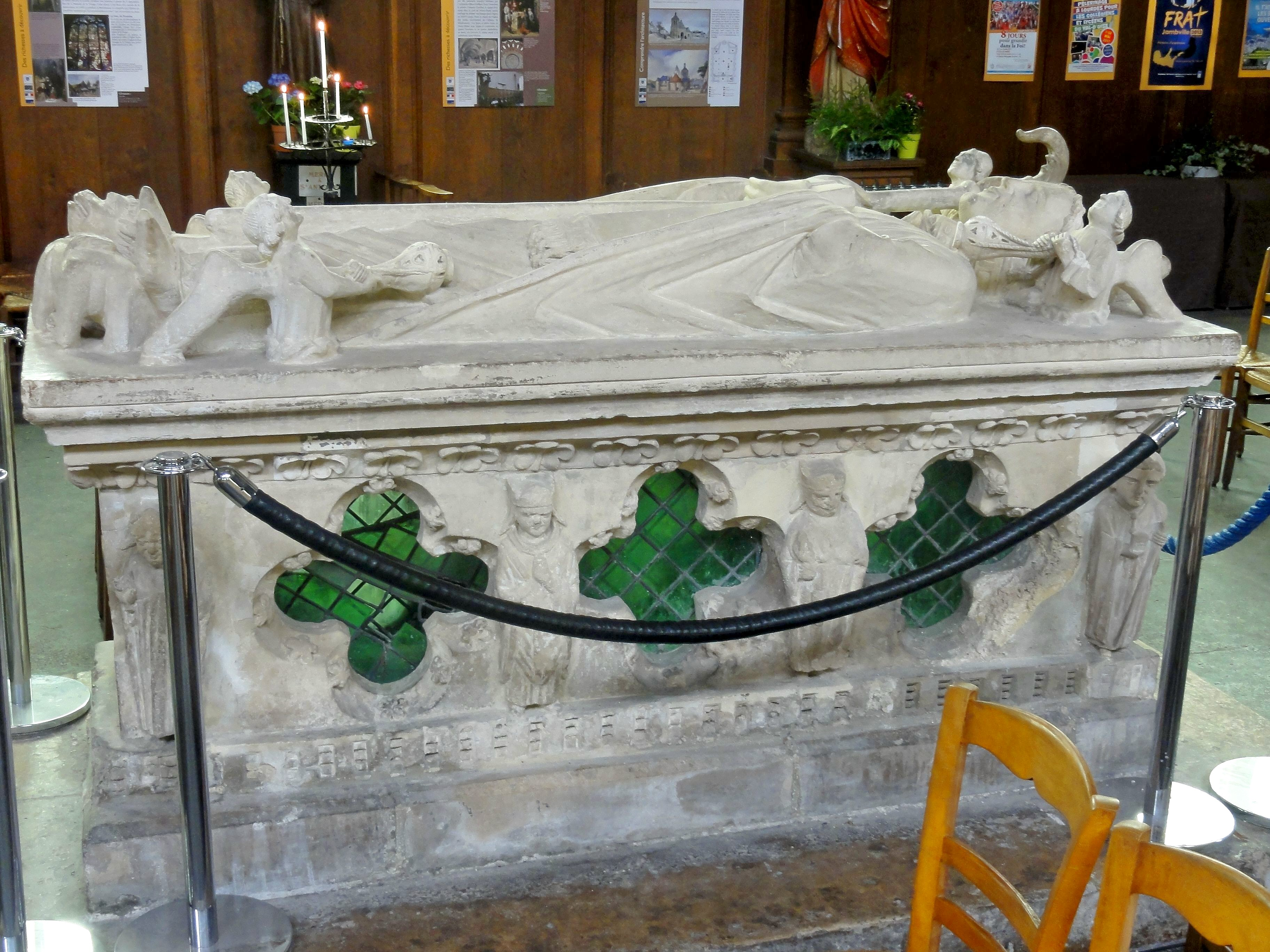
Tombeau, côté nord.
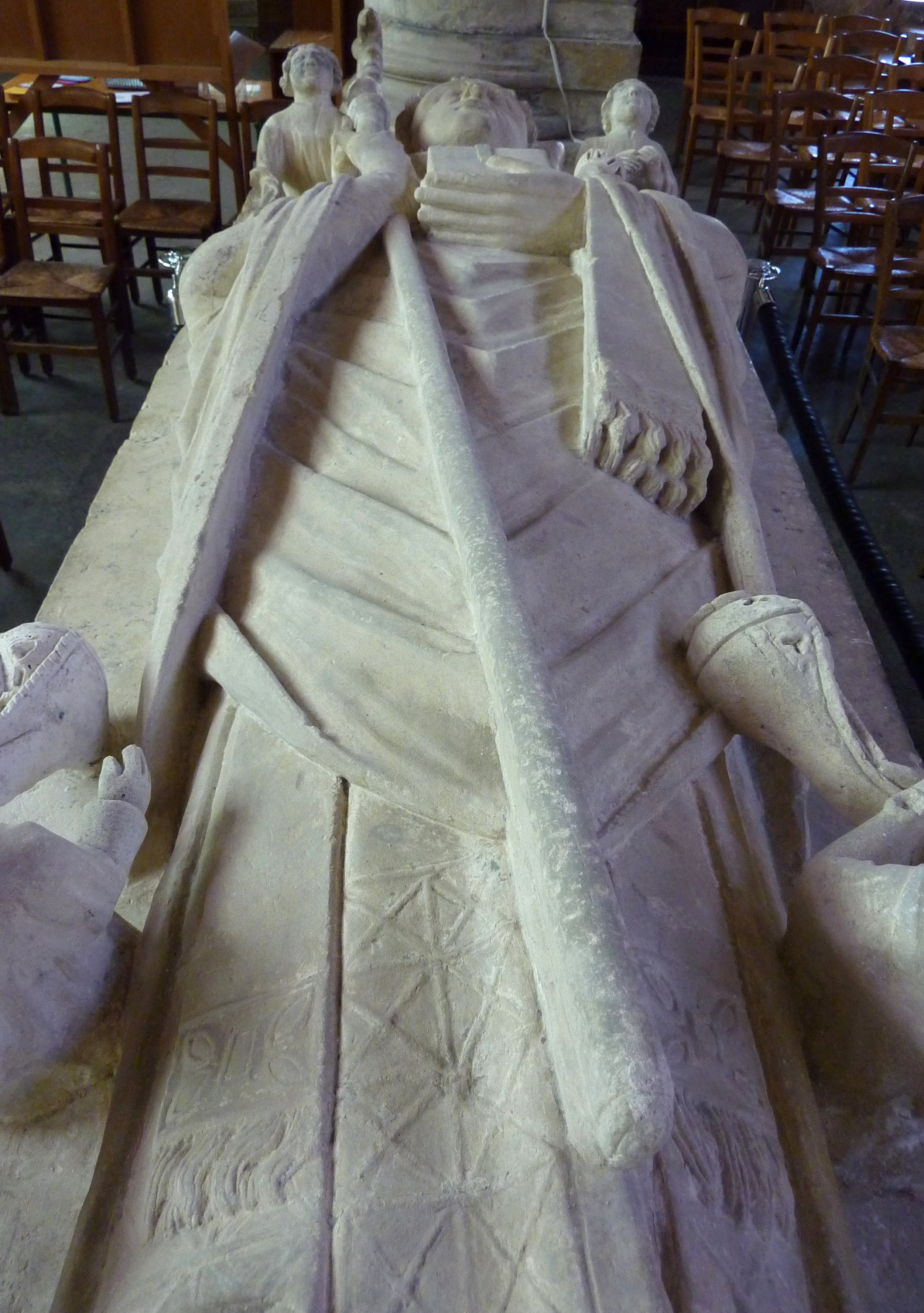
Gisant.
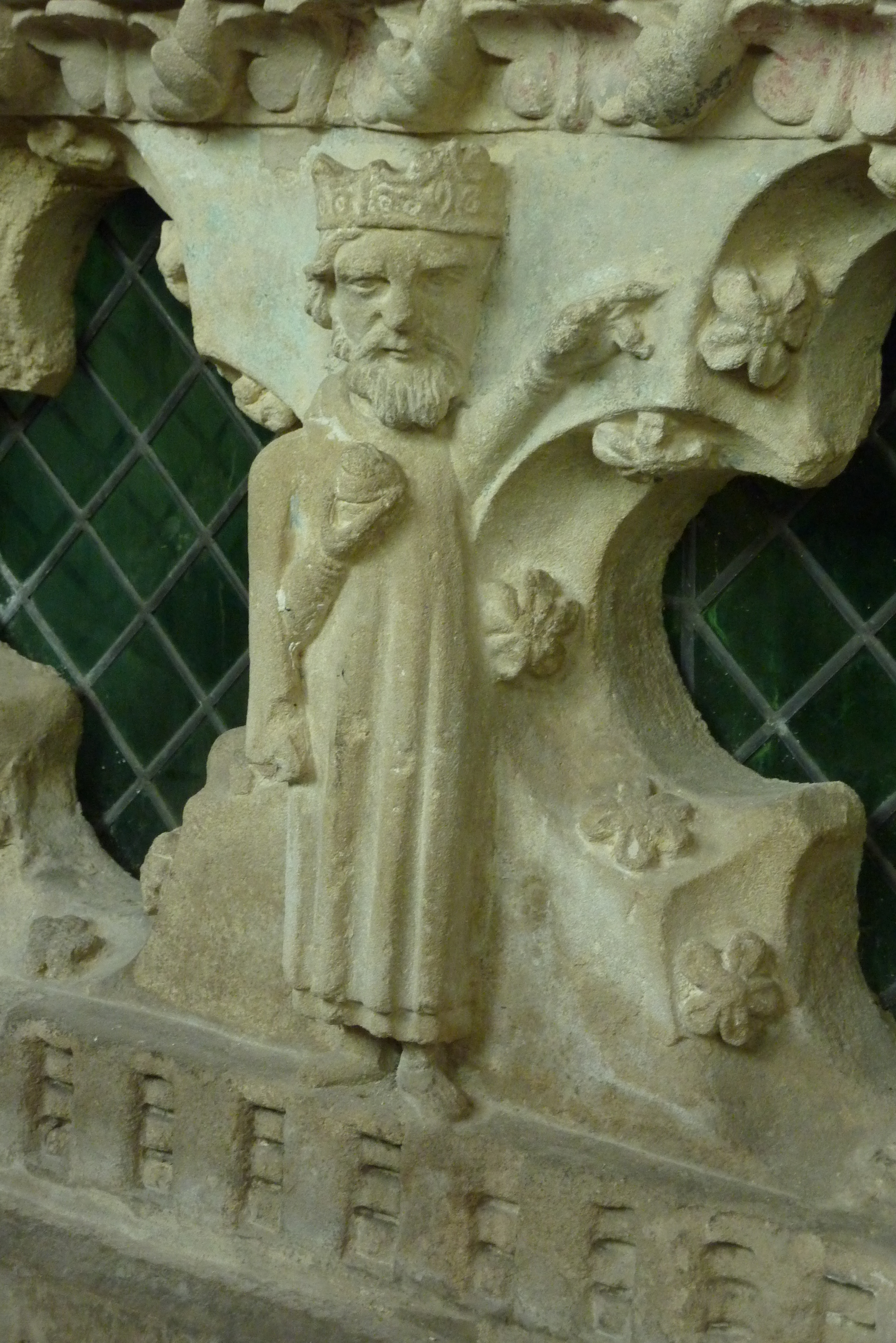
L'un des Rois Mages.
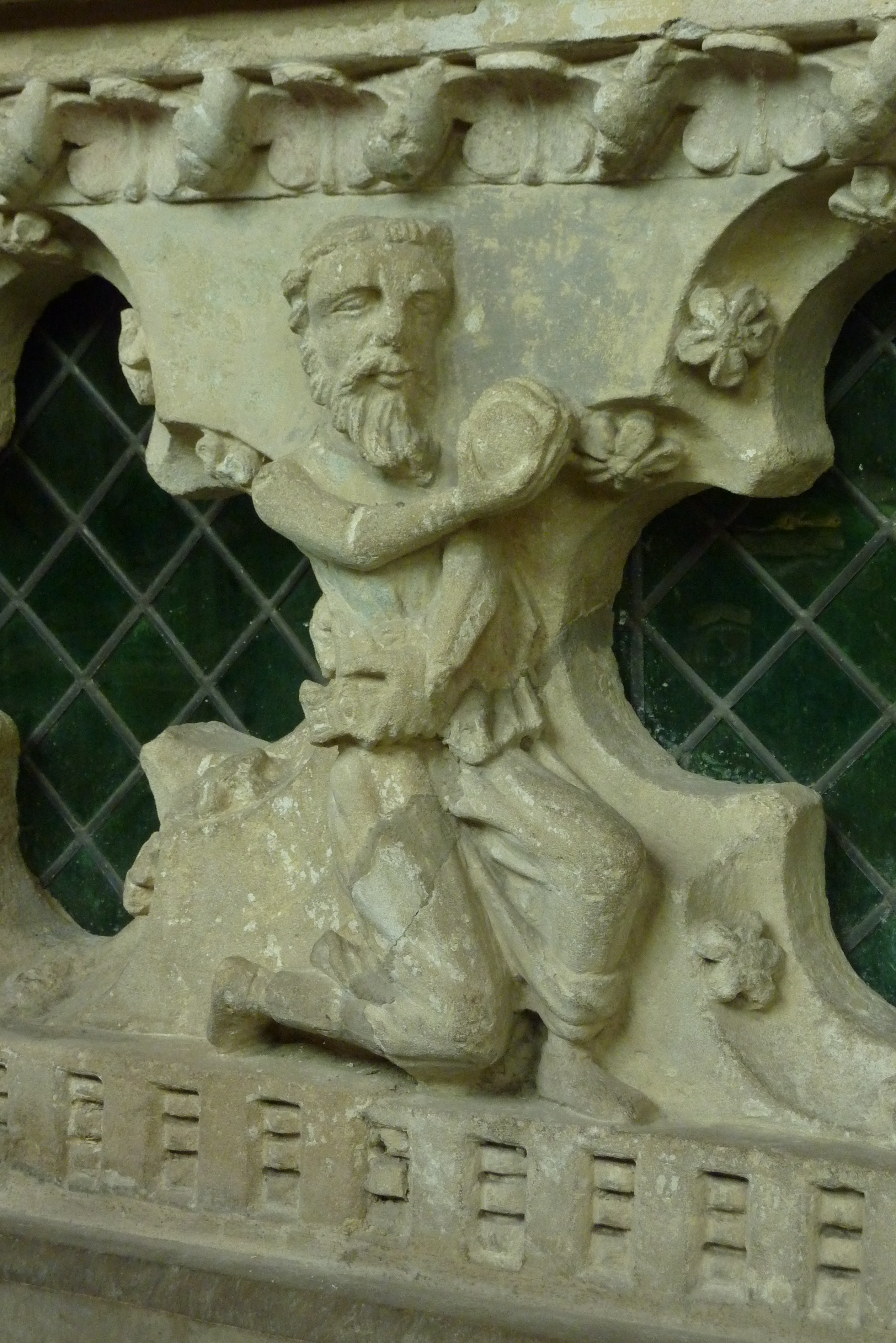
Roi Mage adorant l'Enfant.
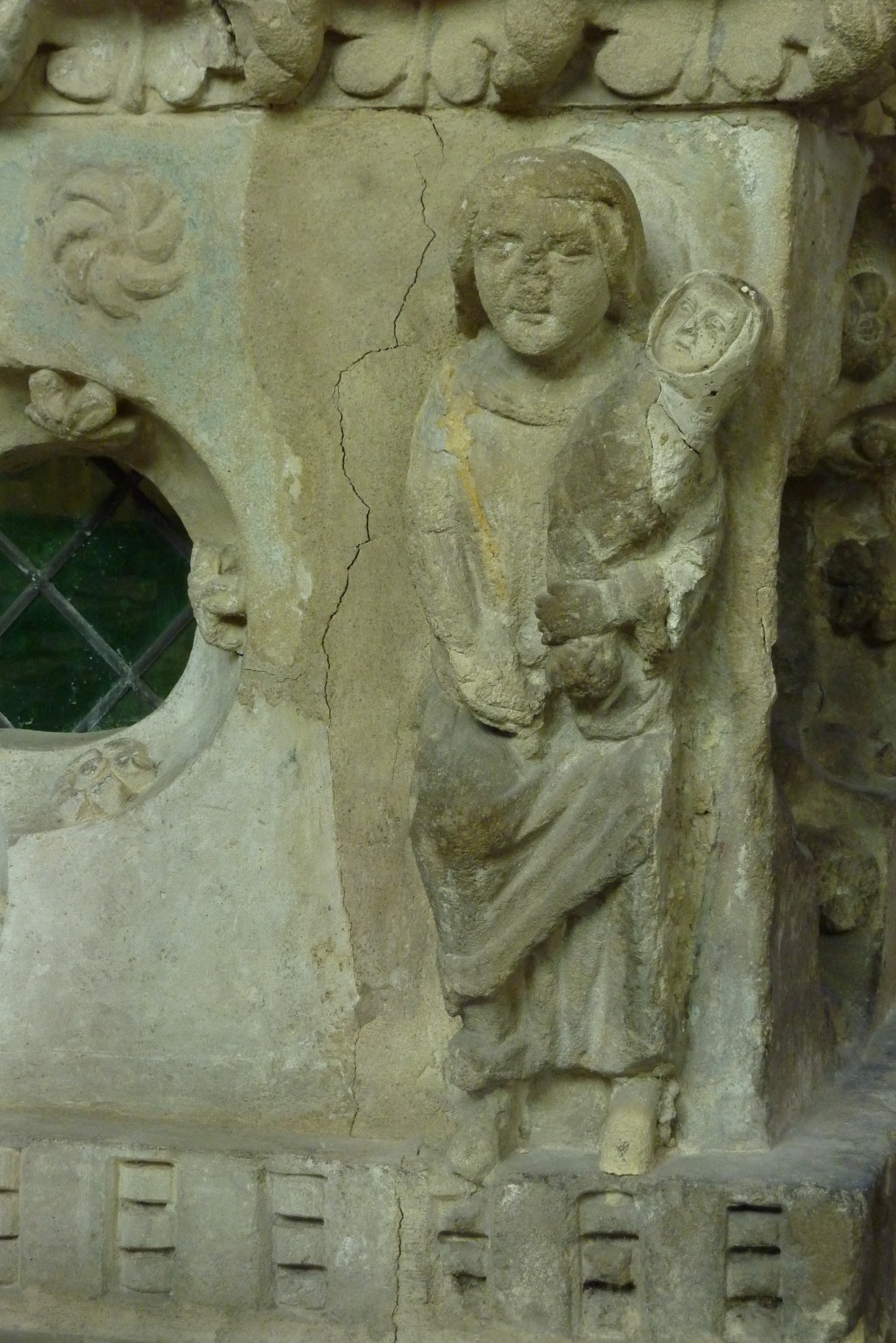
Vierge à l'Enfant.
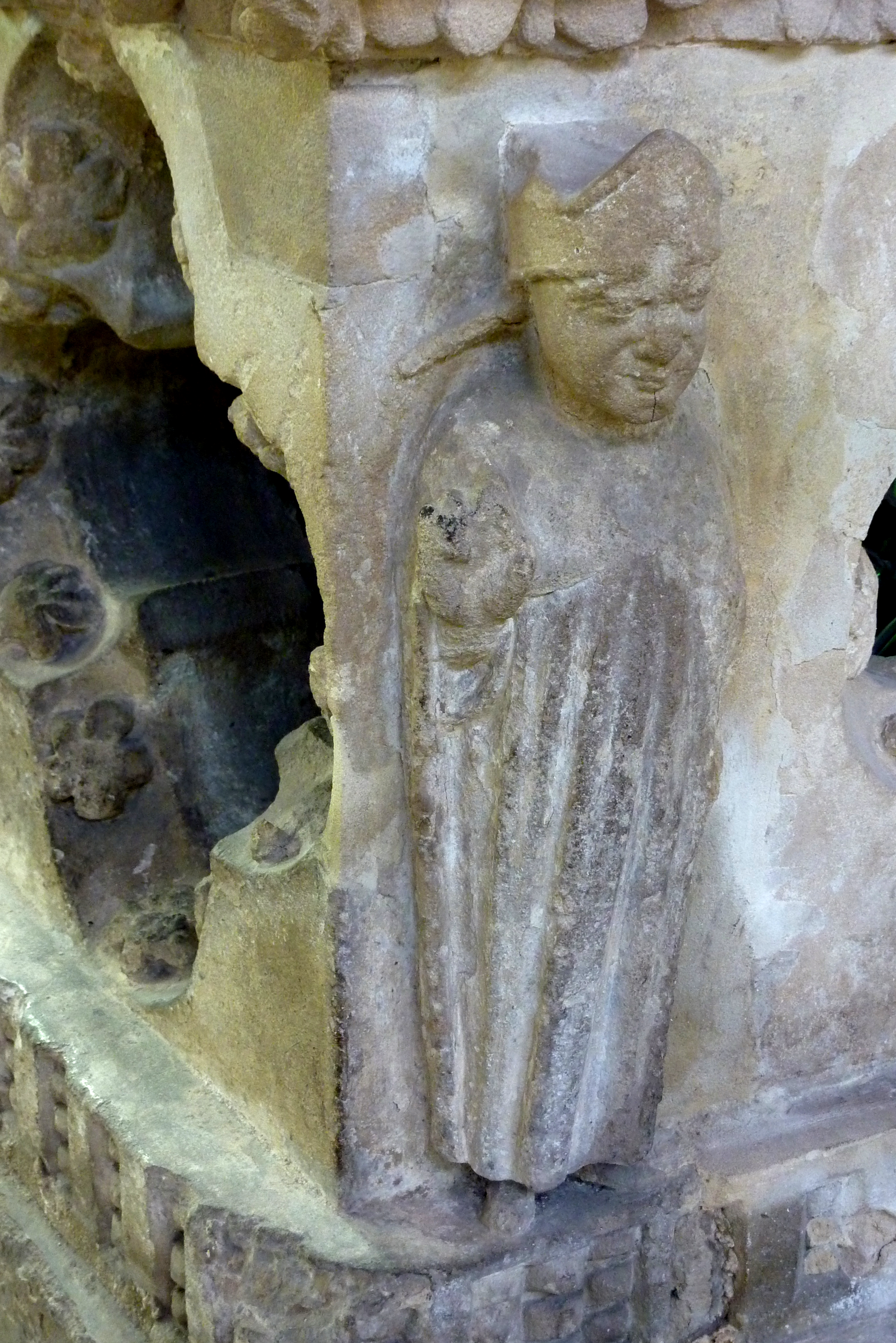
L'un des évêques.

### Orgue de tribune

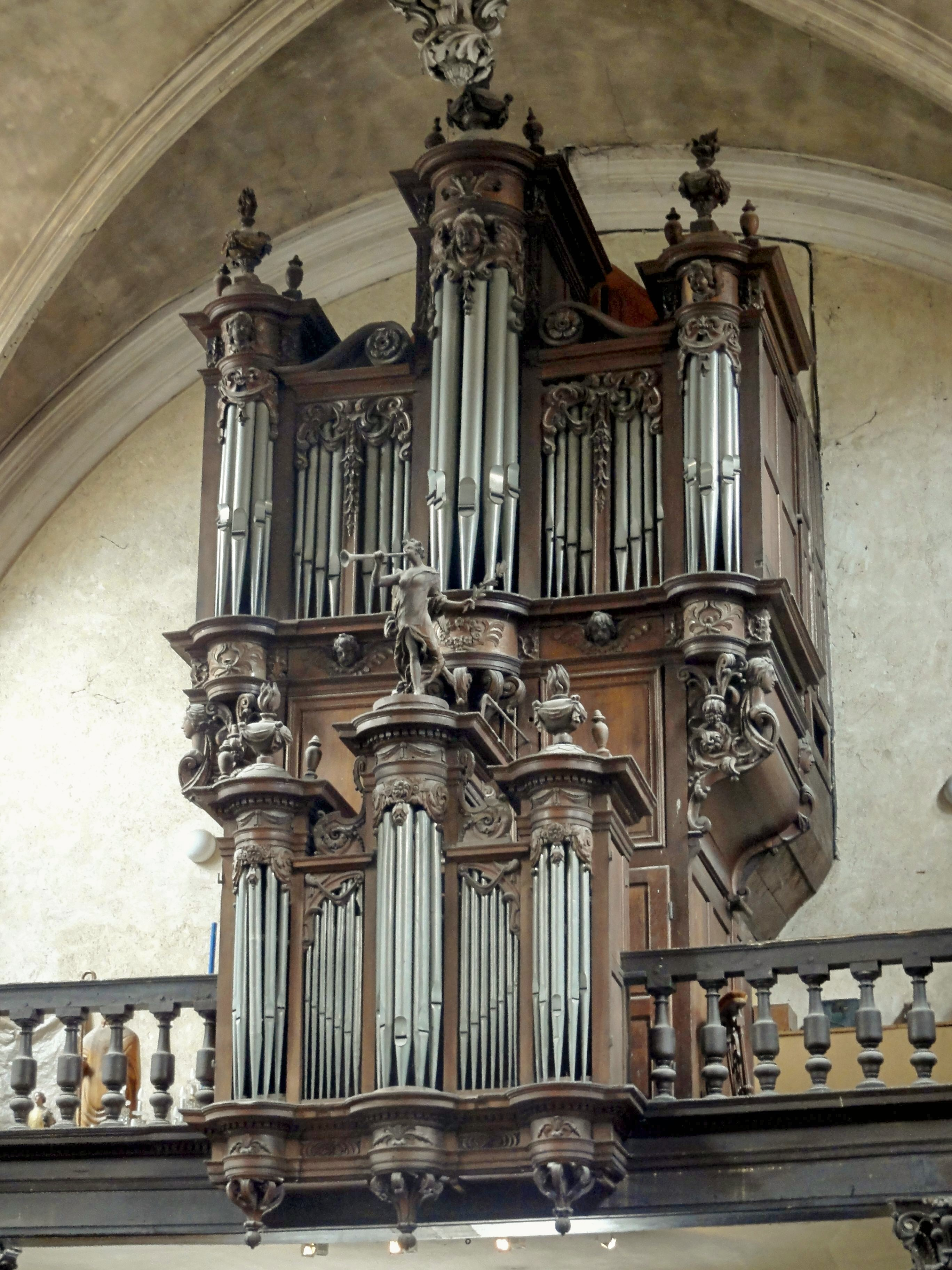
Orgue de tribune.

Seul le buffet d'orgue en bois de chêne est classé monument historique. Il a été exécuté vers 1639 par le sculpteur et peintre parisien Nicolas Duchâtel pour l'église de l'hôtel-Dieu de Pontoise, et est donc seulement d'une quarantaine d'années plus jeune que l'église. Son style baroque allant de pair avec une riche ornementation contraste avec l'architecture Renaissance de l'église. L'attention se portera notamment sur les cinq têtes de chérubins, les cinq pots-à-feu, les quatre bustes d'harpies disposés latéralement, et l'ange avec sa trompette sculpté en ronde-bosse, qui est placé sur la tourelle centrale du positif. La tribune d'orgue cadre parfaitement avec le buffet et repose sur quatre colonnes corinthiennes, qui, elles, rappellent la Renaissance. La partie instrumentale a été confectionnée par le facteur d'orgue parisien Pierre Thierry. L'ensemble a été acquis par la paroisse en 1808, et installé en 1816 à son emplacement actuel puis remis en service par Pierre-François Dallery. La partie instrumentale a été reconstruite quelques décennies plus tard par Charles Anneessens. Sous la Seconde Guerre mondiale, elle a été fortement endommagée. Longtemps laissé en mauvais état, le buffet d'orgue a bénéficié d'une restauration au début du XXIe siècle.

### Sculpture
Une statuette de la Vierge à l'Enfant en argent a été réalisée à la suite du vœu pour la délivrance de la peste, en 1638 (voir ci-dessus). L'original a été déposé au Carmel de Pontoise, mais l'église Notre-Dame a reçu au XIXe siècle une copie en métal argenté, haute de 58 m. Cette copie a elle-même été classée en 1928. Elle ne se trouve aujourd'hui plus dans l'église. — En 1979, le dossier du banc d'œuvre a été récupéré pour servir de retable à l'autel de gauche au chevet du bas-côté sud. Le panneau orné d'un bas-relief représentant la Visitation de la Vierge Marie y est cantonné de deux pilastres corinthiens. L'on voit Élisabeth qui sort d'une chaumière dont la porte est à moitié ouverte, et va à la rencontre de la Vierge, sous la colombe du Saint Esprit qui apparaît dans un soleil rayonnant. Haut de 158 cm et large de 80 cm, l'œuvre peut être daté du milieu du XVIIIe siècle. À droite et à gauche du chœur, des anges sculptés dans du bois de chêne trônent sur des colonnes corinthiennes ; les ailes déployées, ils sont agenouillés et tendent leur bras devant eux, tout en tournant le regard vers l'assistance (statues non classées).
Au domaine de la sculpture, appartiennent également les bas-reliefs sur les portes sous le porche. Les portes sont chacune à double vantail, mais de largeur inégale, la plus étroite étant celle de l'ancienne chapelle de la base du clocher, et la plus large le portail principal. Les bas-reliefs sont en forme de quart de cercle pour les vantaux des chapelles, et en demi-cercle pour le portail principal. Ils n'occupent que la partie supérieure des portes et sont tous plus anciens que le porche. Les deux vantaux de la chapelle de la Vierge sont chacun divisés en quatre compartiments superposés, dont les compartiments supérieurs contiennent les deux bas-relief qui forment ensemble un groupe d'Annonciation, soit le même motif qui figure sur la porte principale de droite. Les registres en dessous comportent, du haut vers le bas, une série de balustres ; un simple tableau octogonal, formé par une baguette à mouluration banale ; et deux médaillons en losange décorés de fleurons et séparés par un court pilastre, ces derniers éléments étant de style Renaissance et d'une inspiration italienne très accentuée. Le montant central est fixé au vantail de droite, et adopte la forme d'un candélabre, dont la base est ornée de sculptures délicates du même style. Sauf les tableaux octogonaux qui sont modernes, il s'agit vraisemblablement d'éléments de réemploi du second tiers du XVIe siècle, et pouvant provenir d'une ancienne clôture de chapelle ou de chœur dans la précédente basilique. Dans leur style, ils évoquent le portail de l'église de Magny-en-Vexin et certaines sculptures hauts-normands de la fin du règne de François Ier.
Sur le portail principal, les bas-reliefs représentent l'Assomption (à gauche) et l'Annonciation (à droite). En dessous de chacun des deux bas-reliefs, court une frise composée de rinceaux de feuillages, partagée en deux par un double modillon en forme de talon, décoré de feuilles d'acanthe. Il se trouve au sommet d'un pilastre cannelé et creusé d'une niche dans sa partie inférieure. Des modillons semblables se trouvent aux extrémités de la frise. Ces portes sont du premier quart du XVIIe siècle. Les deux vantaux de la porte du clocher évoquent dans leur ensemble l'un des vantaux de la porte principale, et l'époque est la même. Le montant central évoque toutefois clui de la chapelle de la Vierge. Les bas-reliefs montrent deux motifs rarement représentés, dont Louis Régnier suppose qu'il s'agit de la Toilette de l'Enfant Jésus et de La Vierge aidée par les anges,.

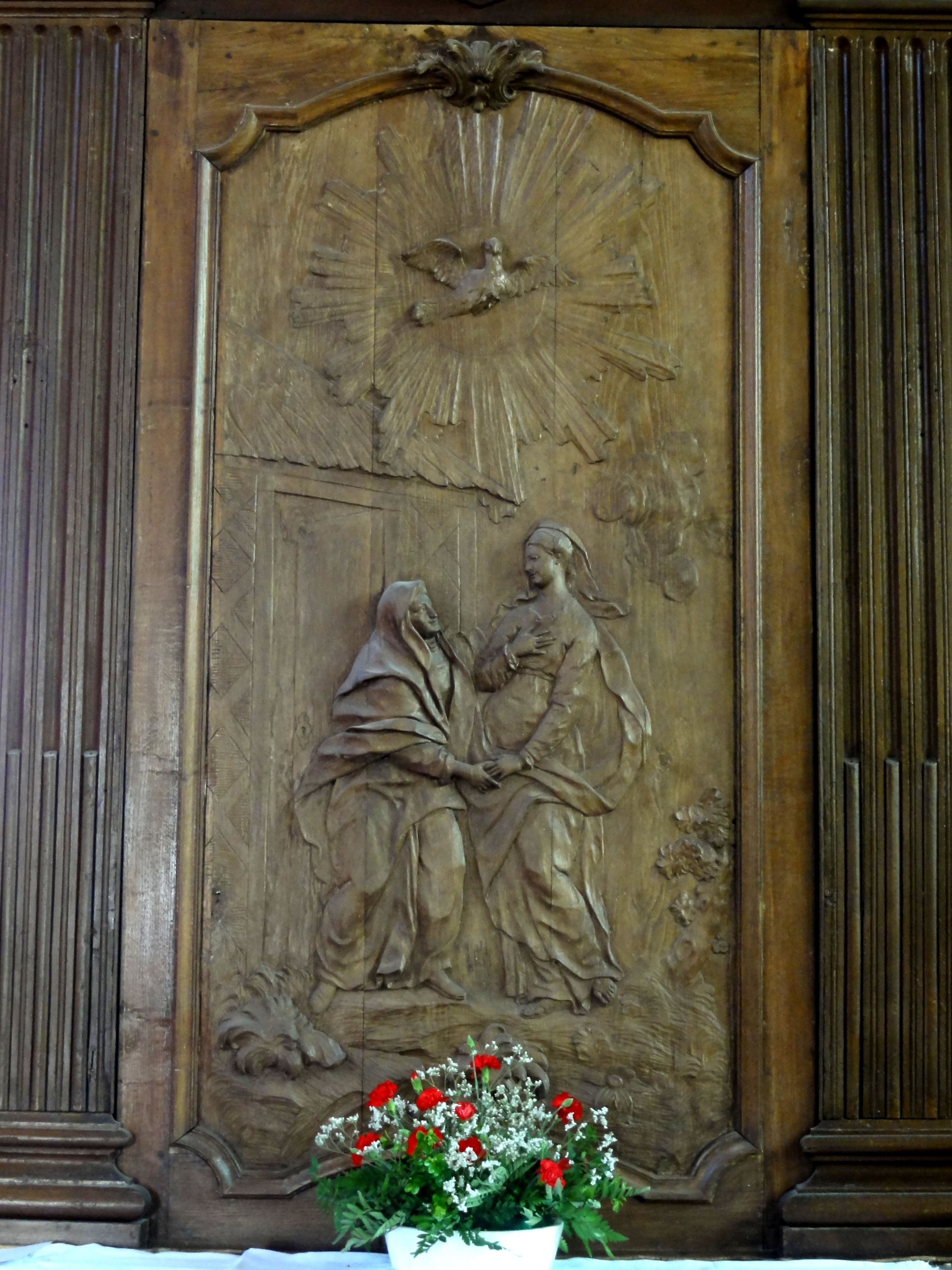
Dossier du banc d'œuvre.
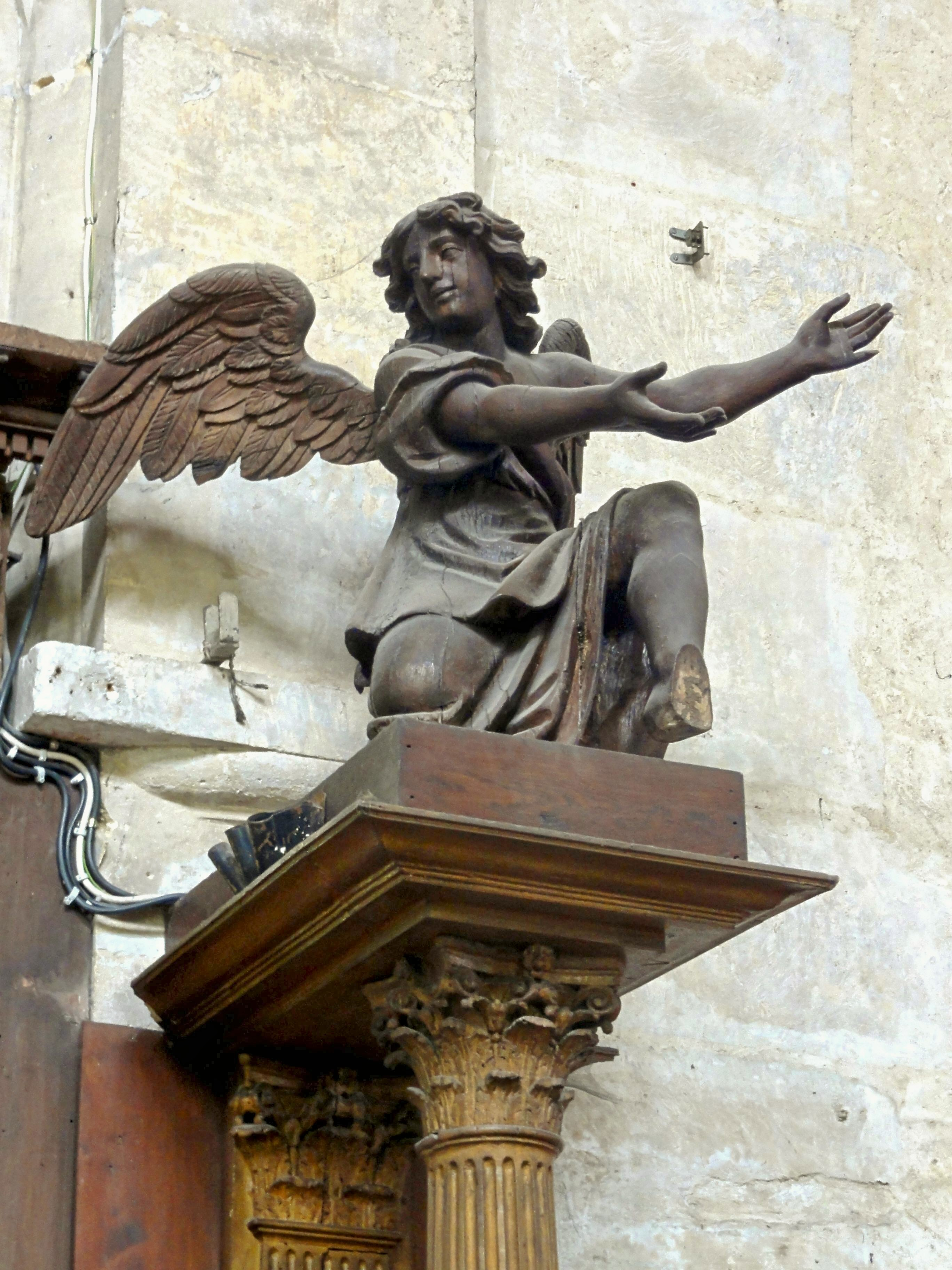
Ange à gauche du chœur.
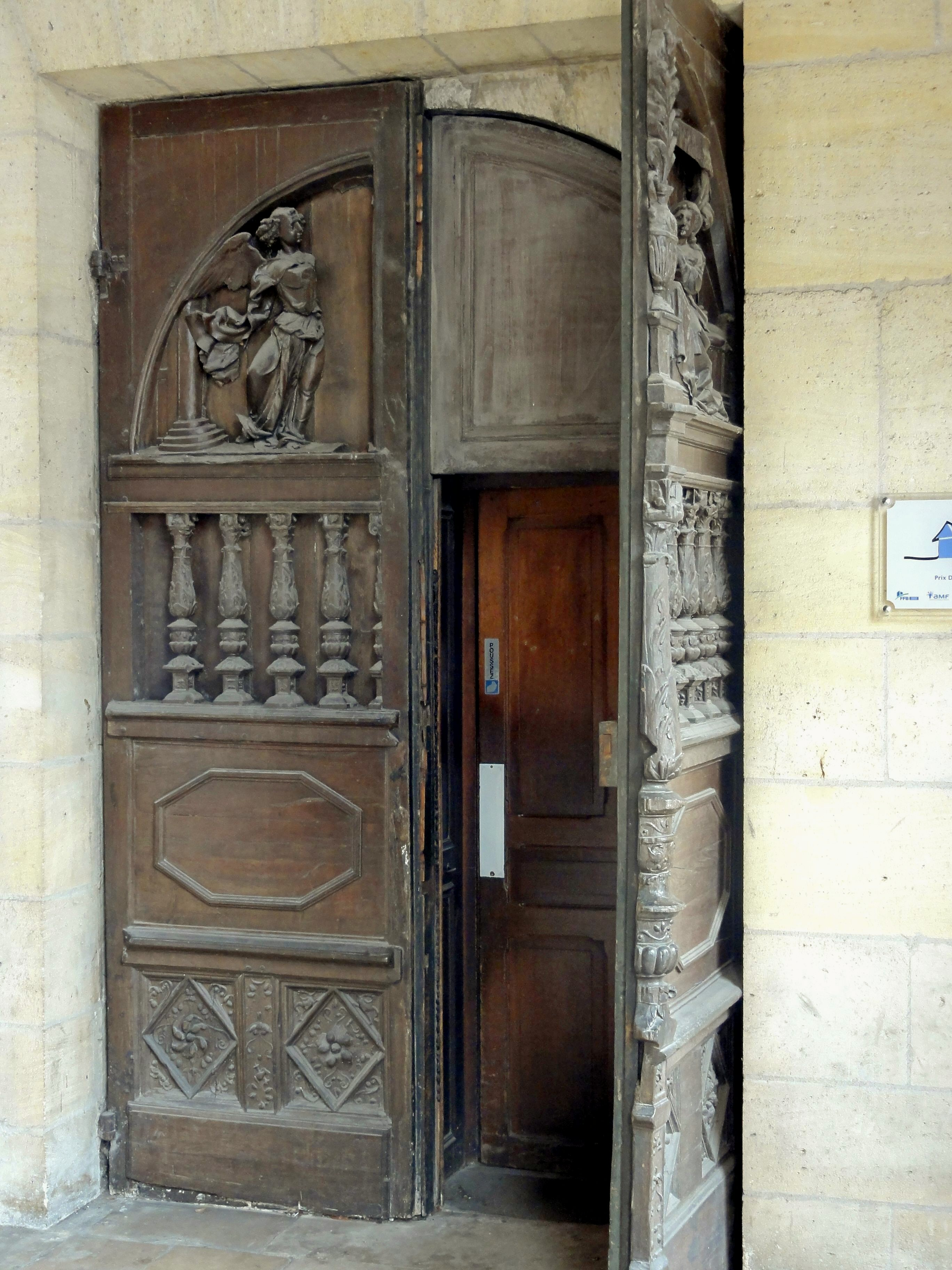
Porte de la chapelle de la Vierge.
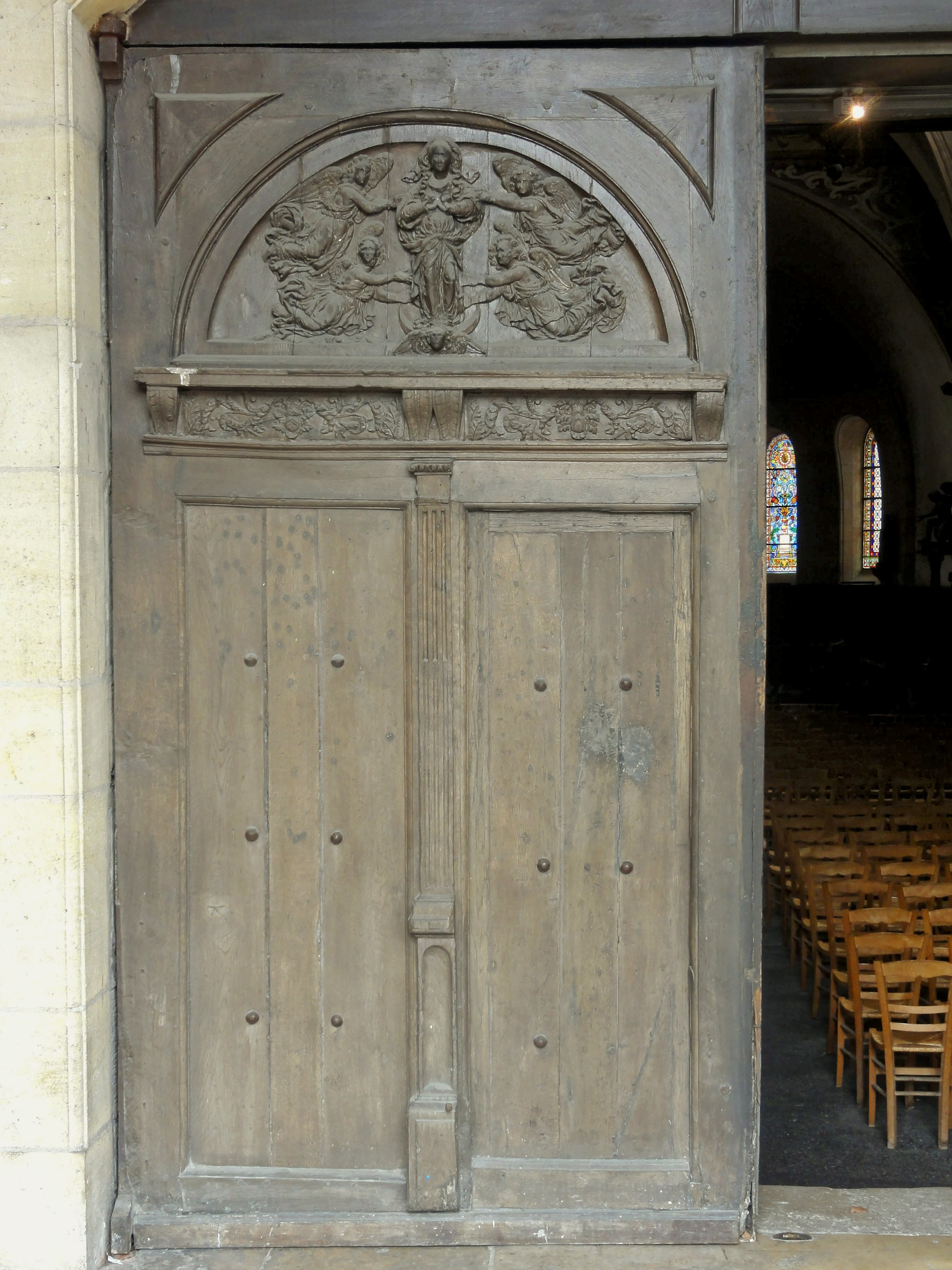
Portail principal, porte de gauche.
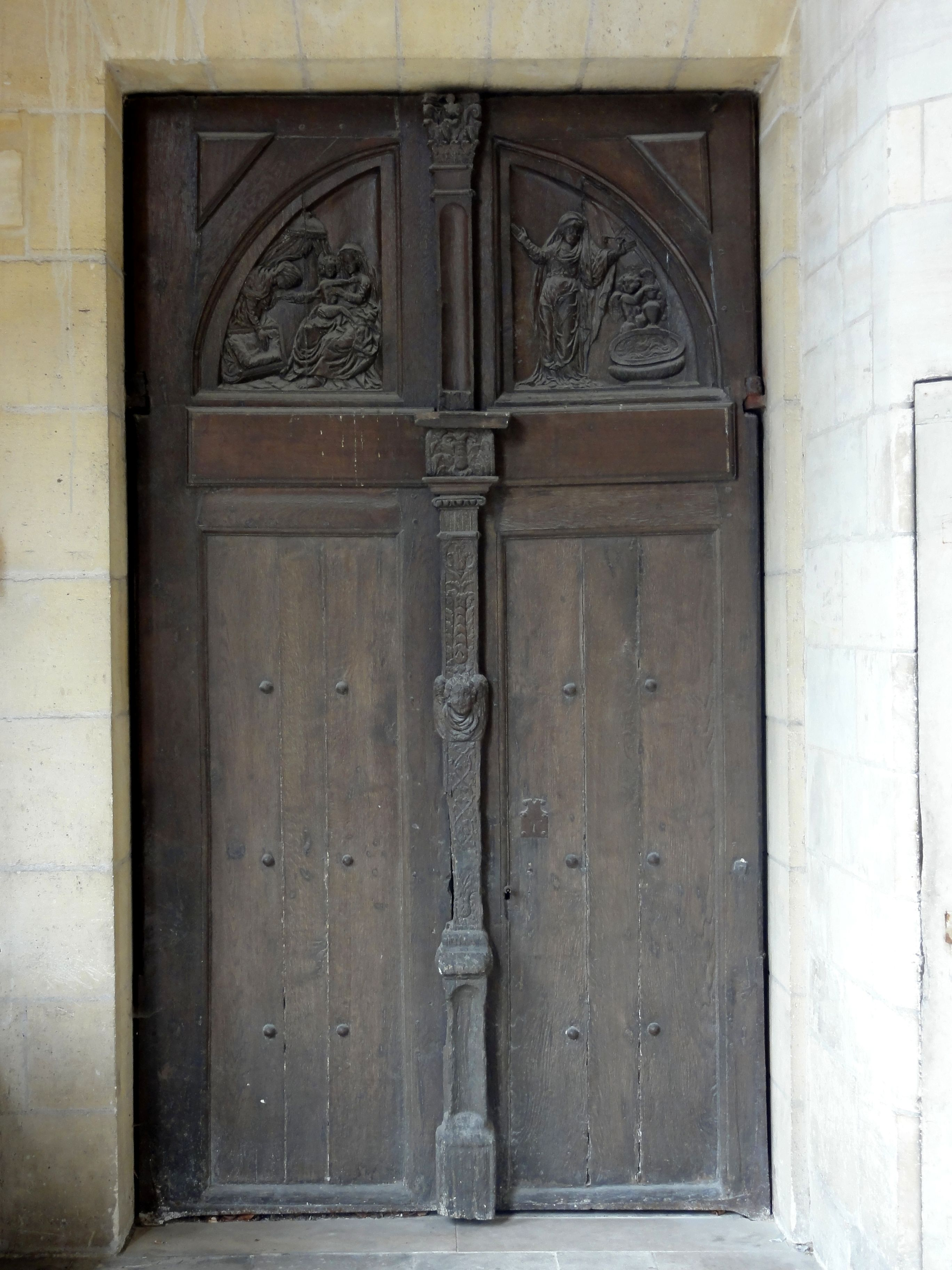
Porte du clocher.
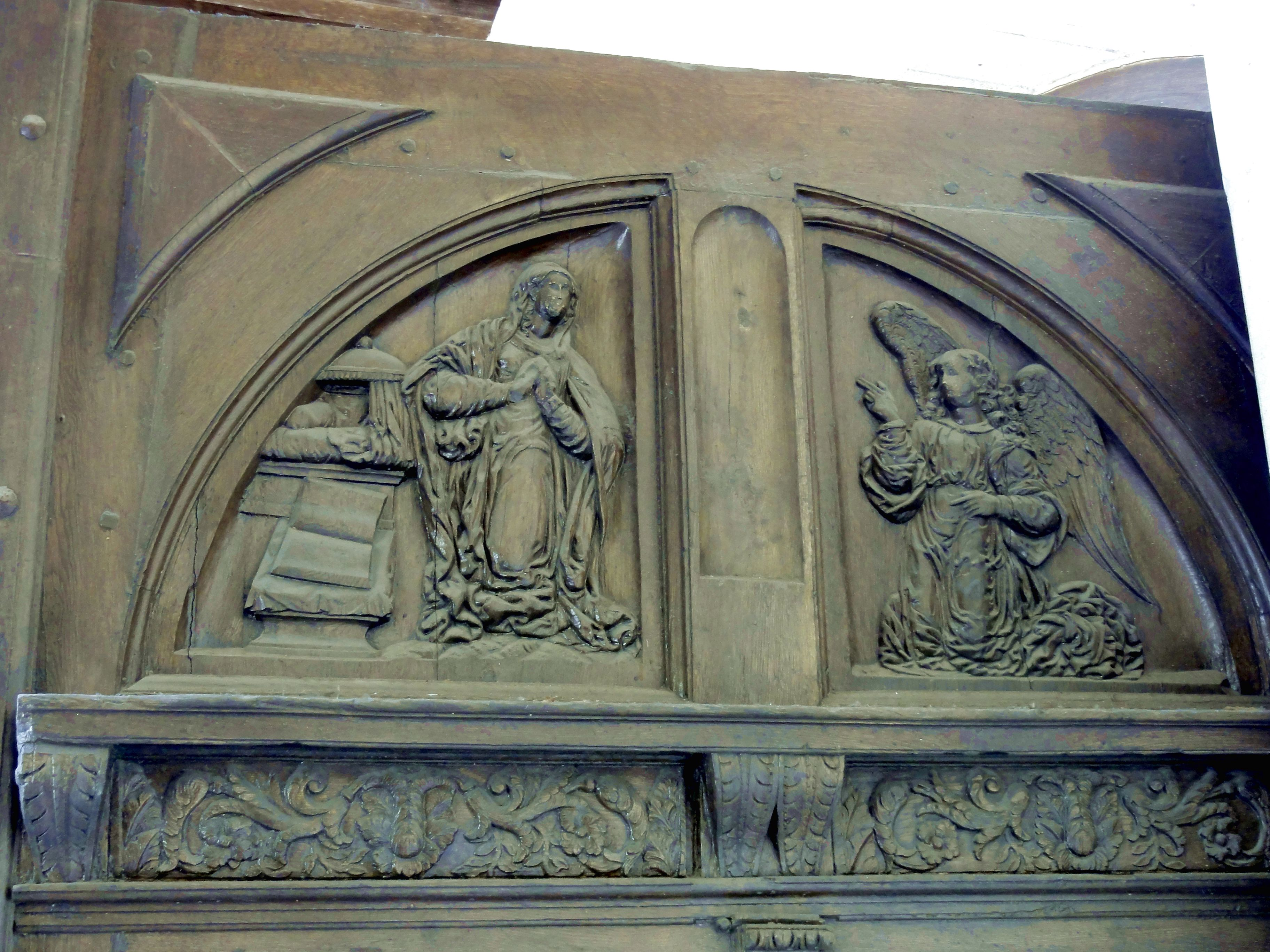
Portail principal, porte de droite : l'Annonciation.

### Pierres tombales et épitaphes
De nombreux pierres tombales étaient jadis scellées dans le sol de l'église. Elles n'ont pas été respectées quand le sol de la nef et des bas-côtés a été bétonné en 1843, et quand le sol du chœur a été refait à la même époque. Les seules dalles funéraires qui subsistent sont réduits à l'état de fragments, qui ont été employés pour la réfection de l'escalier du portail principal et des degrés de l'autel à une date antérieure. Dans l'escalier du portail, l'on trouve l'épitaphe de l'architecte Pierre Le Mercier et de sa femme Jeanne Fourmont, qui est un fragment de 0,96 cm de large et de 0,46 cm de haut de leur dalle funéraire à effigie gravée. L'inscription est en partie effacée : « Cy gist le corps ... personne Pierre Mercier en son vivant maistre masson de leglise de ceans et trespassa le dimanche de la Trinité xxie jour de may mil Ve LXX et Jehanne Fourmont sa femme laquelle deceda le jour de... mil Ve lxx Et Jehanne Fourmont sa femme laquelle deceda le jour de... mil Ve... PRIES DIEV POVR lEUR AME ». Pierre Le Mercier a dirigé des travaux d'agrandissement de la précédente église, qui ont été poursuivis sous la direction de son fils Nicolas Le Mercier, l'architecte de l'église actuelle,.
Une dalle funéraire encore entière a été déposée dans l'église. Elle provenait de l'église des Cordeliers, dont subsiste encore un pan de mur à droite de la place de l'Hôtel-de-Ville, et a été retrouvée en 1928 par M. Roussel, dans le dallage du moulin de Bart, dont il était le propriétaire. La dalle a été classée en 1930. Il s'agissait de la dalle funéraire de Louise des Meurs, femme de Pierre Guériteau, morte le 29 avril 1534. Bien que mesurant 210 m de haut et donc assez lourde, la dalle a disparu en 1979. Dans les degrés de l'autel du bas-côté nord, l'on trouve encore deux inscriptions provenant de pierres tombales. Seulement le prénom de la première personne est lisible, Nicolas, mort le 3 avril 1608. Le deuxième défunt est Jean Muterne, organiste de l'église Notre-Dame, mort le 14 janvier 1664 à l'âge de seulement trente-cinq ans. Marie Heneage était une jeune anglaise qui était pensionnaire dans le monastère des Bénédictines anglaises de Pontoise. Elle y mourut le 11 janvier 1717 à l'âge de seulement quinze ans, et son épitaphe s'est entièrement conservé, car scellé dans le mur à droite de la porte qui fait communiquer le bas-côté sud avec la chapelle de la Vierge. À gauche de la même porte, une petite plaque indique que le cœur de Mellon Soret, curé de Notre-Dame mort le 11 janvier 1665, avait été enterré à cet endroit.

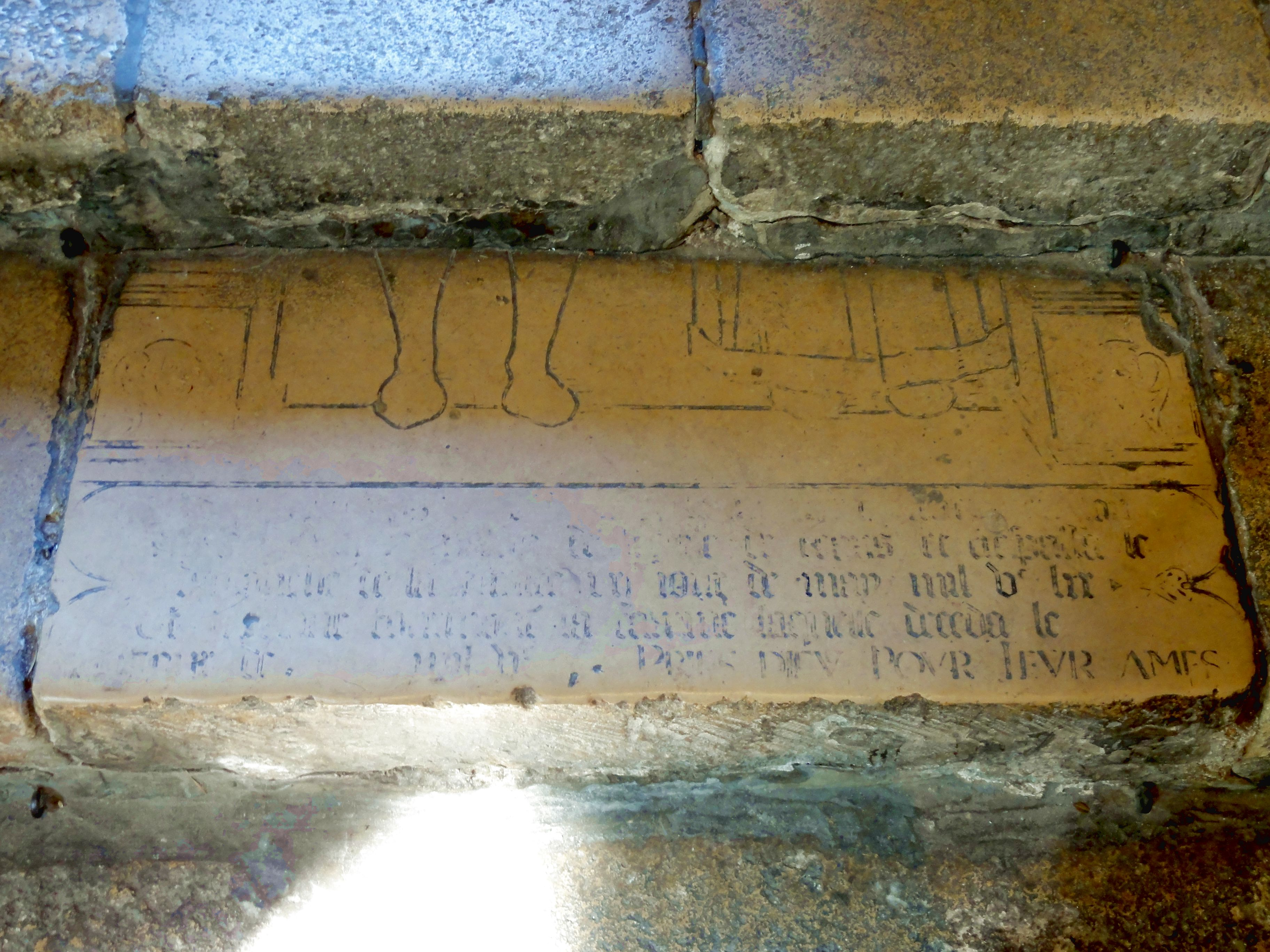
Fragment de la pierre tombale de Pierre Le Mercier et de sa femme.
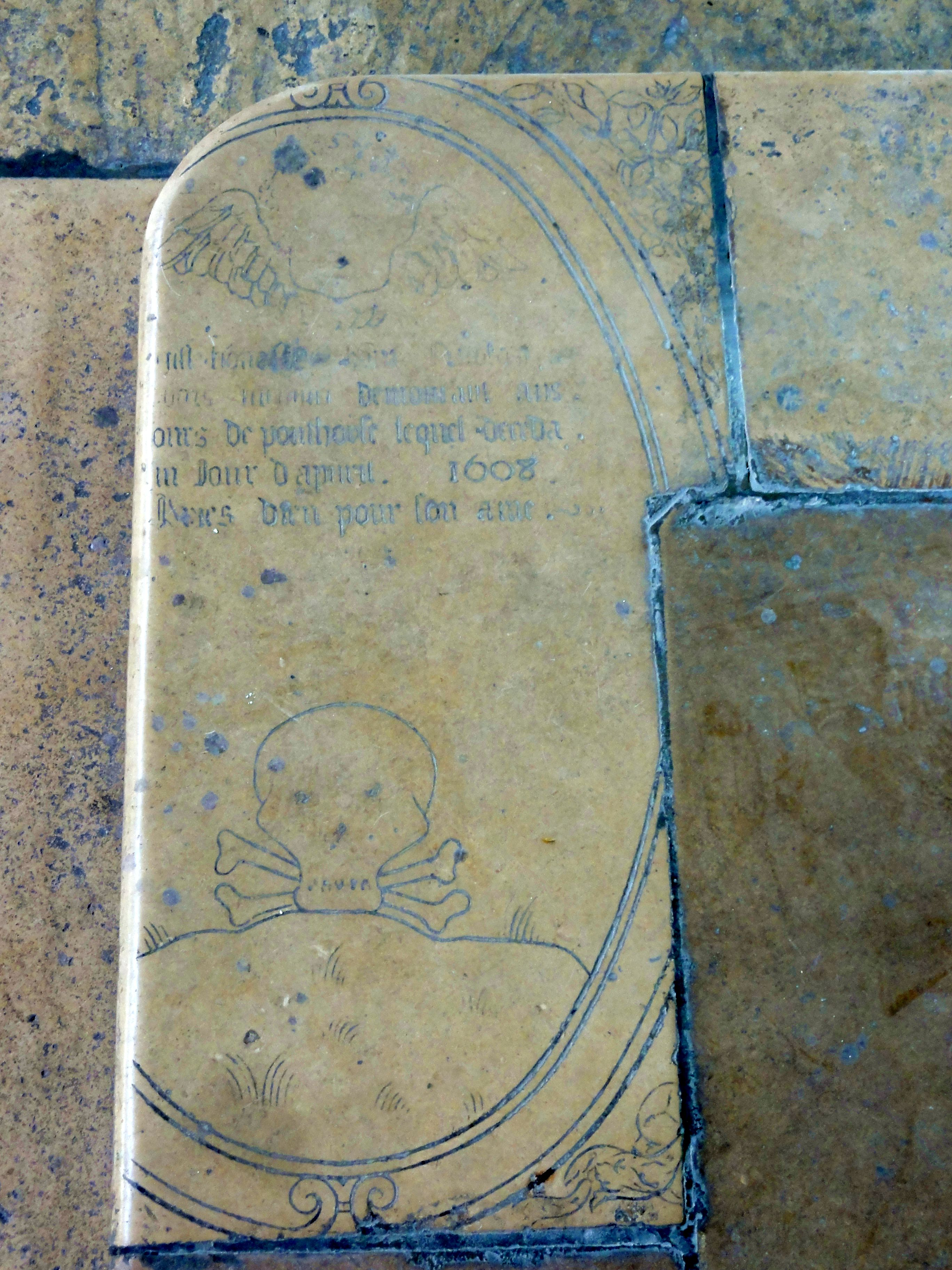
Fragment de la pierre tombale de Nicolas ...
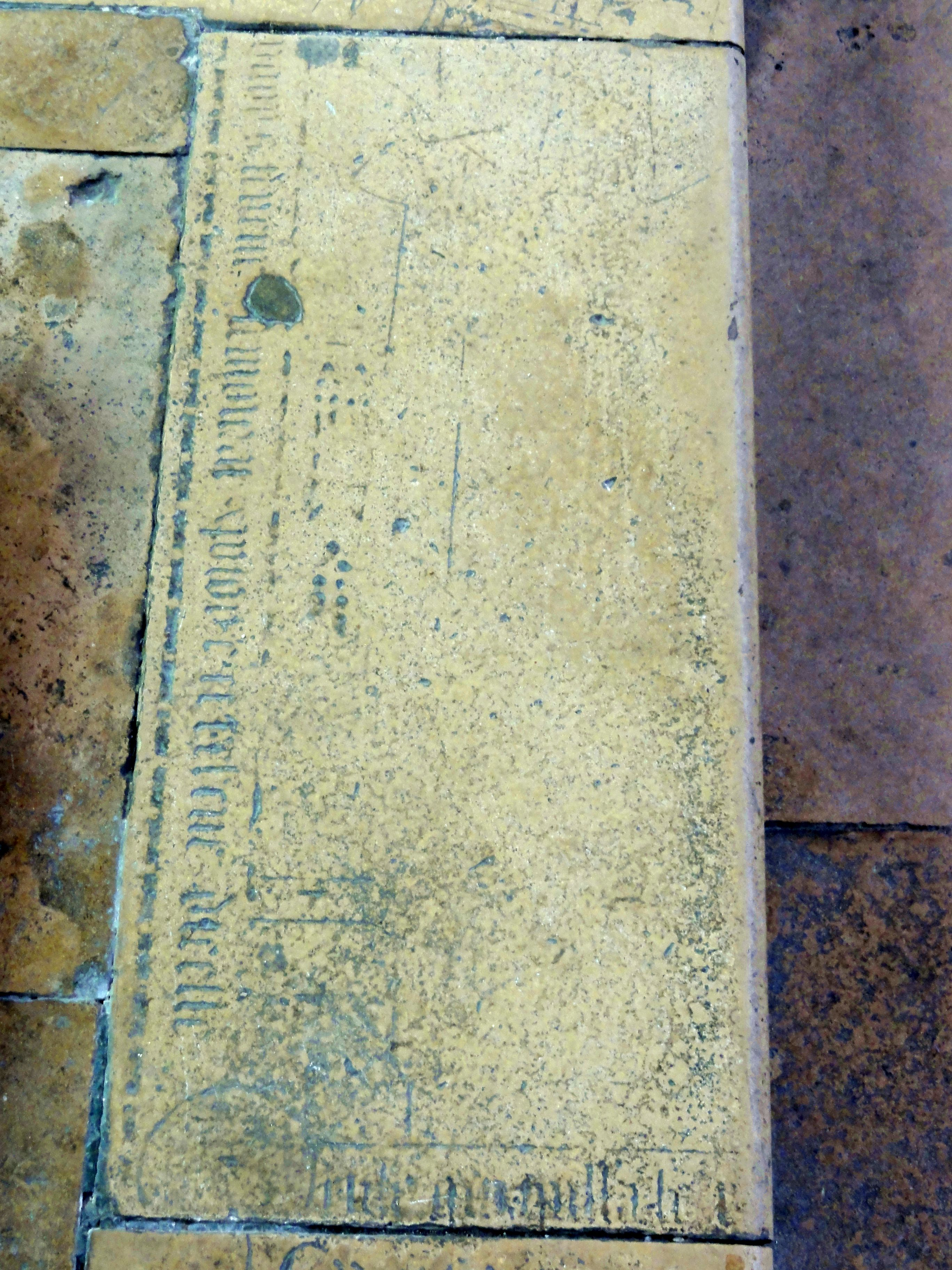
Fragment de dalle funéraire (anonyme).
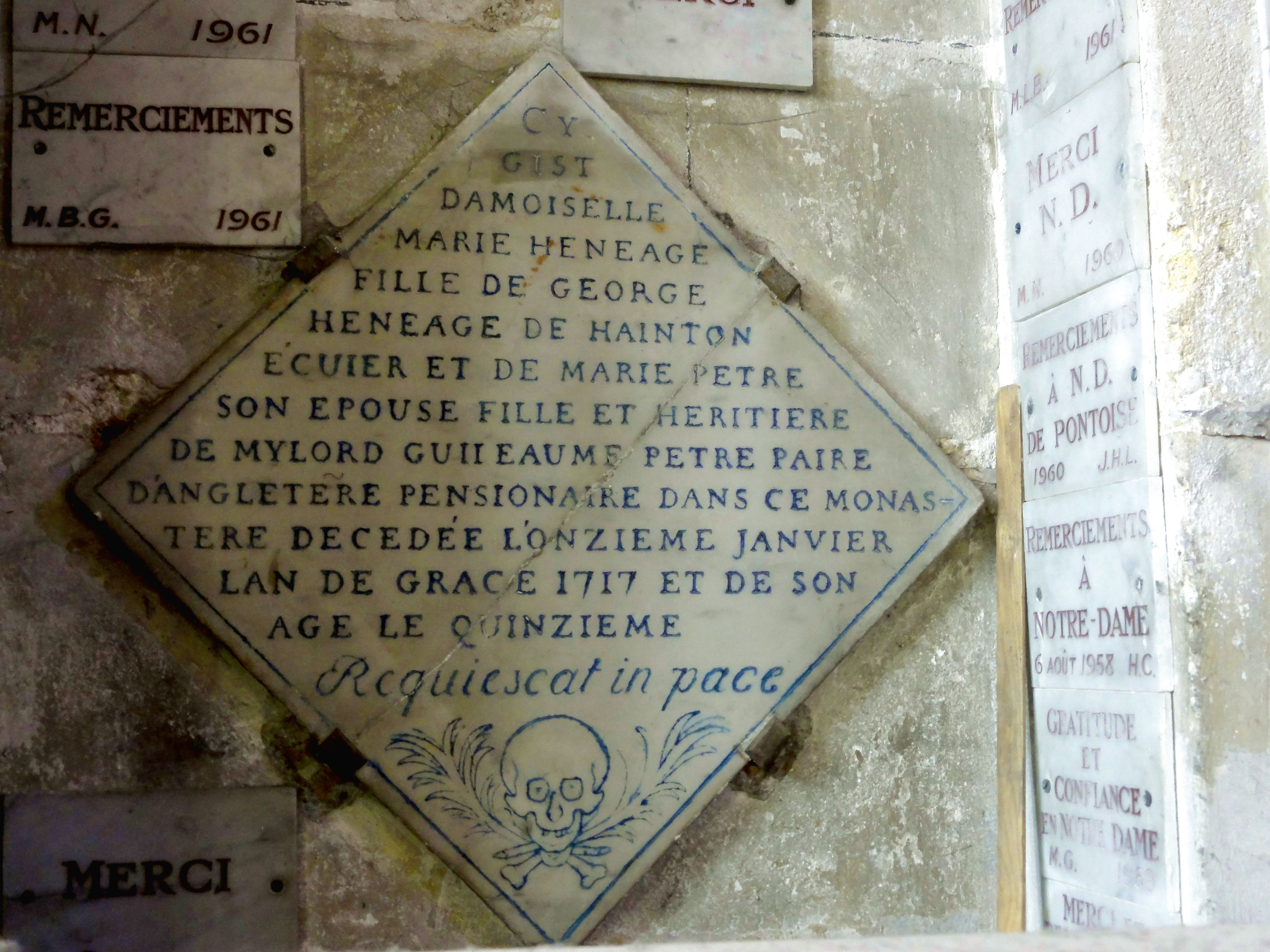
Pierre tombale de Marie Heneage.
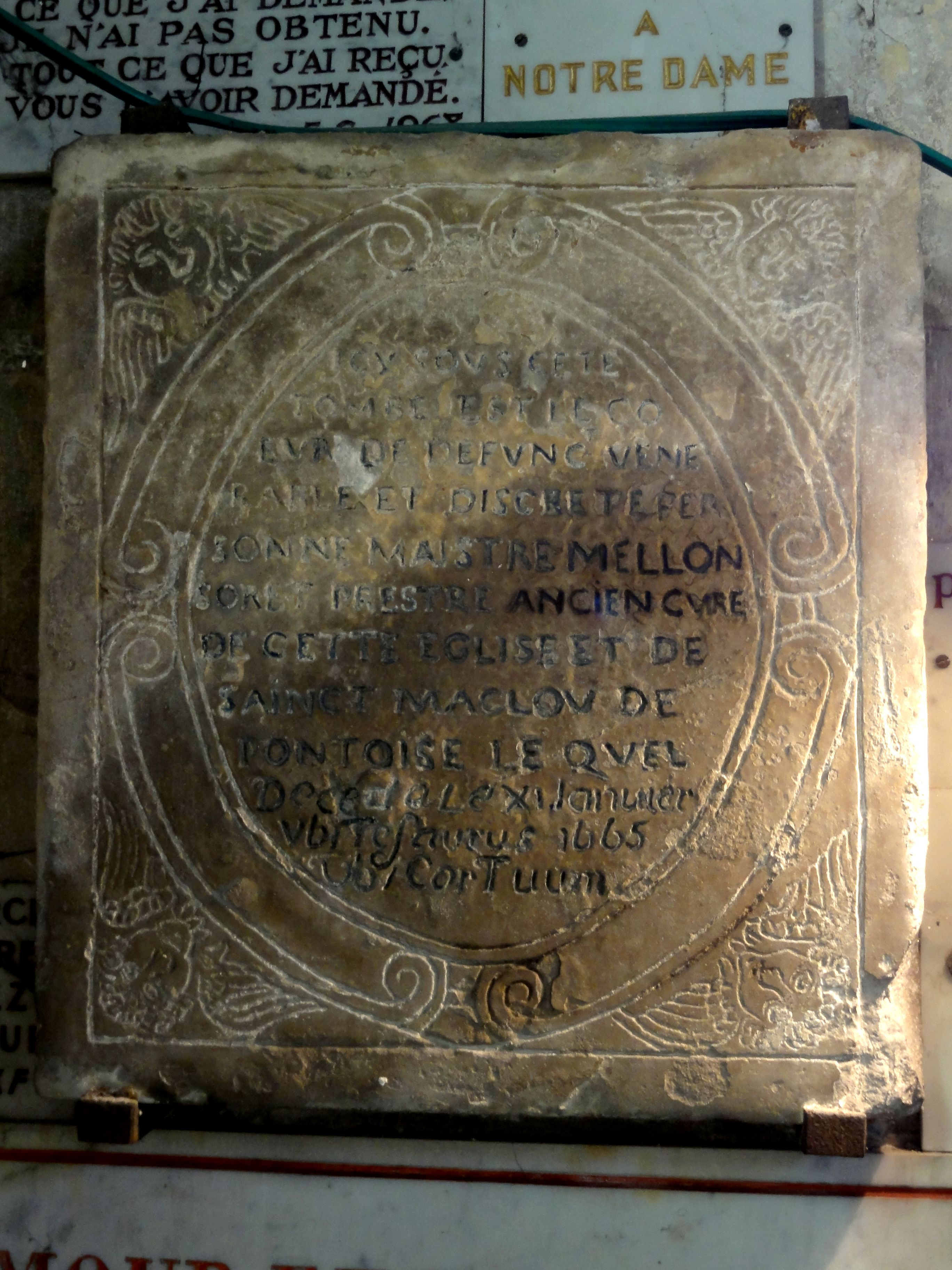
Plaque funéraire pour le cœur du curé Mellon Soret.
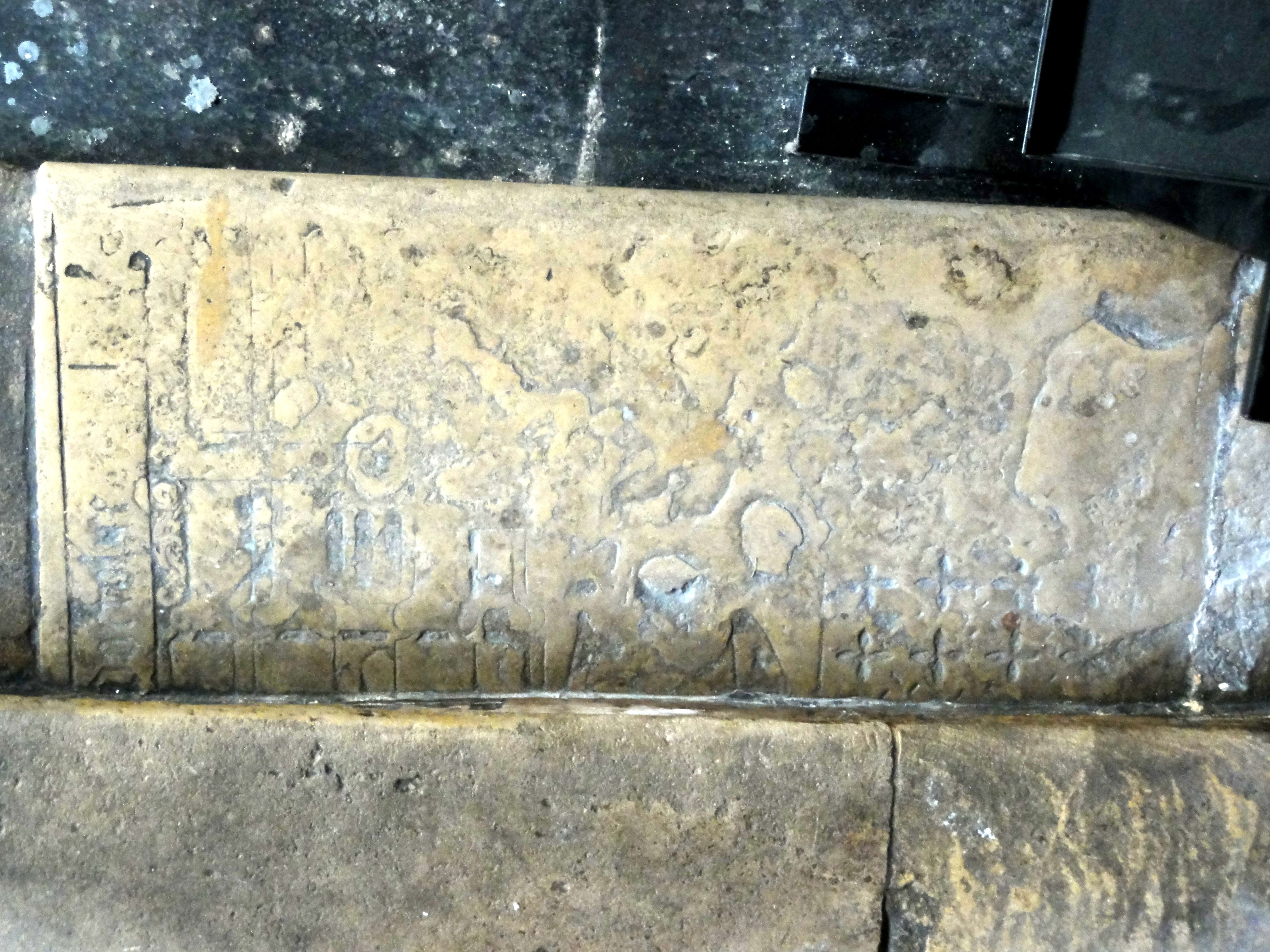
Fragment de dalle funéraire (anonyme).

### Peinture
- Un tableau peint à l'huile sur bois et représentant l'Adoration des bergers, haut de 92 cm et large de 69 cm, d'école française et peut-être d'influence nordique, datant du milieu du XVIe siècle et restauré en 1978 et 1992 (déposé au presbytère)[40] ;
- Un tableau peint à l'huile sur bois et représentant la Sainte Trinité, dimensions non prises, œuvre anonyme, datant probablement du XVIIIe siècle[41] ;
- Un tableau peint à l'huile sur toile et représentant l'Adoration des Mages, dimensions non prises, œuvre vénitienne anonyme datant du XVIe siècle[42] ;
- Un tableau peint à l'huile sur toile et représentant la Bénédiction de Jacob, haut de 230 cm et large de 205 cm, œuvre anonyme, datant du XVIIe siècle et donné par le curé Louis Duval dans son testament de 1738[43] ;
- Un tableau peint à l'huile sur toile avec son cadre, copie du martyre de Saint Sébastien du polyptyque Averoldi de Titien, haut de 200 cm et large de 120 cm, datant du XVIIe siècle (cadre du XVIIIe) et provenant de l'abbaye Saint-Martin de Pontoise[44] ;
- Un tableau peint à l'huile sur toile avec son cadre, représentant le mariage mystique de sainte Catherine d'Alexandrie, haut de 170 cm et large de 135 cm, attribué à Raphaëllo Vanni (1596-1657), cadre d'époque Louis XVI, restauré vers 1995 et provenant du Carmel de Pontoise[45] (non visible dans l'église) ;
- Un tableau peint à l'huile sur toile, représentant l'Agonie au jardin Gethsémani, haut de 292 cm et large de 194 cm, œuvre de Noël Hallé exécutée en 1777 pour l'église du monastère des filles de la Visitation de Paris, donnée à l'église avant 1843, restaurée en 1983 puis vers 1995[46] ;
- Une série de sept tableaux peints à l'huile sur toile, représentant les sept Sacrements (Le Baptême du Christ, la Cène (eucharistie), les Noces de Cana (mariage), saint Pierre recevant les clés (ordination), etc.), hauts de 120 cm et larges de 150 cm, œuvres d'Abraham Godyn, d'Anvers, réalisées entre 1723 et 1724, provenant de l'abbaye Saint-Martin de Pontoise et restaurées pendant les années 1980. Elles sont aujourd'hui accrochées dans le déambulatoire de la cathédrale Saint-Maclou[47] ;
- Un tableau peint à l'huile sur bois et représentant un saint recevant la confirmation, ou l'arrivée de saint Bruno à Grenoble, haut de 107 cm et large de 66 cm, œuvre de François-André Vincent (1746-1816) datant des années 1760 (accroché dans la sacristie)[48] ;
- Un tableau peint à l'huile sur toile, représentant Jésus et les Docteurs, haut de 143 cm et large de 103 cm, dans le style de Nicolas Poussin et de Jacques Stella, daté de 1647[49] (non visible dans l'église) ;
- Un tableau d'autel peint à l'huile sur toile, représentant l'Assomption, haut de 270 cm et large de 153 cm, dans le style de Jean Jouvenet et Charles Lamy, daté de la première moitié du XVIIIe siècle[50].

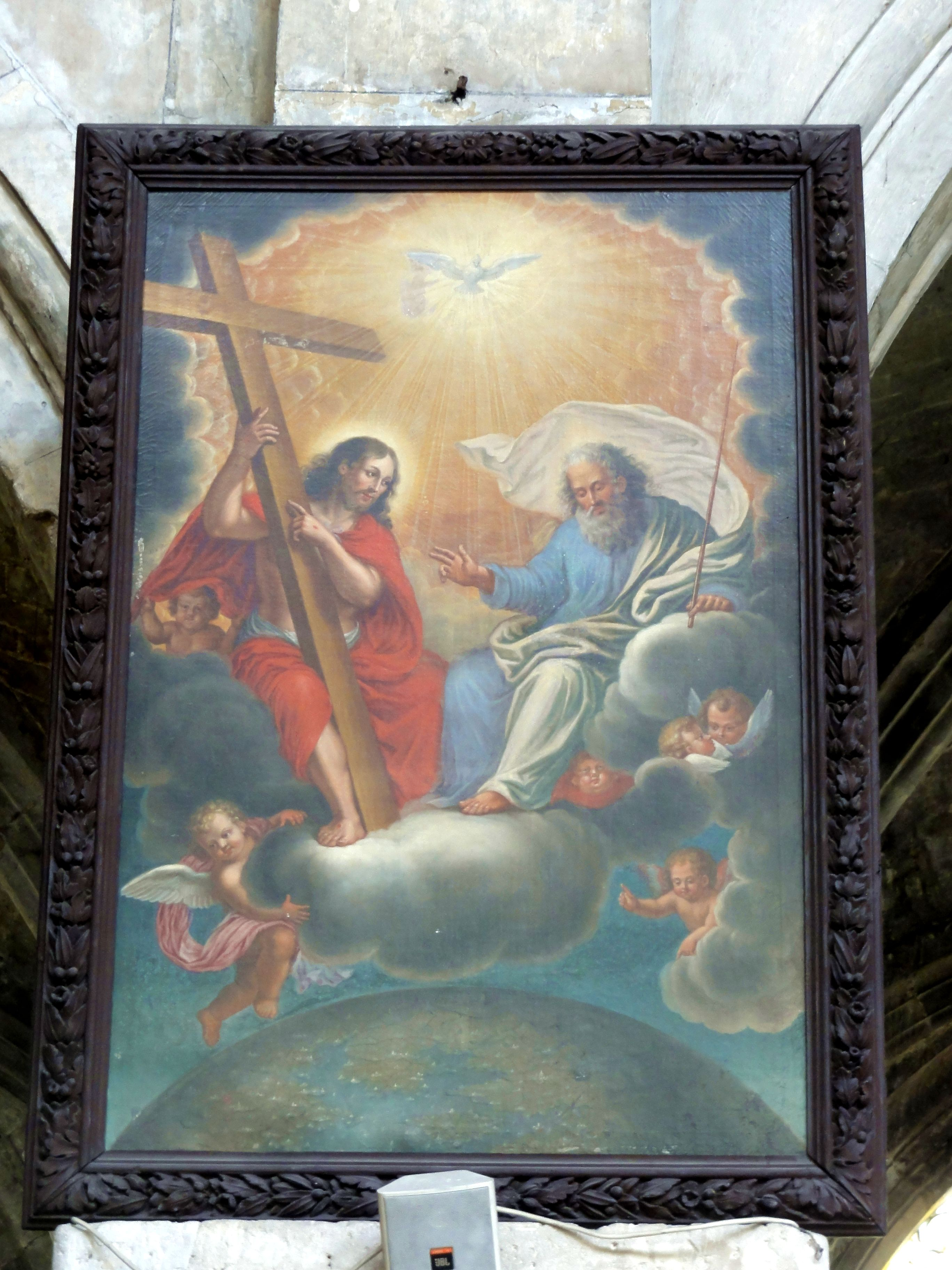
La Sainte Trinité.
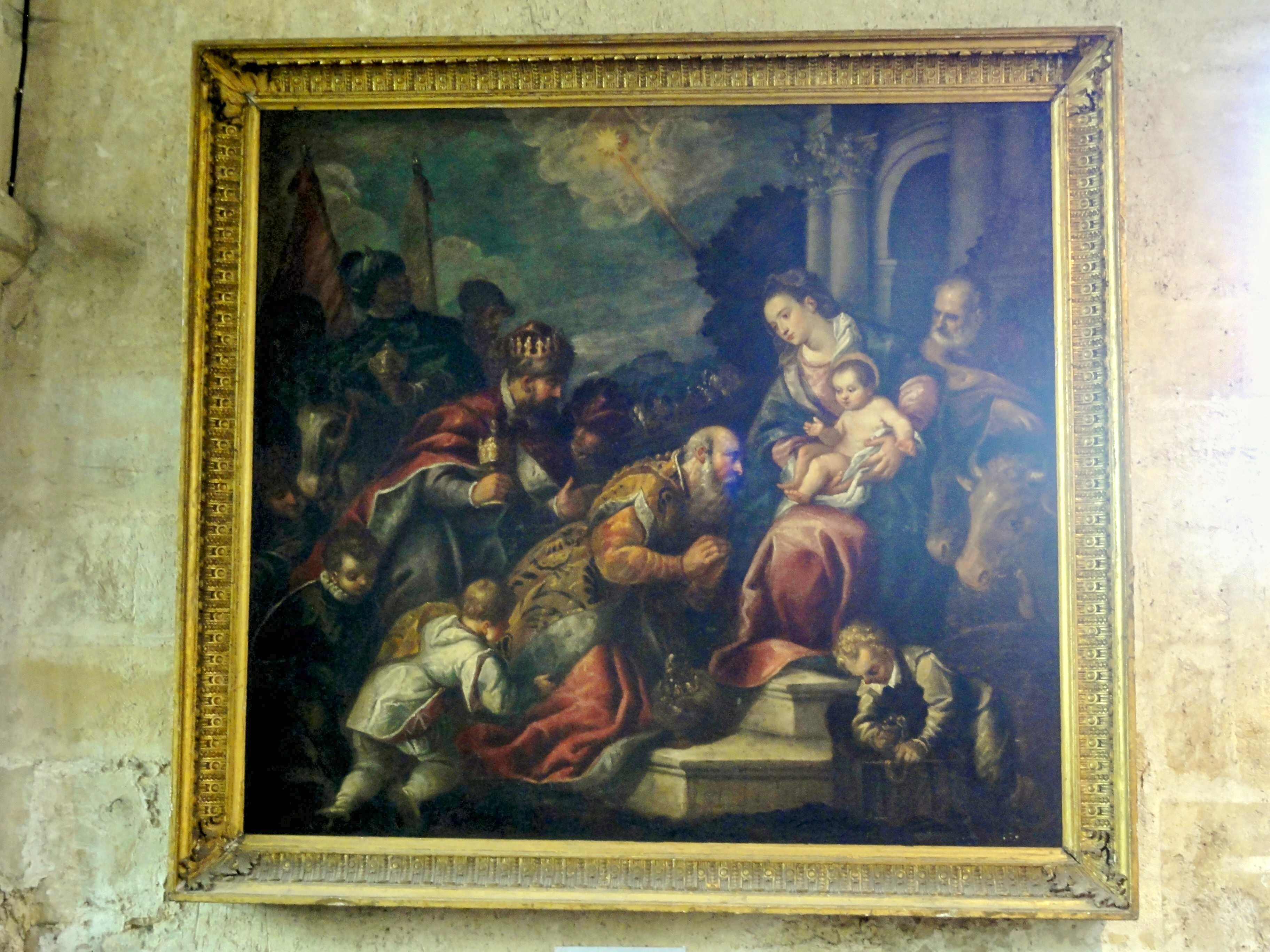
Adoration des Mages.
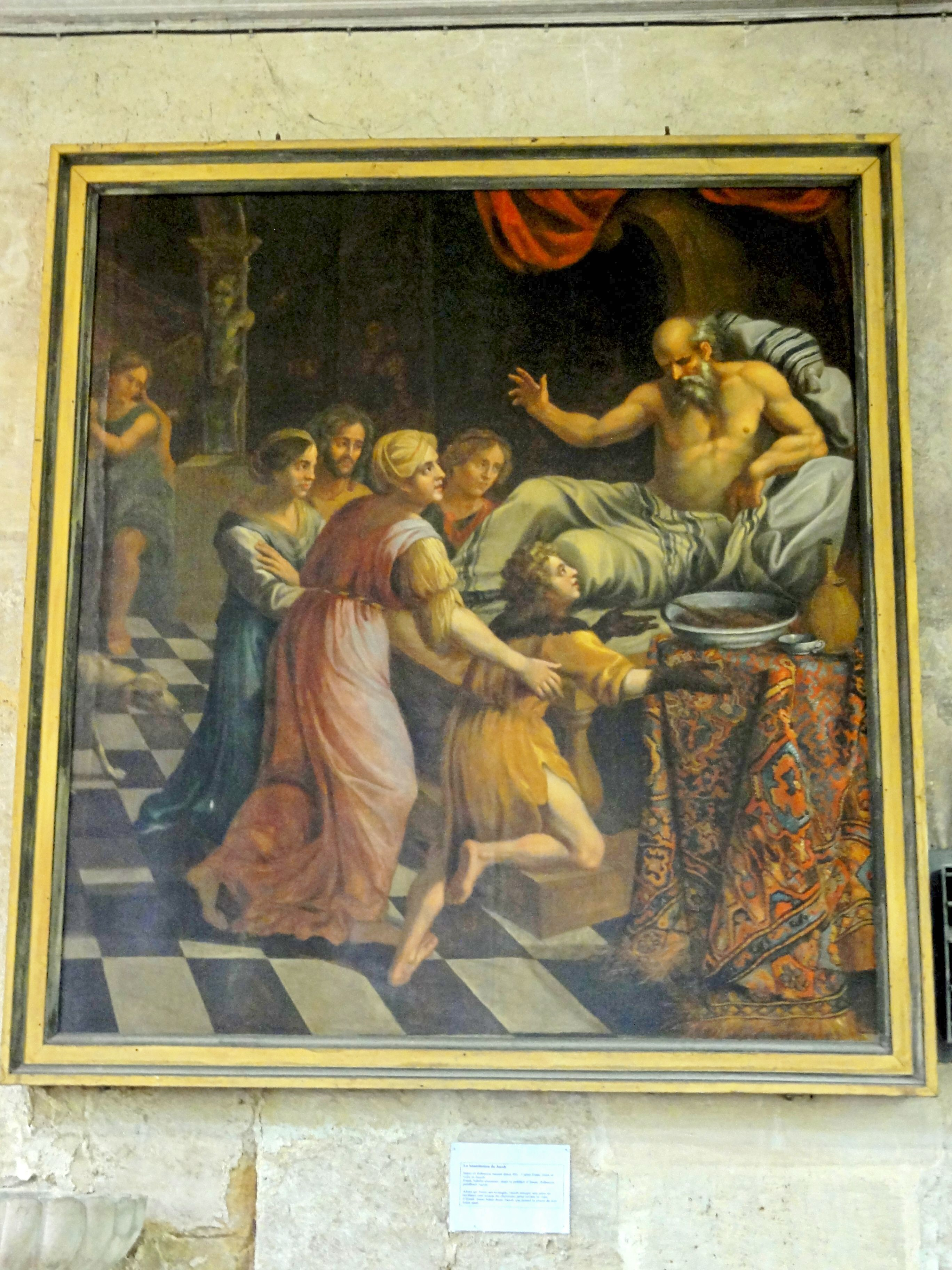
Bénédiction de Jacob.
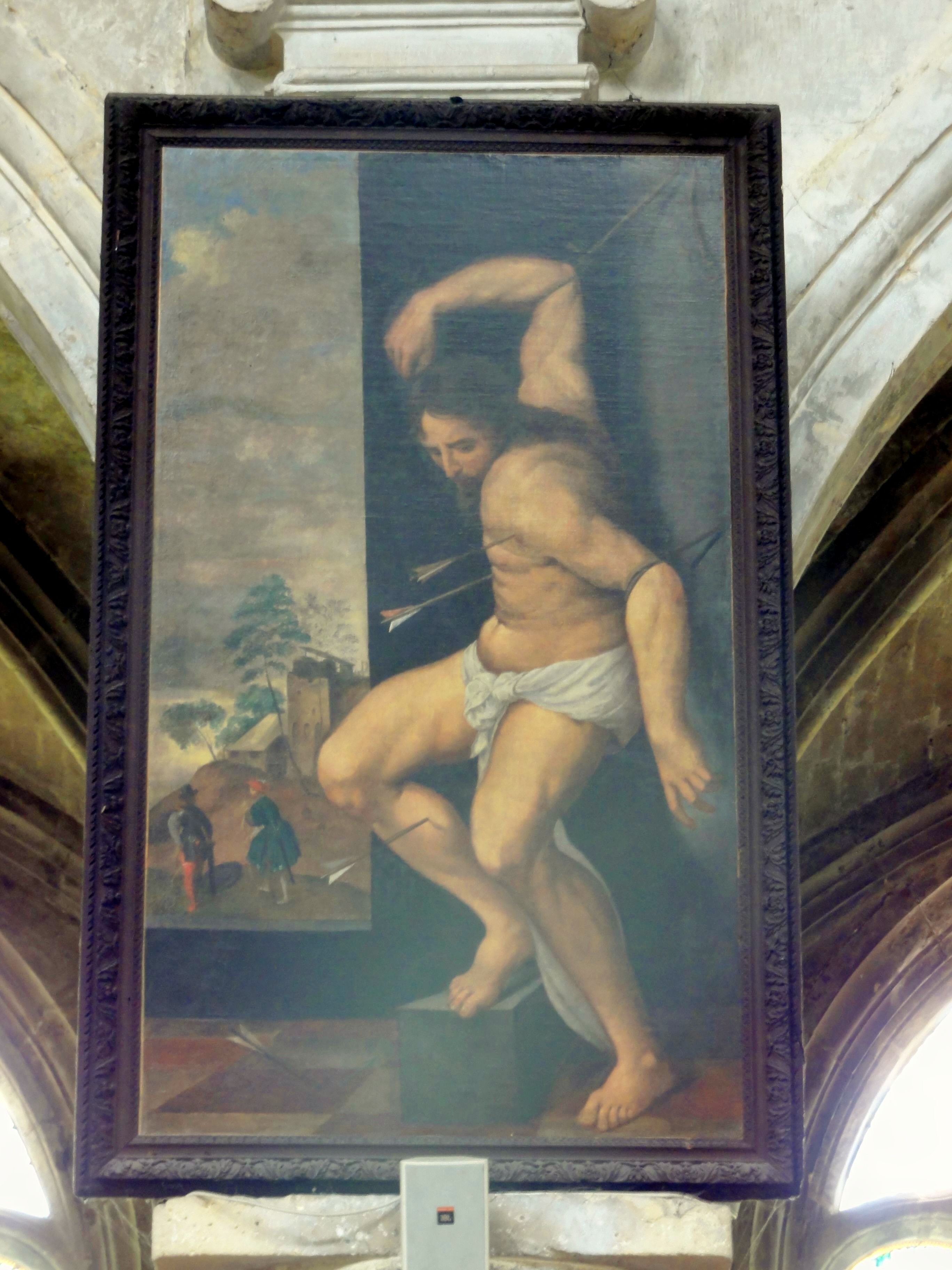
Saint Sébastien.
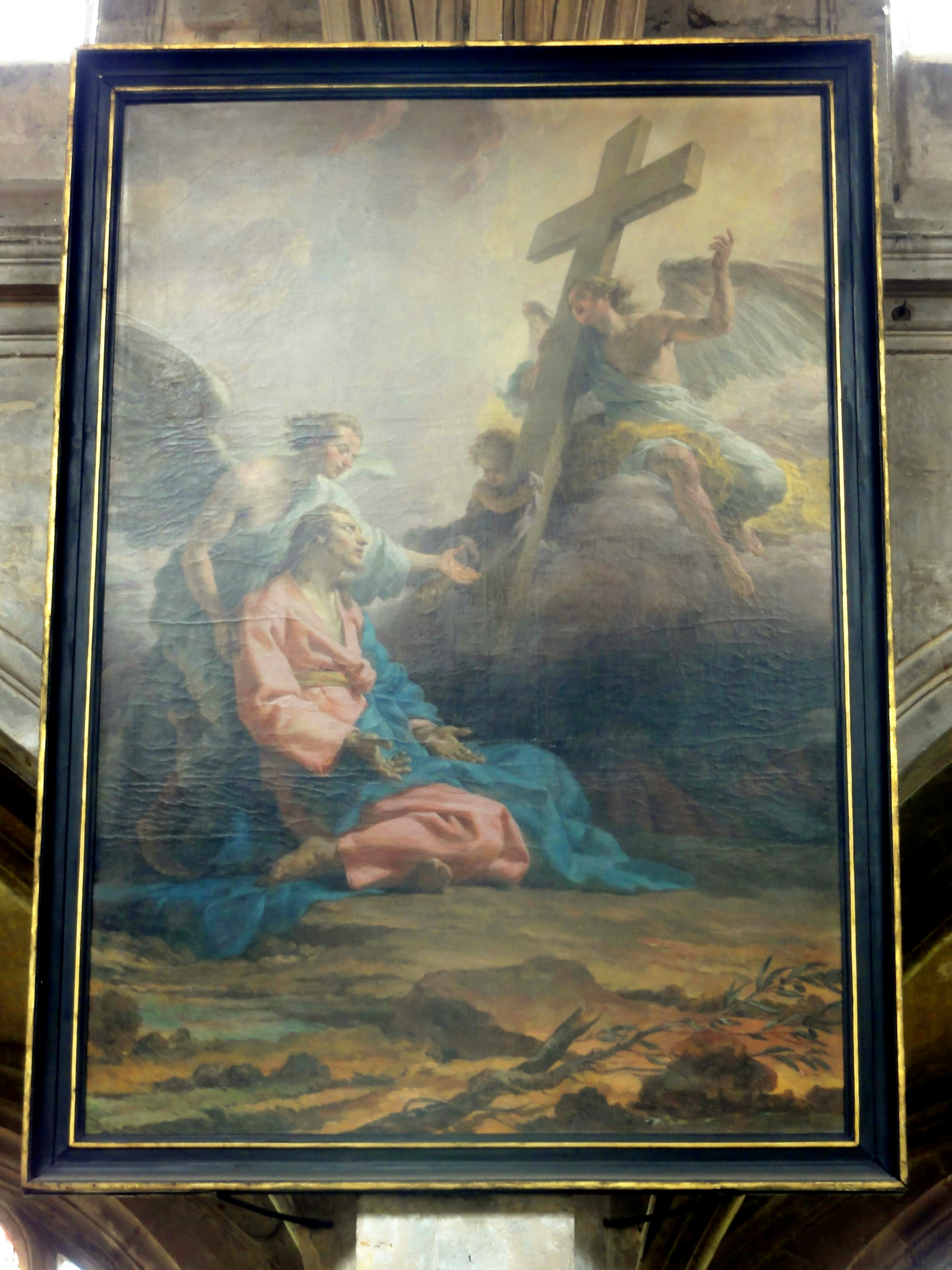
Agonie au jardin Gethsémani.
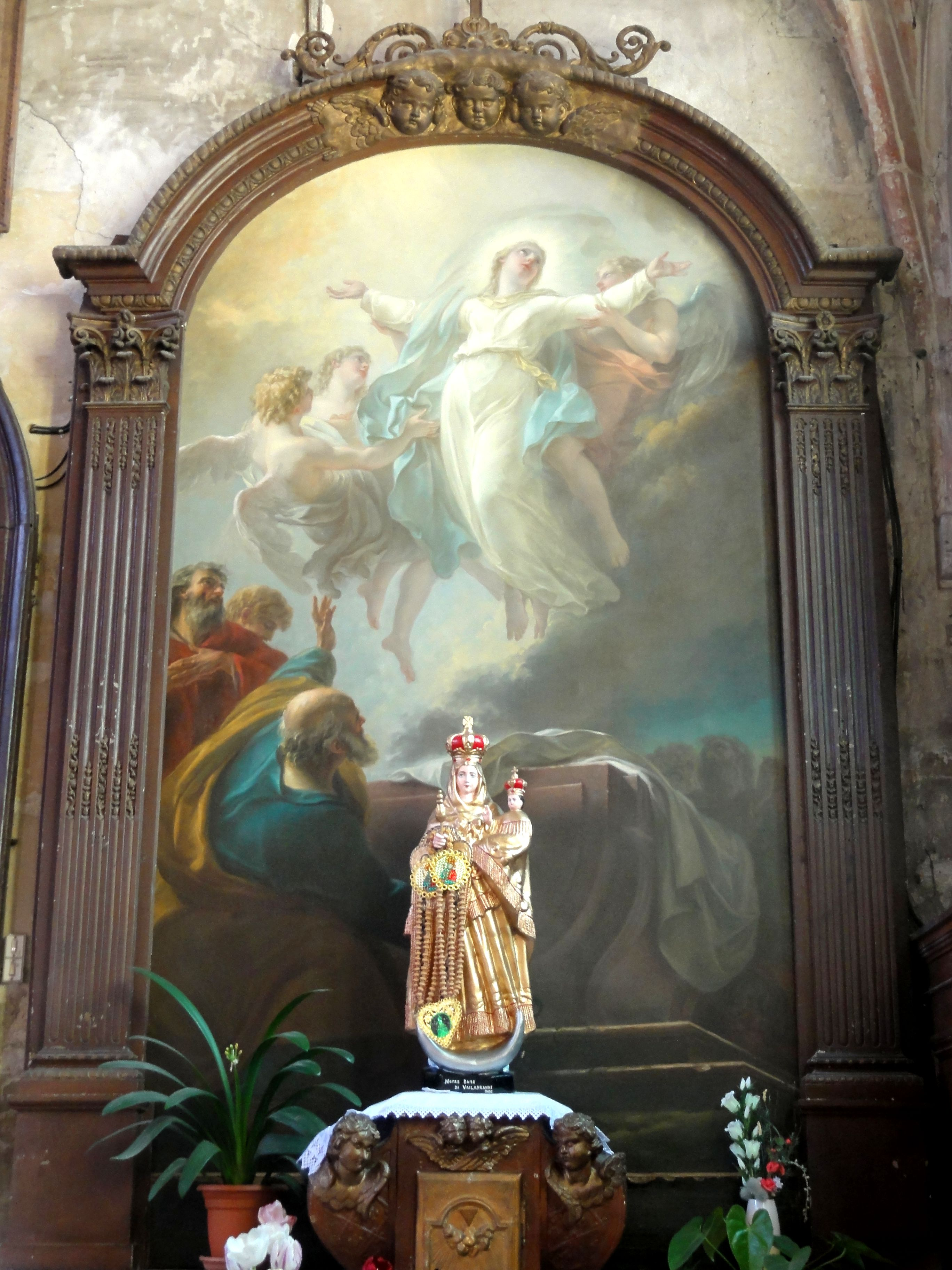
L'Assomption.

### Meubles

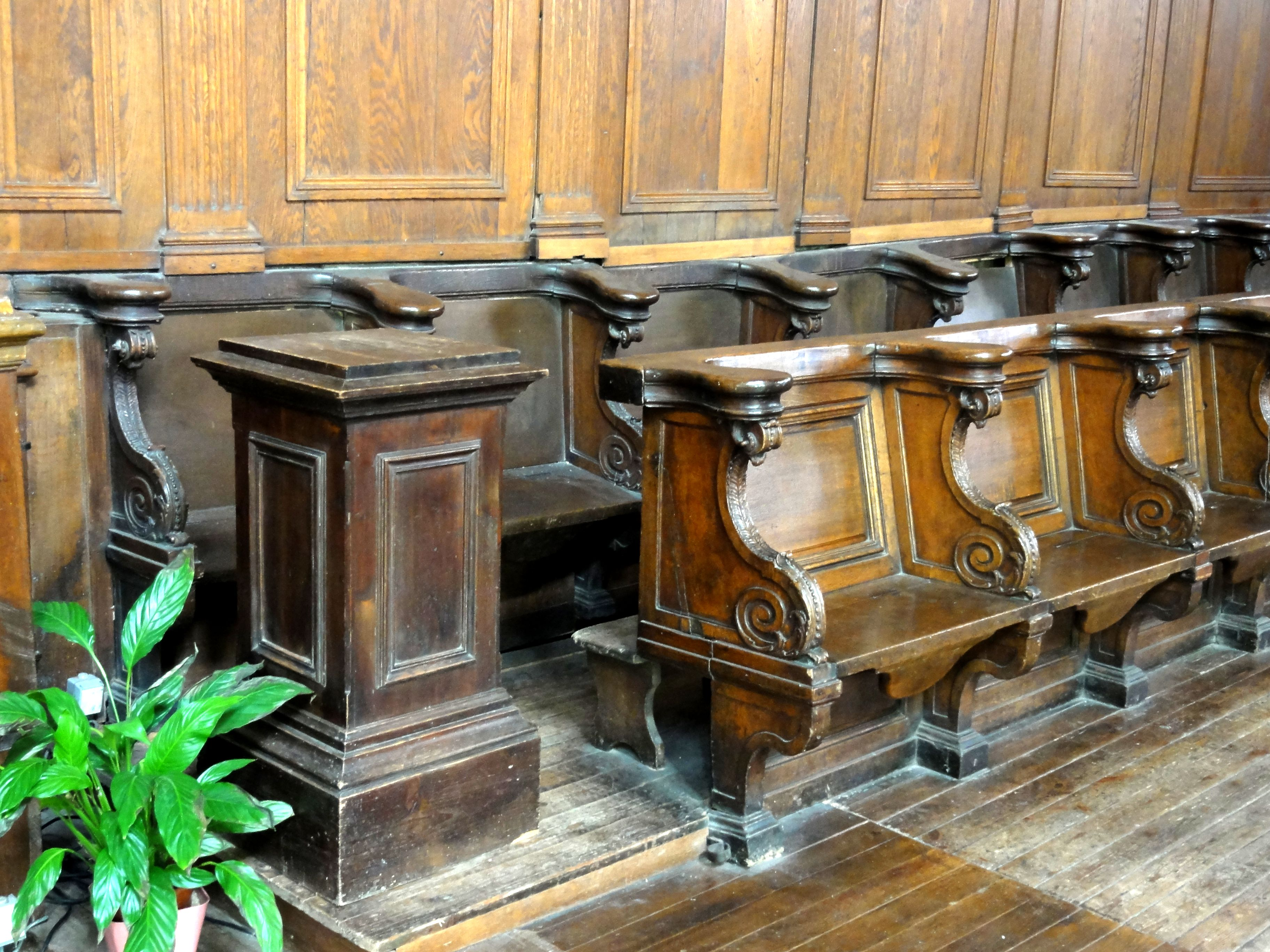
Stalles de l'abbaye de Maubuisson.

L'église possède un petit nombre de meubles classés monument historique, mais à l'exception des lustres, ils ne sont pas visibles au public.
- Deux lustres en bronze ornés de cristaux pyramidaux, hauts de 120 cm et datant de la première moitié du XVIIIe siècle. Ils sont accrochés sous les dernières grandes arcades au nord et au sud[51] ;
- Une armoire en bois de chêne à deux vantaux, haute de 255 cm et large de 160 cm et richement décoré, datant de la limite XVIIIe / XIXe siècle et donnée à l'église en 1832 par M. Gâteau, commissaire-priseur à Paris[52] ;
- Une seconde armoire en bois de chêne à deux vantaux, de forme galbée, haute de 275 cm et large de 168 cm et décoré de rinceaux et de coquilles, datant du dernier quart du XVIIIe siècle et donnée à l'église en 1832 par M. Gâteau, commissaire-priseur à Paris[53] ;
- Une commode en bois de chêne, à l'ornementation de style rocaille, haute de 100 cm et large de 175 cm et d'époque Louis XV[54].

Le chœur abrite deux doubles rangs de stalles provenant de l'abbaye de Maubuisson à Saint-Ouen-l'Aumône, commune voisine. Malgré leur origine illustre, elles ne sont cependant pas classées.

### Divers

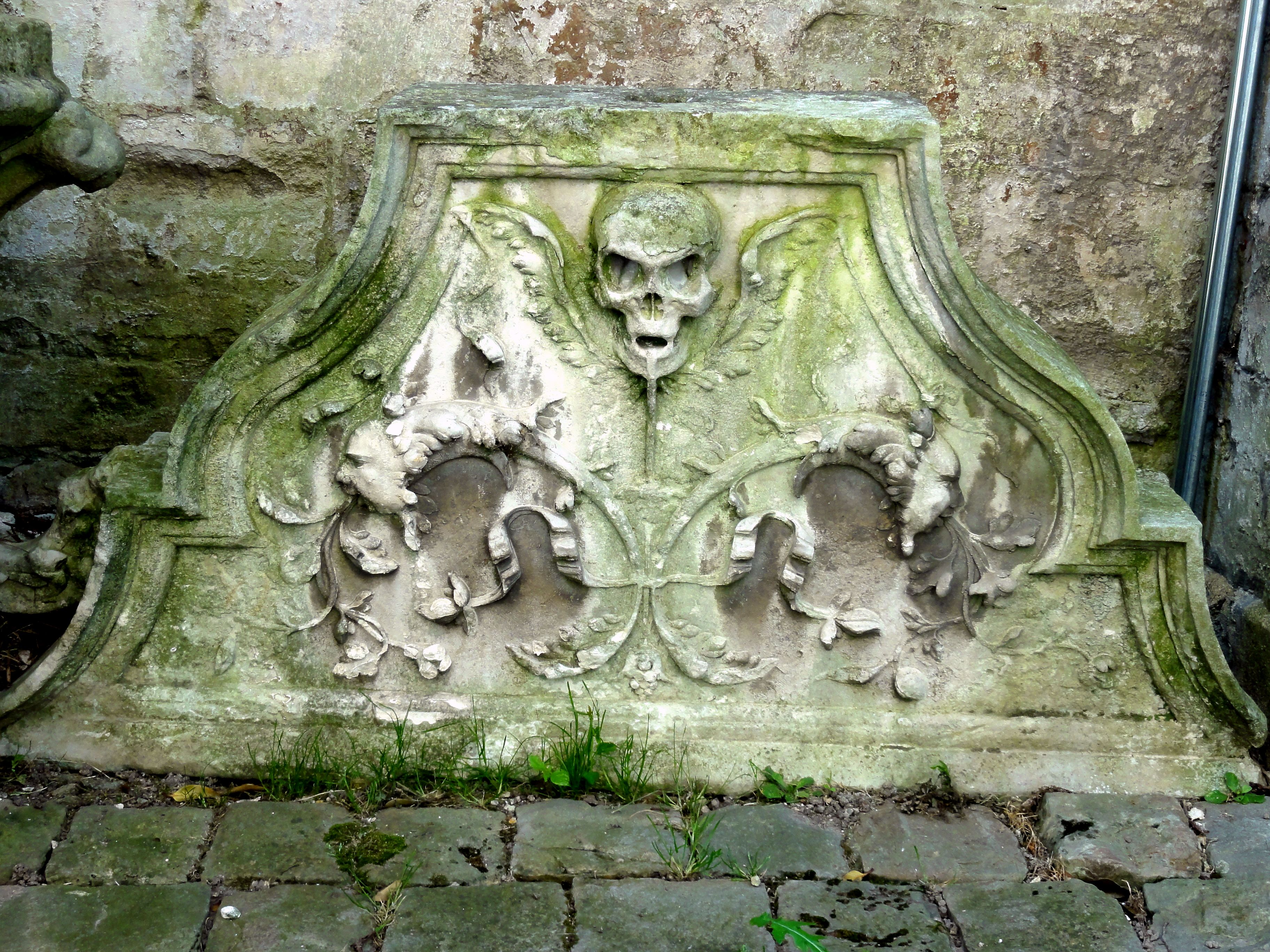
Fronton Renaissance.

Six autres objets sont associés à l'église Notre-Dame, mais aucun n'est visible au public, et deux ne se trouvent plus sur place :
- Une croix de sacristie en bois taillé, haute de 122 cm, d'époque et style Louis XV[55] ;
- Un voile de calice en tissus brodé, représentant le Christ enfant entre la Vierge et saint Joseph et datant du XVIIe siècle[56] ;
- Un chasuble en tissus brodé avec une représentation de sainte Geneviève sur le devant et une croix brodée sir le derrière, datant du XVIe siècle[57] ;
- Une bourse en tissus brodé, représentant saint Louis portant le sceptre, ainsi que la main de justice. Cet objet liturgique a disparu en 1979[58] ;
- Le fronton Renaissance d'un portail, qui par sa forme et sa disposition générale, montre une ressemblance frappante avec celui du portail du bras nord du transept de la cathédrale Saint-Maclou. Une fenêtre devait exister au-dessus, comme à la cathédrale. Le décor comporte une tête de mort ailée, surmontant des rinceaux fantaisistes entremêlés de rubans. Le double motif central se termine en forme de dauphins à têtes humaines, de la bouche desquels sortent des langues feuillues. Ce style fantaisiste qui ne montre aucune inspiration directe par l'architecture antique, parle en faveur d'une datation assez haute, pour les années 1540 environ. Ce fronton de 84 cm de haut et de 186 cm de large provient d'une entrée latérale de la basilique précédente détruite en 1589, et en est le plus important vestige, avec la Vierge. C'est sans aucun doute une création de Pierre Le Mercier ou de l'un de ses collaborateurs. Les conditions de sa préservation ne sont pas connues. Louis Régnier l'a retrouvé au fond de la cour de la sacristie, abandonné et enfoui sous tant d'objets divers que le curé, l'abbé Lefèvre, en ignorait l'existence. Il est aujourd'hui déposé dans le jardin du musée Tavet-Delacour, où il se dégrade chaque année un peu plus sous l'influence des intempéries[59],[60] ;
- Une cloche en bronze de 1660, de 62 cm de diamètre. Elle présente une mitre et un pélican en bas-relief, et son inscription en latin permet de déchiffrer son nom de baptême, Eugénie. La cloche provient du carillon de l'abbaye bénédictine Saint-Sauveur d'Ename en Flandre orientale. Classée en 1928, elle a été transférée à la nouvelle chapelle Saint-Pierre, au quartier des Louvrais, en 1970[61].